# Llista de mamífers descrits al segle XXI
Aquesta llista enumera els mamífers vivents descrits durant el segle xxi.

## Dècada del 2000
| Nom                            | Ordre           | Autor | Any  | Distribució | Referència |
| ------------------------------ | --------------- | --- | ---- | --- | --- |
| Aepeomys reigi                 | Rodentia        | Ochoa, Aguilera, Pacheco i Soriano                                                                                         | 2001 | Veneçuela | Ochoa G. J.; Aguilera, M.; Pacheco, V.; Soriano, P. J. 2001. «A new species of Aepeomys Thomas, 1898 (Rodentia: Muridae) from the Andes of Venezuela». Mammalian Biology, 66: 228-237. |
| Bradypus pygmaeus              | Pilosa          | Anderson i Handley | 2001 | Panamà | Anderson, R. P.; Handley, C. O., Jr. 2001. «A new species of three-toed sloth (Mammalia: Xenarthra) from Panamá, with a review of the genus Bradypus». Proceedings of the Biological Society of Washington, 114: 1-33. |
| Carollia colombiana            | Chiroptera      | Cuartas, Muñoz i González                                                                                                  | 2001 | Colòmbia | Cuartas, C. A.; Muñoz, J.; González, M. 2001. «Una nueva especie de Carollia Gray, 1838 (Chiroptera: Phyllostomidae) de Colombia». Actualidades Biológicas, 23 (75): 63-73. |
| Ctenomys lami                  | Rodentia        | De Freitas | 2001 | Brasil (Rio Grande do Sul)                                                                                     | Freitas, T. R. O. 2001. «Tuco-tucos (Rodentia, Octodontidae) in Southern Brazil: Ctenomys lami spec. nov. Separated from C. minutus Nehring 1887». Studies on Neotropical Fauna and Environment, 36 (1): 1-8. |
| Eliurus antsingy               | Rodentia        | Carleton, Goodman i Rakotondravony                                                                                         | 2001 | Madagascar | Carleton, M. D.; Goodman, S. M.; Rakotondravony, D. 2001. «A new species of tufted-tailed rat, genus Eliurus (Muridae: Nesomyinae), from western Madagascar, with notes on the distribution of E. myoxinus». Proceedings of the Biological Society of Washington, 14: 972-987. |
| Glauconycteris curryae         | Chiroptera      | Eger i Schlitter | 2001 | Camerun i República Democràtica del Congo                                                                      | Eger, J. L.; Schlitter, D.A. 2001. «A new species of Glauconycteris from West Africa (Chiroptera: Vespertilionidae)». Acta Chiropterologica, 3 (1): 1-10. |
| Microtus anatolicus            | Rodentia        | Kryštufek i Kefioğlu | 2001 | Turquia | Kryštufek, B.; Kefelioğlu, H. 2001. «Redescription and species limits of Microtus irani Thomas, 1921, and description of a new social vole from Turkey (Mammalia: Arvicolinae)». Bonner zoologische Beiträge, 50 (1-2): 1-14. |
| Myotis alcathoe                | Chiroptera      | Von Helversen i Heller | 2001 | Bulgària, República Txeca, França, Alemanya, Grècia, Hongria, Montenegro, Sèrbia, Eslovàquia, Espanya i Suïssa | Von Helversen, O.; Heller, K. G. a Von Helversen, O.; Heller, K. G.; Mayer, F.; Nemeth, A.; Volleth, M.; Gombkötö, B. 2001. «Cryptic mammalian species: a new species of whiskered bat (Myotis alcathoe n. sp.) in Europe». Naturwissenschaften, 88 (5): 217-223. |
| Myotis annamiticus             | Chiroptera      | Kruskop i Tsitsulina | 2001 | Vietnam | Kruskop, S. V.; Tsitsulina, K. A. 2001. «A new big-footed mouse-eared bat Myotis annamiticus sp. nov. (Vespertilionidae, Chiroptera) from Vietnam». Mammalia, 65 (1): 63-72. |
| Neacomys dubosti               | Rodentia        | Voss, Lunde i Simmons | 2001 | Brasil (Amapá), Guaiana Francesa i Surinam                                                                     | Voss, R. S.; Lunde, D. P.; Simmons, N. B. 2001. «Mammals of Paracou, French Guiana: a Neotropical lowland rainforest fauna. Part 2. Nonvolant species». Bulletin of the American Museum of Natural History, 263: 1-236. |
| Neacomys paracou               | Rodentia        | Voss, Lunde i Simmons | 2001 | Brasil (Amapá, Amazones i Pará), Guaiana Francesa, Guyana, Surinam i Veneçuela                                 | Voss, R. S.; Lunde, D. P.; Simmons, N. B. 2001. «Mammals of Paracou, French Guiana: a Neotropical lowland rainforest fauna. Part 2. Nonvolant species». Bulletin of the American Museum of Natural History, 263: 1-236. |
| Paranyctimene tenax            | Chiroptera      | Bergmans | 2001 | Indonèsia (Irian Jaya i Waigeo) i Papua Nova Guinea                                                            | Bergmans, W. 2001. «Notes on distribution and taxonomy of Australasian bats. I. Pteropodinae and Nyctimeninae (Mammalia, Megachiroptera, Pteropodidae)». Beaufortia, 51: 119-152. |
| Saccopteryx antioquensis       | Chiroptera      | Muñoz i Cuartas | 2001 | Colòmbia | Muñoz J.; Cuartas, C. A. 2001. «Saccopteryx antioquensis n. sp. (Chiroptera: Emballonuridae) del noroeste de Colombia». Actualidades Biológicas, 23 (75): 53-61. |
| Spalax carmeli                 | Rodentia        | Nevo, Ivanítskaia i Bailes                                                                                                 | 2001 | Israel | Nevo, E.; Ivanítskaia, I.; Beiles, A. 2001. «Adaptive radiation of blind subterranean mole rats: naming and revisiting the four sibling species of the Spalax ehrenbergi superspecies in Israel: Spalax galili (2n=52), S. golani (2n=54), S. carmeli (2n=58) and S. judaei (2n=60)». Leiden (Països Baixos): Bachkhuys. |
| Spalax galili                  | Rodentia        | Nevo, Ivanítskaia i Bailes                                                                                                 | 2001 | Israel | Nevo, E.; Ivanítskaia, I.; Beiles, A. 2001. «Adaptive radiation of blind subterranean mole rats: naming and revisiting the four sibling species of the Spalax ehrenbergi superspecies in Israel: Spalax galili (2n=52), S. golani (2n=54), S. carmeli (2n=58) and S. judaei (2n=60)». Leiden (Països Baixos): Bachkhuys. |
| Spalax golani                  | Rodentia        | Nevo, Ivanítskaia i Bailes                                                                                                 | 2001 | Alts del Golan (Síria/Israel)                                                                                  | Nevo, E.; Ivanítskaia, I.; Beiles, A. 2001. «Adaptive radiation of blind subterranean mole rats: naming and revisiting the four sibling species of the Spalax ehrenbergi superspecies in Israel: Spalax galili (2n=52), S. golani (2n=54), S. carmeli (2n=58) and S. judaei (2n=60)». Leiden (Països Baixos): Bachkhuys. |
| Spalax judaei                  | Rodentia        | Nevo, Ivanítskaia i Bailes                                                                                                 | 2001 | Israel | Nevo, E.; Ivanítskaia, I.; Beiles, A. 2001. «Adaptive radiation of blind subterranean mole rats: naming and revisiting the four sibling species of the Spalax ehrenbergi superspecies in Israel: Spalax galili (2n=52), S. golani (2n=54), S. carmeli (2n=58) and S. judaei (2n=60)». Leiden (Països Baixos): Bachkhuys. |
| Coendou ichillus               | Rodentia        | Voss i Da Silva | 2001 | Equador | Voss, R. S.; Da Silva, M. N. F. 2001. «Revisionary Notes on Neotropical Porcupines (Rodentia: Erethizontidae). 2. A Review of the Coendou vestitus Group with Descriptions of Two New Species from Amazonia». American Museum Novitates, 3.351: 1-36. |
| Coendou roosmalenorum          | Rodentia        | Voss i Da Silva | 2001 | Brasil (Amazones i Rondônia)                                                                                   | Voss, R. S.; Da Silva, M. N. F. 2001. «Revisionary Notes on Neotropical Porcupines (Rodentia: Erethizontidae). 2. A Review of the Coendou vestitus Group with Descriptions of Two New Species from Amazonia». American Museum Novitates, 3.351: 1-36. |
| Sturnira mistratensis          | Chiroptera      | Contreras-Vega i Cadena | 2001 | Colòmbia | Contreras-Vega, M.; Cadena, A. 2001. «Una nueva especie del género Sturnira (Chiroptera: Phyllostomidae) de los Andes Colombianos». Revista de la Academia Colombiana de Ciencias Exactas, Físicas y Naturales, 26: 285-287. |
| Sylvilagus varynaensis         | Lagomorpha      | Durant i Guevara | 2001 | Veneçuela | Durant, P.; Guevara, M. A. 2001. «A new rabbit species (Sylvilagus, Mammalia: Leporidae) from the lowlands of Venezuela Arxivat 2011-06-04 a Wayback Machine.». Revista Biológica Trópica, 49(1): 369-381. |
| Abrocoma uspallata             | Rodentia        | Braun i Mares | 2002 | Argentina (Mendoza)                                                                                            | Braun, J. K.; Mares, M. A. 2002. «Systematics of the Abrocoma cinerea species complex (Rodentia: Abrocomidae), with a description of a new species of Abrocoma». Journal of Mammalogy, 83 (1): 1-19. |
| Bullimus gamay                 | Rodentia        | Rickart, Heaney i Tabaranza                                                                                                | 2002 | Filipines (Camiguin)                                                                                           | Rickart, E. A.; Heaney, L. R.; Tabaranza, B. R., Jr. 2002. «Review of Bullimus (Muridae: Murinae) and description of a new species from Camiguin Island, Philippines». Journal of Mammalogy, 83 (2): 421-436. |
| Carollia sowelli               | Chiroptera      | Baker, Solari i Hoffmann                                                                                                   | 2002 | Costa Rica, Guatemala, Hondures, Mèxic i Panamà                                                                | Baker, R. J.; Solari, S.; Hoffmann, F. G. 2002. «A new Central American species from the Carollia brevicauda complex Arxivat 2016-03-03 a Wayback Machine.». Occasional Papers, Museum of Texas Tech University, 217: 1-12. |
| Cerradomys maracajuensis       | Rodentia        | Langguth i Bonvicino | 2002 | Brasil | Langguth, A.; Bonvicino, C. R. «The Oryzomys subflavus species group, with description of two new species (Rodentia, Muridae, Sigmodontinae)» (en anglès). Arquivos do Museu Nacional, Rio de Janeiro, 60, 2002, pàg. 285-294. |
| Cerradomys scotti              | Rodentia        | Langguth i Bonvicino | 2002 | Brasil | Langguth, A.; Bonvicino, C. R. «The Oryzomys subflavus species group, with description of two new species (Rodentia, Muridae, Sigmodontinae)» (en anglès). Arquivos do Museu Nacional, Rio de Janeiro, 60, 2002, pàg. 285-294. |
| Congosorex verheyeni           | Eulipotyphla    | Hutterer, Barrière i Colyn                                                                                                 | 2002 | República Centreafricana i Congo                                                                               | Hutterer, R.; Barrière, P.; Colyn, M. 2002. «A new myosoricine shrew from the Congo Basin referable to the forgotten genus Congosorex (Mammalia: Soricidae)». Bulletin de l'Institut Royal des Sciences Naturelles de Belgique, Biologie, 71 (supl.): 7-16. |
| Cryptotis tamensis             | Eulipotyphla    | Woodman | 2002 | Colòmbia i Veneçuela                                                                                           | Woodman, N. 2002. «A new species of small-eared shrew from Colombia and Venezuela (Mammalia: Soricomorpha: Soricidae: Genus Cryptotis)». Proceedings of the Biological Society of Washington, 115 (2): 249-272. |
| Dipodillus rupicola            | Rodentia        | Granjon, Aniskin, Volobúiev i Sicard                                                                                       | 2002 | Mali | Granjon, L.; Aniskin, V. M.; Volobúiev, V.; Sicard, B. 2002. «Sand-dwellers in rocky habitats: a new species of Gerbillus (Mammalia: Rodentia) from Mali». Journal of Zoology, 256: 181-190 |
| Habromys delicatulus           | Rodentia        | Carleton, Sánchez i Urbano Vidales                                                                                         | 2002 | Mèxic | Carleton, M. D.; Sánchez, O.; Urbano Vidales, G. 2002. «A new species of Habromys (Muroidea: Neotominae) from México, with generic review of species definitions and remarks on diversity patterns among Mesoamerican small mammals restricted to humid montane forests». Proceedings of the Biological Society of Washington, 115: 488-533 |
| Heteromys teleus               | Rodentia        | Anderson i Jarrín | 2002 | Equador | Anderson, R. P.; Jarrín-V., P. 2002. «A New Species of Spiny Pocket Mouse (Heteromyidae: Heteromys) Endemic to Western Ecuador Arxivat 2010-06-13 a Wayback Machine.». American Museum Novitates, 3.382: 1-26 |
| Juliomys rimofrons             | Rodentia        | Oliveira i Bonvicino | 2002 | Brasil | Oliveira, J. A.; Bonvicino, C. R «A new species of sigmodontine rodent from the Atlantic forest of eastern Brazil» (en anglès). Acta Theriologica, 47, 3, 2002, pàg. 307-322. |
| Lophuromys dudui               | Rodentia        | Verheyen, Hulselmans, Dierckx i Verheyen                                                                                   | 2002 | República Democràtica del Congo                                                                                | Verheyen W.; Hulselmans J.; Dierckx T.; Verheyen E «The Lophuromys flavopunctatus Thomas 1888 s.l. species complex: A craniometric study with the description and genetic characterization of two new species (Rodentia - Muridae - Africa)» (en anglès). Bulletin de l'Institut royal des sciences naturelles de Belgique, 72, 2002, pàg. 142-182. |
| Lophuromys verhageni           | Rodentia        | Verheyen, Hulselmans, Dierckx i Verheyen                                                                                   | 2002 | Tanzània | Verheyen W.; Hulselmans J.; Dierckx T.; Verheyen E «The Lophuromys flavopunctatus Thomas 1888 s.l. species complex: A craniometric study with the description and genetic characterization of two new species (Rodentia - Muridae - Africa)» (en anglès). Bulletin de l'Institut royal des sciences naturelles de Belgique, 72, 2002, pàg. 142-182. |
| Mesoplodon perrini             | Cetacea         | Dalebout, Mead, C. S. Baker, A. N. Baker i Van Helden                                                                      | 2002 | Oceà Pacífic                                                                                                   | Dalebout, M. L.; Mead, J. G.; Baker, C. S.; Baker, A. N; Van Helden, A. L. 2002. «A new species of Beaked Whale Mesoplodon perrini sp. n. (Cetacea: Ziphiidae) discovered through phylogenetic analyses of Mitochondrial DNA sequences». Marine Mammal Science, 18 (3): 577. |
| Micronycteris matses           | Chiroptera      | Simmons, Voss i Fleck | 2002 | Perú | Simmons, N. B.; Voss, R. S.; Fleck, D. W. 2002. «A new Amazonian species of Micronycteris (Chiroptera: Phyllostomidae) with notes on the roosting behavior of sympatric congeners». American Museum Novitates, 3.358: 1-14. |
| Nyctophilus nebulosus          | Chiroptera      | Parnaby | 2002 | Nova Caledònia                                                                                                 | Parnaby, H. E «A new species of long-eared bat (Nyctophilus: Vespertilionidae) from New Caledonia» (en anglès). Australian Mammalogy, 23, 2002, pàg. 115-124. |
| Oxymycterus josei              | Rodentia        | Hoffman, Lessa i Smith | 2002 | Uruguai | Hoffmann, F. G.; Lessa, E. P.; Smith, M. F «Systematics of Oxymycterus with description of a new species from Uruguay» (en anglès). Journal of Mammalogy, 83, 2, 2002, pàg. 408-420. |
| Phyllomys pattoni              | Rodentia        | Emmons, Leite, Kock i Costa                                                                                                | 2002 | Brasil (Bahia, Espírito Santo, Minas Gerais, Paraíba, Pernambuco, Rio de Janeiro, São Paulo)                   | Emmons, L. H.; Leite, Y. L. R.; Kock, D.; Costa, L. P. 2002. «A Review of the Named Forms of Phyllomys (Rodentia: Echimyidae) with the Description of a New Species from Coastal Brazil». American Museum Novitates, 3.380: 1-40. |
| Plecotus sardus                | Chiroptera      | Mucedda, Kiefer, Pidinchedda i Veith                                                                                       | 2002 | Itàlia | Mucedda, M.; Kiefer, A.; Pidinchedda, E.; Veith, M. 2002. «A new species of long-eared bat (Chiroptera, Vespertilionidae) from Sardinia (Italy) Arxivat 2014-03-01 a Wayback Machine.». Acta Chiropterologica, 4(2): 121-135. |
| Plecturocebus bernhardi        | Primates        | Van Roosmalen, Van Roosmalen i Mittermeier                                                                                 | 2002 | Brasil (Amazones i Rondônia)                                                                                   | Van Roosmalen, M. G. M., Van Roosmalen, T.; Mittermeier, R. A. 2002. «A taxonomic review of the titi monkeys, genus Callicebus Thomas, 1903, with the description of two new species, Callicebus bernhardi and Callicebus stephennashi, from Brazilian Amazonia». Neotropical Primates, 10(supl.): 1-52. |
| Plecturocebus stephennashi     | Primates        | Van Roosmalen, Van Roosmalen i Mittermeier                                                                                 | 2002 | Brasil (Amazones)                                                                                              | Van Roosmalen, M. G. M., Van Roosmalen, T.; Mittermeier, R. A. 2002. «A taxonomic review of the titi monkeys, genus Callicebus Thomas, 1903, with the description of two new species, Callicebus bernhardi and Callicebus stephennashi, from Brazilian Amazonia». Neotropical Primates, 1 0(supl.): 1-52. |
| Pteralopex taki                | Chiroptera      | Parnaby | 2002 | Salomó | Parnaby, H. E. 2002. «A taxonomic review of the genus Pteralopex (Chiroptera: Pteropodidae), the monkey-faced bats of the south-western Pacific». Australian Mammalogy, 23: 145-162. |
| Rhinolophus sakejiensis        | Chiroptera      | Cotterill | 2002 | Zàmbia | Cotterill, F. P. D. 2002. «A new species of horseshoe bat (Microchiroptera: Rhinolophidae) from south-central Africa: with comments on its affinities and evolution, and the characterization of rhinolophid species». Journal of Zoology, 256 (2): 165-179. |
| Rhinolophus ziama              | Chiroptera      | Fahr, Vierhaus, Hutterer i Kock                                                                                            | 2002 | Guinea i Libèria                                                                                               | Fahr, J.; Vierhaus, H.; Hutterer, R.; Kock, D. 2002. «A revision of the Rhinolophus maclaudi species group with the description of a new species from West Africa (Chiroptera: Rhinolophidae)». Myotis, 40: 95-126. |
| Sommeromys macrorhinos         | Rodentia        | Musser i Durden | 2002 | Sulawesi | Musser, G. G.; Durden, L. A «Sulawesi rodents: description of a new genus and species of Murinae (Muridae, Rodentia) and its parasitic new species of sucking louse (Insecta, Anoplura)» (en anglès). American Museum Novitates, 3368, 2002, pàg. 1-50. |
| Thomasomys onkiro              | Rodentia        | Luna i Pacheco | 2002 | Perú | Luna, L.; Pacheco, V «A new species of Thomasomys (Muridae: Sigmodontinae) from the Andes of southeastern Peru» (en anglès). Journal of Mammalogy, 83, 2002, pàg. 834-842. |
| Trichosurus cunninghami        | Diprotodontia   | Lindenmayer, Dubach i Viggers                                                                                              | 2002 | Austràlia (Nova Gal·les del Sud i Victòria)                                                                    | Lindenmayer, D. B.; Dubach, J.; Viggers, K. L. 2002. «Geographic dimorphism in the mountain brushtail possum (Trichosurus caninus): The case for a new species». Australian Journal of Zoology, 50(4): 369. |
| Trinomys mirapitanga           | Rodentia        | Lara, Patton i Hingst-Zaher                                                                                                | 2002 | Brasil (Bahia)                                                                                                 | Lara, M.; Patton, J. L.; Hingst-Zaher, E. 2002. «Trinomys mirapitanga, a new species of spiny rat (Rodentia: Echimyidae) from the Brazilian Atlantic Forest». Mammalian Biology - Zeitschrift für Säugetierkunde, 67(4): 233-242. |
| Calomys tocantinsi             | Rodentia        | Bonvicino, Lima i Almeida                                                                                                  | 2003 | Brasil | Bonvicino, C. R.; Lima, J. F. S.; Almeida, F. C. «A new species of Calomys Waterhouse (Rodentia, Sigmodontinae) from the Cerrado of Central Brazil» (en anglès). Revista Brasileira de Zoologia, 20, 2, 2003, pàg. 301-307. DOI: 10.1590/S0101-81752003000200021. ISSN: 0101-8175. |
| Cerradomys marinhus            | Rodentia        | Bonvicino | 2003 | Brasil | Bonvicino, C. R. «A new species of Oryzomys (Rodentia, Sigmodontinae) of the subflavus group from the Cerrado of Central Brazil» (en anglès). Mammalian Biology, 68, 2, 2003, pàg. 78-90. |
| Chodsigoa caovansunga          | Rodentia        | Lunde, Musser i Son | 2003 | Vietnam | Lunde, D. P.; Musser, G. G.; Son, N. T. «A survey of small mammals from Mt. Tay Con Linh II, Vietnam, with the description of a new species of Chodsigoa (Insectivora: Soricidae)» (PDF) (en anglès). Mammal Study, 28, 1, 2003, pàg. 31-46. |
| Desmomys yaldeni               | Rodentia        | Lavréntxenko | 2003 | Etiòpia | Lavréntxenko, L. A. 2003. «A contribution to the systematics of Desmomys Thomas, 1910 (Rodentia, Muridae) with the description of a new species». Bonner Zoologische Beiträge, 50(4): 313-327. |
| Limnomys bryophilus            | Rodentia        | Rickart, Heaney i Tabaranza Jr.                                                                                            | 2003 | Filipines | Rickart, Eric A.; Heaney, Lawrence R.; Tabaranza, Blas R. «A new species of Limnomys (Rodentia: Muridae: Murinae) from Mindanao Island, Philippines» (en anglès). Journal of Mammalogy, 84, 4, 2003, pàg. 1.443-1.455. DOI: 10.1644/BRP-112. ISSN: 0022-2372. |
| Microtus qazvinensis           | Rodentia        | Golenísxev, Màlikov, Nazari, Vaziri, Sàblina i Poliakov                                                                    | 2003 | Iran | Golenísxev, F. N.; Màlikov, V. G.; Nazari, F.; Vaziri, A. S.; Sàblina, O. V.; Poliakov, A. V. 2003. «New species of vole of "guentheri" group (Rodentia, Arvicolinae, Microtus) from Iran». Russian Journal of Theriology, 1(2): 117-123. |
| Mus fragilicauda               | Rodentia        | Auffray, Orth, Catalan, Gonzalez, Desmarais i Bonhomme                                                                     | 2003 | Laos i Tailàndia                                                                                               | Auffray, J.-C.; Orth, A.; Catalan, J.; Gonzalez, J.-P.; Desmarais, E.; Bonhomme, F. 2003. «Phylogenetic position and description of a new species of subgenus Mus (Rodentia, Mammalia) from Thailand». Zoologica Scripta, 32: 119-127. |
| Praomys petteri                | Rodentia        | Van der Straeten, Lecompte i Denys                                                                                         | 2003 | Camerun, Congo i República Centreafricana                                                                      | Van der Straeten, E.; Lecompte, É.; Denys, C. 2003. «Praomys petteri: une nouvelle espèce des Muridae africains (Mammalia, Rodentia)». Bonner Zoologische Beiträge, 50: 329-345. |
| Rhagomys longilingua           | Rodentia        | Luna i Patterson | 2003 | Bolívia i Perú                                                                                                 | Luna, L.; Patterson, B. 2003. «A remarkable new mouse (Muridae: Sigmodontinae) from southeastern Peru: with comments on the affinities of Rhagomys rufescens (Thomas, 1886)». Fieldiana, Zoology, 101: 1-24. |
| Taterillus tranieri            | Rodentia        | Dobigny, Granjon, Aniskin, Ba i Volobúiev                                                                                  | 2003 | Mali i Mauritània                                                                                              | Dobigny, G.; Granjon, L.; Aniskin, V.; Ba, K.; Voloboúiev, V. 2003. «A new sibling species of Taterillus (Muridae, Gerbillinae) from West Africa». Mammalian Biology, 68: 299-316. |
| Thomasomys ucucha              | Rodentia        | Voss | 2003 | Equador | Voss, R. S. 2003. «A new species of Thomasomys (Rodentia: Muridae) from eastern Ecuador, with remarks on mammalian diversity and biogeography in the Cordillera Oriental». American Museum Novitates, 3.421: 1-47. |
| Carollia manu                  | Chiroptera      | Pacheco, Solari i Velazco                                                                                                  | 2004 | Bolívia i Perú                                                                                                 | Pacheco, V.; Solari, S.; Velazco, P. M. 2004. «A New Species of Carollia (Chiroptera: Phyllostomidae) from the Andes of Peru and Bolivia Arxivat 2016-03-03 a Wayback Machine.». Occasional Papers, Museum of Texas Tech University, 236: 1-15. |
| Carollia monohernandezi        | Chiroptera      | Muñoz, Cuartas-Calle i Gonzalez                                                                                            | 2004 | Colòmbia | Muñoz, J.; Cuartas-Calle, C. A.; González, M. «Se describe una nueva especie de murciélago del género Carollia Gray, 1838 (Chiroptera: Phyllostomidae) de Colombia» (en castellà). Actualidades Biologicas, 26, 80, 2004, pàg. 80-90. |
| Crocidura kegoensis            | Eulipotyphla    | Lunde, Musser i Ziegler | 2004 | Vietnam | Lunde, D. P.; Musser, G. G.; Ziegler, T. 2004. «Description of a new species of Crocidura (Soricomorpha: Soricidae, Crocidurinae) from Ke Go Nature Reserve, Vietnam». Mammal Study, 29: 27-36. |
| Dasymys shortridgei            | Rodentia        | Mullin, Taylor i Pillay | 2004 | Botswana i Namíbia                                                                                             | Mullin, S. K.; Taylor, P. J.; Pillay, N. 2004. «Skull size and shape of Dasymys (Rodentia, Muridae) from sub-Saharan Africa Arxivat 2017-12-31 a Wayback Machine.». Mammalia. 68 (2-3): 185-220. |
| Epomophorus anselli            | Chiroptera      | Bergmans i Van Strien | 2004 | Malawi | Bergmans, W.; Van Strien, N. J. 2004. «Systematic Notes on a Collection of Bats from Malawi. I. Megachiroptera: Epomophorinae and Rousettinae (Mammalia, Chiroptera)». Acta Chiropterologica, 6 (2): 249-268. |
| Lophostoma aequatorialis       | Chiroptera      | Baker, Fonseca, Parish, Phillips i Hoffmann                                                                                | 2004 | Equador | Baker, R. J.; Fonseca, R. M.; Parish, D. A.; Phillips, C. J.; Hoffmann, F. G. 2004. «New Bat of the Genus Lophostoma (Phyllostomidae: Phyllostominae) from Northwestern Ecuador Arxivat 2016-03-04 a Wayback Machine.». Occasional Papers, Museum of Texas Tech University, 232: 1-16. |
| Lonchophylla chocoana          | Chiroptera      | Dávalos | 2004 | Colòmbia i Equador                                                                                             | Dávalos, L. M. «A New Chocoan Species of Lonchophylla (Chiroptera: Phyllostomidae)» (en anglès). American Museum Novitates, 3.426, 2004, pàg. 1-14. DOI: 10.1206/0003-0082(2004)426<0001:ANCSOL>2.0.CO;2. ISSN: 0003-0082. |
| Marmosops creightoni           | Didelphimorphia | Voss, Tarifa i Yensen | 2004 | Bolívia | Voss, R. S.; Tarifa, T.; Yensen, E. 2004. «An Introduction to Marmosops (Marsupialia: Didelphidae), with the Description of a New Species from Bolivia and Notes on the Taxonomy and Distribution of Other Bolivian Forms». American Museum Novitates, 3.466: 1-40. |
| Microgale jenkinsae            | Afrosoricida    | Goodman i Soarimalala | 2004 | Madagascar | Goodman, S. M.; Soarimalala, V. 2004. «A New Species Of Microgale (Lipotyphla: Tenrecidae: Oryzorictinae) From The Foret Des Mikea Of Southwestern Madagascar». Proceedings of The Biological Society of Washington, 117: 251-265. |
| Mops jobimena                  | Chiroptera      | Goodman i Cardiff | 2004 | Madagascar | Goodman, S. M.; Cardiff, S. G. «A new species of Chaerephon (Molossidae) from Madagascar with notes on other members of the family» (en anglès). Acta Chiropterologica, 6, 2, 2004, pàg. 227-248. DOI: 10.3161/001.006.0204. |
| Peromyscus schmidlyi           | Rodentia        | Bradley | 2004 | Mèxic | Bradley, R. D.; Carroll, D. S.; Haynie, M. L.; Muñiz Martínez, R.; Hamilton, M. J.; Kilpatrick, C. W. 2004. «A new species of Peromyscus from western Mexico». Journal of Mammalogy, 85: 1.184-1.193. |
| Pipistrellus hanaki            | Chiroptera      | Hulva i Benda | 2004 | Líbia | Benda, P.; Hulva, P.; Gaisler, J. «Systematic status of African populations of Pipistrellus pipistrellus complex (Chiroptera: Vespertilinionidae), with a description of a new species from Cyrenaica, Libya» (en anglès). Acta Chiropterlogica, 6, 2004, pàg. 193-217. |
| Reithrodontomys bakeri         | Rodentia        | Bradley, Mendez-Harclerode, Hamilton i Ceballos                                                                            | 2004 | Mexico (Guerrero)                                                                                              | Bradley, R. D.; Mendez-Harclerode, F.; Hamilton, M. J.; Ceballos, G. 2004. «A New Species of Reithrodontomys from Guerrero, Mexico Arxivat 2016-03-03 a Wayback Machine.». Occasional Papers, Museum of Texas Tech University, 231: 1-12. |
| Spalax munzuri                 | Rodentia        | Coşkun | 2004 | Turquia | Coşkun, Y. 2004. «A new species of mole rat, Nannospalax munzuri sp. n., and karyotype of Nannospalax tuncelicus (Coşkun, 1996) (Rodentia: Spalacidae) in eastern Anatolia Arxivat 2016-02-06 a Wayback Machine.». Zoology in the Middle East, 33: 153-162. |
| Spilocuscus wilsoni            | Diprotodontia   | Helgen i Flannery | 2004 | Indonèsia (Biak i Supiori)                                                                                     | Helgen, K. M.; Flannery, T. F. 2004. «Notes on the phalangerid marsupial genus Spilocuscus, with description of a new species from Papua». Journal of Mammalogy, 85: 825-833. |
| Akodon philipmyersi            | Rodentia        | Pardiñas, D'Elía, Cirignoli i Suárez                                                                                       | 2005 | Argentina | Pardiñas, U. F. J.; D'Elía, G.; Cirignoli, S.; Suárez, P. 2005. «A new species of Akodon (Rodentia, Cricetidae) from the Northern Campos grasslands of Argentina». Journal of Mammalogy, 86: 462-474. |
| Chrotomys sibuyanensis         | Rodentia        | Rickart, Heaney, Goodman i Jansa                                                                                           | 2005 | Filipines | Rickart, E. A.; Heaney, L. R.; Goodman, S. M.; Jansa, S. 2005. «Review of the Philippine Genera Chrotomys and Celaenomys (Murinae) and Description of a New Species». Journal of Mammalogy, 86 (2): 415-428. |
| Hydromys ziegleri              | Rodentia        | Helgen | 2005 | Papua Nova Guinea                                                                                              | Helgen, K. M. 2005. «The amphibious murines of New Guinea (Rodentia, Muridae): the generic status of Baiyankamys and description of a new species of Hydromys». Zootaxa, 913: 1-20. |
| Hylomyscus arcimontensis       | Rodentia        | Carleton i Stanley | 2005 | Malawi i Tanzània                                                                                              | Carleton, M. D.; Stanley, W. T. «Review of the Hylomyscus denniae complex (Rodentia: Muridae) in Tanzania, with a description of a new species» (PDF) (en anglès). Proceedings of the Biological Society of Washington, 118, 3, 2005, pàg. 619-646. |
| Jaculus thaleri                | Rodentia        | Darvish i Hosseinie | 2005 | Iran | Darvish, J.; Hosseinie, F. 2005. «New species of three-toed jerboa (Dipodidae, Rodentia) from the deserts of Khorasan province, Iran ». Iranian Journal of Animal Biosystematics, 1(1): 29-44. |
| Laonastes aenigmamus           | Rodentia        | Jenkins, Kilpatrick, Robinson i Timmins                                                                                    | 2005 | Laos | «Morphological and molecular investigations of a new family, genus and species of rodent (Mammalia: Rodentia: Hystricognatha) from Lao PDR» (en anglès). Systematics and Biodiversity, 2, 4, 2005, pàg. 419-454. DOI: 10.1017/S1477200004001549. |
| Macrotarsomys petteri          | Rodentia        | Goodman i Soarimalala | 2005 | Madagascar | Goodman, S. M.; Soarimalala, V. 2005. «A new species of Macrotarsomys (Rodentia: Muridae: Nesomyinae) from southwestern Madagascar». Proceedings of the Biological Society of Washington, 118 (2): 450-464. |
| Moschiola kathygre             | Artiodactyla    | Groves i Meijaard | 2005 | Sri Lanka | Groves, C. P.; Meijaard, E. «Interspecific variation in Moschiola, the Indian Chevrotain» (en anglès). Raffles Bulletin of Zoology, 12, 2005, pàg. 413-421. |
| Myotis dieteri                 | Chiroptera      | Happold | 2005 | Congo | Happold, M. 2005. «A new species of Myotis (Chiroptera: Vespertilionidae) from central Africa». Acta Chiropterologica, 7 (1): 9-21. |
| Neusticomys ferreirai          | Rodentia        | Pardiñas, D'Elía, Cirignoli i Suárez                                                                                       | 2005 | Brasil | Percequillo, A. R.; Carmignotto, A. P.; Silva, M. J. 2005. «A New Species of Neusticomys (Ichthyomyini, Sigmodontinae) from Central Brazilian Amazonia». Journal of Mammalogy, 86 (5): 873-880 |
| Oligoryzomys moojeni           | Rodentia        | Weksler i Bonvicino | 2005 | Brasil | Weksler, M.; Bonvicino, C. 2005. «Taxonomy of pigmy rice rats genus Oligoryzomys Bangs, 1900 (Rodentia, Sigmodontinae) of the Brazilian Cerrado, with the description of two new species». Arquivos do Museu Nacional, Rio de Janeiro, 63 (1): 113-130 |
| Oligoryzomys rupestris         | Rodentia        | Weksler i Bonvicino | 2005 | Brasil | Weksler, M.; Bonvicino, C. 2005. «Taxonomy of pigmy rice rats genus Oligoryzomys Bangs, 1900 (Rodentia, Sigmodontinae) of the Brazilian Cerrado, with the description of two new species». Arquivos do Museu Nacional, Rio de Janeiro, 63 (1): 113-130 |
| Platyrrhinus albericoi         | Chiroptera      | Velazco | 2005 | Bolívia, Colòmbia, Equador i Perú                                                                              | «Morphological Phylogeny of the Bat Genus Platyrrhinus (Chiroptera: Phyllostomidae) with the Description of Four New Species» (en anglès). Fieldiana Zoology, 105, 2005. DOI: 10.3158/0015-0754(2005)105[1:MPOTBG]2.0.CO;2. ISSN: 00150754. |
| Platyrrhinus ismaeli           | Chiroptera      | Velazco | 2005 | Colòmbia, Equador i Perú                                                                                       | «Morphological Phylogeny of the Bat Genus Platyrrhinus (Chiroptera: Phyllostomidae) with the Description of Four New Species» (en anglès). Fieldiana Zoology, 105, 2005. DOI: 10.3158/0015-0754(2005)105[1:MPOTBG]2.0.CO;2. ISSN: 00150754. |
| Platyrrhinus masu              | Chiroptera      | Velazco | 2005 | Bolívia i Perú                                                                                                 | «Morphological Phylogeny of the Bat Genus Platyrrhinus (Chiroptera: Phyllostomidae) with the Description of Four New Species» (en anglès). Fieldiana Zoology, 105, 2005. DOI: 10.3158/0015-0754(2005)105[1:MPOTBG]2.0.CO;2. ISSN: 00150754. |
| Platyrrhinus matapalensis      | Chiroptera      | Velazco | 2005 | Equador i Perú                                                                                                 | «Morphological Phylogeny of the Bat Genus Platyrrhinus (Chiroptera: Phyllostomidae) with the Description of Four New Species» (en anglès). Fieldiana Zoology, 105, 2005. DOI: 10.3158/0015-0754(2005)105[1:MPOTBG]2.0.CO;2. ISSN: 00150754. |
| Pseudohydromys germani         | Rodentia        | Helgen | 2005 | Papua Nova Guinea                                                                                              | Helgen, K. M. 2005. «A new species of murid rodent (genus Mayermys) from south-eastern New Guinea». Mammalian Biology, 70: 61-67. |
| Rhinolophus chiewkweeae        | Chiroptera      | Yoshiyuki i Lim | 2005 | Malàisia | Yoshiyuki, M.; Lim, B. L. «A New Horseshoe Bat, Rhinolophus chiewkweeae (Chiroptera, Rhinolophidae), from Malaysia» (en anglès). Bulletin of the National Science Museum. Series A, Zoology, 31, 1, 2005, pàg. 29-36. |
| Rhipidomys cariri              | Rodentia        | Tribe | 2005 | Brasil | Tribe, C. J. 2005. «A new species of Rhipidomys (Rodentia, Muroidea) from north-eastern Brazil». Arquivos do Museu Nacional, Rio de Janeiro, 63 (1): 131-146 |
| Saxatilomys paulinae           | Rodentia        | Musser, Smith, Robinson i Lunde                                                                                            | 2005 | Laos i Vietnam                                                                                                 | Musser, Guy G.; Smith, Angela L.; Robinson, M. F.; Lunde, Darrin P. «Description of a New Genus and Species of Rodent (Murinae, Muridae, Rodentia) from the Khammouan Limestone National Biodiversity Conservation Area in Lao PDR» (en anglès). American Museum Novitates, 3.497, 1, 2005, pàg. 1. DOI: 10.1206/0003-0082(2005)497[0001:DOANGA]2.0.CO;2. ISSN: 0003-0082. |
| Voalavo antsahabensis          | Rodentia        | Goodman, Rakotondravony, Randriamanantsoa i Rakotomalala-Razanahoera                                                       | 2005 | Madagascar | Goodman, S. M.; Rakotondravony, D.; Randriamanantsoa, H. N.; Rakotomalala-Razanahoeraa, M. 2005. «A new species of rodent from the montane forest of central eastern Madagascar (Muridae: Nesomyinae: Voalavo)». Proceedings of the Biological Society of Washington, 118 (4): 863-873. |
| Wiedomys cerradensis           | Rodentia        | Gonçalves, Almeida i Bonvicino                                                                                             | 2005 | Brasil | Gonçalves, P. R.; Almeida, F. C.; Bonvicino, C. R. 2005. «A new species of Wiedomys (Rodentia: Sigmodontinae) from Brazilian Cerrado». Mammalian Biology, 70(1): 46-60. |
| Hsunycteris cadenai            | Chiroptera      | Woodman i Timm | 2006 | Colòmbia i Equador                                                                                             | Woodman, Neal; Timm, Robert M.; Graves, Gary R. «Characters and phylogenetic relationships of nectar-feeding bats, with descriptions of new Lonchophylla from western South America (Mammalia: Chiroptera: Phyllostomidae: Lonchophyllini)» (en anglès). Proceedings of the Biological Society of Washington, 119, 4, 2006, pàg. 437-476. DOI: 10.2988/0006-324X(2006)119[437:CAPRON]2.0.CO;2. ISSN: 0006-324X. |
| Hsunycteris pattoni            | Chiroptera      | Woodman i Timm | 2006 | Equador i Perú                                                                                                 | Woodman, Neal; Timm, Robert M.; Graves, Gary R. «Characters and phylogenetic relationships of nectar-feeding bats, with descriptions of new Lonchophylla from western South America (Mammalia: Chiroptera: Phyllostomidae: Lonchophyllini)» (en anglès). Proceedings of the Biological Society of Washington, 119, 4, 2006, pàg. 437-476. DOI: 10.2988/0006-324X(2006)119[437:CAPRON]2.0.CO;2. ISSN: 0006-324X. |
| Isothrix barbarabrownae        | Rodentia        | Patterson i Velazco | 2006 | Perú (Cusco)                                                                                                   | Patterson, B. D.; Velazco, P. M. 2006. «A distinctive new cloud-forest rodent (Hystricognathi: Echimyidae) from the Manu Biosphere Reserve, Peru». Mastozoología Neotropical, 13: 175-191 |
| Mus cypriacus                  | Rodentia        | Cucchi, Orth, Auffray, Renaud, Fabre, Catalan, Khatzisterkotis, Bonhomme i Vigne                                           | 2006 | Xipre | Cucchi, T.; Orth, A.; Auffray, J.-C.; Renaud, S.; Fabre, L.; Catalan, J.; Khatzisterkotis, E.; Bonhomme, F.; Vigne, J.-D. 2006. «A new endemic species of the subgenus Mus (Rodentia, Mammalia) on the Island of Cyprus». Zootaxa, 12.418: 1-36. |
| Philander deltae               | Didelphimorphia | Lew, Pérez-Hernández i Ventura                                                                                             | 2006 | Veneçuela | Lew, D.; Pérez-Hernández, R; Ventura, J. 2006. «Two new species of Philander (Didelphimorphia, Didelphidae) from northern South America». Journal of Mammalogy, 87: 224-237. |
| Soricomys kalinga              | Rodentia        | Balete, Rickart i Heaney                                                                                                   | 2006 | Filipines (Luzon)                                                                                              | Balete, D. S.; Rickart, E. A.; Heaney, L. R. 2006. «A new species of the shrew-mouse, Archboldomys (Rodentia: Muridae: Murinae), from the Philippines». Systematics and Biodiversity, 4 (4): 489-501 |
| Tokudaia tokunoshimensis       | Rodentia        | Endo i Tsuchiya | 2006 | Japó (Tokunoshima)                                                                                             | Endo, H.; Tsuchiya, K. 2006. «A new species of Ryukyu spiny rat, Tokudaia (Muridae: Rodentia), from Tokunoshima Island, Kagoshima Prefecture, Japan». Mammal Study, 31: 47-57 |
| Tonkinomys daovantieni         | Rodentia        | Musser, Lunde i Son | 2006 | Vietnam | Musser, G. G.; Lunde, D. P.; Truong Son, N. 2006. «Description of a new genus and species of rodent (Murinae, Muridae, Rodentia) from the tower karst region of northeastern Vietnam». American Museum Novitates, 3.517: 1-41. |
| Aotus jorgehernandezi          | Primates        | Defler i Bueno | 2007 | Colòmbia | Defler, T. R.; Bueno, M. L. 2007. «Aotus diversity and the species problem Arxivat 2009-02-05 a Wayback Machine.». Primate Conservation, 22. |
| Avahi betsileo                 | Primates        | Andriantompohavana, Lei, Zaonarivelo, Engberg, Nalanirina, McGuire, Shore, Andrianasolo, Herringto, Brenneman i Louis, Jr. | 2007 | Madagascar | Andriantompohavana, R.; Lei, R.; Zaonarivelo, J. R.; Engberg, S. E.; Nalanirina, G.; McGuire, S. M.; Shore, G. D.; Andrianasolo, J.; Herrington, K.; Brenneman, R. A.; Louis, E. A., Jr. 2007. «Molecular phylogeny and taxonomic revision of the woolly lemurs, genus Avahi (Primates: Lemuriformes) Arxivat 2008-12-17 a Wayback Machine.». Special Publications of the Museum of Texas Tech University, 51: 1-59. |
| Barbastella beijingensis       | Chiroptera      | J.-S. Zhang, Han, Jones, Lin, J.-P. Zhang, Zhu, Huang i S.-Y. Zhang                                                        | 2007 | Xina | Zhang, J.-S.; Han, N.-J.; Jones, G.; Lin, L.-K.; Zhang, J.-P.; Zhu, G.-J.; Huang, D.-W.; Zhang, S.-Y. 2007. «A new species of Barbastella (Chiroptera: Vespertilionidae) from North China». Journal of Mammalogy, 88 (6): 1.393-1.403. |
| Crocidura hikmiya              | Eulipotyphla    | S. Meegaskumbura, M. Meegaskumbura, Pethiyagoda, Manamendra-Arachchi i Schneider                                           | 2007 | Sri Lanka | Meegaskumbura, S.; Meegaskumbura, M.; Pethiyagoda, R.; Manamendra-Arachchi, K.; Schneider, C. J. 2007. «Crocidura hikmiya, a new shrew (Mammalia: Soricomorpha: Soricidae) from Sri Lanka». Zootaxa, 1.665: 19-30. |
| Crocidura sokolovi             | Eulipotyphla    | Jenkins, Abràmov, Rojnov i Makàrova                                                                                        | 2007 | Vietnam | Jenkins, P. D.; Abràmov, A. V.; Rojnov, V. V.; Makàrova, O.V. 2007. «Description of two new species of white-toothed shrews belonging to the genus Crocidura (Soricomorpha: Soricidae) from Ngoc Linh Mountain, Vietnam». Zootaxa, 1.589: 57-68. |
| Crocidura zaitsevi             | Eulipotyphla    | Jenkins, Abràmov, Rojnov i Makàrova                                                                                        | 2007 | Vietnam | Jenkins, P. D.; Abràmov, A. V.; Rojnov, V. V.; Makàrova, O.V. 2007. «Description of two new species of white-toothed shrews belonging to the genus Crocidura (Soricomorpha: Soricidae) from Ngoc Linh Mountain, Vietnam». Zootaxa, 1.589: 57-68. |
| Dyacopterus rickarti           | Chiroptera      | Helgen, Kock, Gomez i Ingle                                                                                                | 2007 | Filipines | Helgen, K. M.; Kock, D.; Gomez, R. K. C. S.; Ingle, N. R.; Sinaga, M. H. 2007. «Taxonomy and natural history of the southeast Asian fruit-bat genus Dyacopterus». Journal of Mammalogy, 88 (2): 302-318. |
| Eliurus danieli                | Rodentia        | Carleton i Goodman | 2007 | Madagascar | Carleton, M. D.; Goodman, S. M. 2007. «A new species of the Eliurus majori complex (Rodentia: Muroidea: Nesomyidae) from south-central Madagascar, with remarks on emergent species groupings in the genus Eliurus Arxivat 2012-02-27 a Wayback Machine.». American Museum Novitates, 3.547: 1-21. |
| Hipposideros boeadii           | Chiroptera      | Bates, Rossiter, Suyanto i Kingston                                                                                        | 2007 | Indonèsia (Sulawesi)                                                                                           | Bates, P. J. J.; Rossiter, S. J.; Suyanto, A.; Kingston, T. 2007. «A new species of Hipposideros (Chiroptera: Hipposideridae) from Sulawesi». Acta Chiropterologica, 9(1): 13-26. |
| Juliomys ossitenuis            | Rodentia        | Costa, Pavan, Leite i Fagundas                                                                                             | 2007 | Brasil (Espírito Santo i São Paulo)                                                                            | Costa, L. P.; Pavan, S. E.; Leite, Y. L. R.; Fagundes, V. 2007. «A new species of Juliomys (Mammalia: Rodentia: Cricetidae) from the Atlantic forest of southeastern Brazil». Zootaxa, 1.463: 21-37. |
| Kerivoula krauensis            | Chiroptera      | Francis, Kingston i Zubaid                                                                                                 | 2007 | Malàisia (Malàisia peninsular)                                                                                 | Francis, C. M.; Kingston, T.; Zubaid, A. 2007. «A new species of Kerivoula (Chiroptera: Vespertilionidae) from peninsular Malaysia». Acta Chiropterologica, 9(1): 1-12. |
| Kerivoula titania              | Chiroptera      | Bates, Struebig, Hayes, Furey, Mya, Vu, Pham, Nguyen, Harrison, Francis i Csorba                                           | 2007 | Cambodja, Laos, Myanmar, Tailàndia i Vietnam                                                                   | Bates, P. J. J.; Struebig, M. J.; Hayes, B. D.; Furey, N. M.; Mya, K. M.; Vu D. T.; Pham D. T.; Nguyen T. S.; Harrison, D. L.; Francis, C. M.; Csorba, G. 2007. «A new species of Kerivoula (Chiroptera: Vespertilionidae) from Southeast Asia». Acta Chiropterologica, 9(2): 323-337. |
| Lepilemur otto                 | Primates        | Craul, Zimmermann, Rasoloharijaona, Randrianambinina i Radespiel                                                           | 2007 | Madagascar | Craul, M.; Zimmermann, E.; Rasolharijaona, S.; Randrianambinina, B.; Radespiel, U. 2007. «Unexpected species diversity of Malagasy primates (Lepilemur spp.) in the same biogeographical zone: a morphological and molecular approach with the description of two new species». BMC Evolutionary Biology, 7:83; 15 pàg. |
| Lonchophylla fornicata         | Chiroptera      | Woodman | 2007 | Colòmbia i Equador                                                                                             | Woodman, N. 2007. «A new species of nectar-feeding bat, genus Lonchophylla, from western Colombia and western Ecuador (Mammalia: Chiroptera: Phyllostomidae)». Proceedings of the Biological Society of Washington, 120(3): 340-358. |
| Lophuromys chercherensis       | Rodentia        | Lavréntxenko, W. N. Verheyen, E. Verheyen, Hulselmans i Leirs                                                              | 2007 | Etiòpia | Lavréntxenko, L. A.; Verheyen, W. N.; Verheyen, E.; Hulselmans, J.; Leirs, H. 2007. «Morphometric and genetic study of Ethiopian Lophuromys flavopunctatus Thomas, 1888 species complex with description of three new 70-chromosomal species (Muridae, Rodentia)». Bulletin van het Koninklijk Belgisch Instituut voor Natuurwetenschappen, Biologie, 77: 77-117. |
| Lophuromys kilonzoi            | Rodentia        | W. N. Verheyen, Hulselmans, Dierckx, Mulungu, Leirs, Corti i E. Verheyen                                                   | 2007 | Tanzània | Verheyen, W. N.; Hulselmans, J. L. J.; Dierckx, T.; Mulungu, L.; Leirs, H.; Corti, M.; Verheyen, E. 2007. «The characterization of the Kilimanjaro Lophuromys aquilus True 1892 population and the description of five new Lophuromys species (Rodentia, Muridae)». Bulletin van het Koninklijk Belgisch Instituut voor Natuurwetenschappen, 77: 23-75. |
| Lophuromys machangui           | Rodentia        | W. N. Verheyen, Hulselmans, Dierckx, Mulungu, Leirs, Corti i E. Verheyen                                                   | 2007 | Tanzània, Malawi i Moçambic                                                                                    | Verheyen, W. N.; Hulselmans, J. L. J.; Dierckx, T.; Mulungu, L.; Leirs, H.; Corti, M.; Verheyen, E. 2007. «The characterization of the Kilimanjaro Lophuromys aquilus True 1892 population and the description of five new Lophuromys species (Rodentia, Muridae)». Bulletin van het Koninklijk Belgisch Instituut voor Natuurwetenschappen, 77: 23-75. |
| Lophuromys makundii            | Rodentia        | W. N. Verheyen, Hulselmans, Dierckx, Mulungu, Leirs, Corti i E. Verheyen                                                   | 2007 | Tanzània | Verheyen, W. N.; Hulselmans, J. L. J.; Dierckx, T.; Mulungu, L.; Leirs, H.; Corti, M.; Verheyen, E. 2007. «The characterization of the Kilimanjaro Lophuromys aquilus True 1892 population and the description of five new Lophuromys species (Rodentia, Muridae)». Bulletin van het Koninklijk Belgisch Instituut voor Natuurwetenschappen, 77: 23-75. |
| Lophuromys menageshae          | Rodentia        | Lavréntxenko, W. N. Verheyen, E. Verheyen, Hulselmans i Leirs                                                              | 2007 | Etiòpia | Lavréntxenko, L. A.; Verheyen, W. N.; Verheyen, E.; Hulselmans, J.; Leirs, H. 2007. «Morphometric and genetic study of Ethiopian Lophuromys flavopunctatus Thomas, 1888 species complex with description of three new 70-chromosomal species (Muridae, Rodentia)». Bulletin van het Koninklijk Belgisch Instituut voor Natuurwetenschappen, Biologie 77: 77-117. |
| Lophuromys pseudosikapusi      | Rodentia        | Lavréntxenko, W. N. Verheyen, E. Verheyen, Hulselmans i Leirs                                                              | 2007 | Etiòpia | Lavréntxenko, L. A.; Verheyen, W. N.; Verheyen, E.; Hulselmans, J.; Leirs, H. 2007. «Morphometric and genetic study of Ethiopian Lophuromys flavopunctatus Thomas, 1888 species complex with description of three new 70-chromosomal species (Muridae, Rodentia)». Bulletin van het Koninklijk Belgisch Instituut voor Natuurwetenschappen, Biologie 77: 77-117. |
| Lophuromys sabunii             | Rodentia        | W. N. Verheyen, Hulselmans, Dierckx, Mulungu, Leirs, Corti i E. Verheyen                                                   | 2007 | Tanzània | Verheyen, W. N.; Hulselmans, J. L. J.; Dierckx, T.; Mulungu, L.; Leirs, H.; Corti, M.; Verheyen, E. 2007. «The characterization of the Kilimanjaro Lophuromys aquilus True 1892 population and the description of five new Lophuromys species (Rodentia, Muridae)». Bulletin van het Koninklijk Belgisch Instituut voor Natuurwetenschappen, 77: 23-75. |
| Lophuromys stanleyi            | Rodentia        | W. N. Verheyen, Hulselmans, Dierckx, Mulungu, Leirs, Corti i E. Verheyen                                                   | 2007 | Uganda | Verheyen, W. N.; Hulselmans, J. L. J.; Dierckx, T.; Mulungu, L.; Leirs, H.; Corti, M.; Verheyen, E. 2007. «The characterization of the Kilimanjaro Lophuromys aquilus True 1892 population and the description of five new Lophuromys species (Rodentia, Muridae)». Bulletin van het Koninklijk Belgisch Instituut voor Natuurwetenschappen, 77: 23-75. |
| Microcebus bongolavensis       | Primates        | Olivieri, Zimmermann, Randrianambinina, Rasoloharijaona, Rakotondravony, Guschanski i Radespiel                            | 2007 | Madagascar | Olivieri, G.; Zimmermann, E.; Randrianambinina, B.; Rasoloharijaona, B.; Rakotondravony, D.; Guschanski, K.; Radespiel, U. 2007. «The ever-increasing diversity in mouse lemurs: Three new species in north and northwestern Madagascar». Molecular Phylogeny and Evolution, 43: 309-327. |
| Microcebus danfossi            | Primates        | Olivieri, Zimmermann, Randrianambinina, Rasoloharijaona, Rakotondravony, Guschanski i Radespiel                            | 2007 | Madagascar | Olivieri, G.; Zimmermann, E.; Randrianambinina, B.; Rasoloharijaona, B.; Rakotondravony, D.; Guschanski, K.; Radespiel, U. 2007. «The ever-increasing diversity in mouse lemurs: Three new species in north and northwestern Madagascar». Molecular Phylogeny and Evolution, 43: 309-327. |
| Microcebus lokobensis          | Primates        | Olivieri, Zimmermann, Randrianambinina, Rasoloharijaona, Rakotondravony, Guschanski i Radespiel                            | 2007 | Madagascar | Olivieri, G.; Zimmermann, E.; Randrianambinina, B.; Rasoloharijaona, B.; Rakotondravony, D.; Guschanski, K.; Radespiel, U. 2007. «The ever-increasing diversity in mouse lemurs: Three new species in north and northwestern Madagascar». Molecular Phylogeny and Evolution, 43: 309-327. |
| Micronycteris giovanniae       | Chiroptera      | Baker i Fonseca | 2007 | Equador | Fonseca, R. M.; Hoofer, S. R.;, Porter, C. A.; Cline, C. A.; Parish, D. A.; Hoffmann, F. G.; Baker, R. J. 2007. «Morphological and molecular variation within little big-eared bats of the genus Micronycteris (Phyllostomidae: Micronycterinae) from San Lorenzo, Ecuador». pàg. 721-746 a Kelt, D. A.; Lessa, E. P.; Salazar-Bravo, J.; Patton, J. L. (editors). 2007. The Quintessential Naturalist: Honoring the Life and Legacy of Oliver P. Pearson. University of California Publications in Zoology, 134: 1-981. |
| Miniopterus sororculus         | Chiroptera      | Goodman, Ryan, Maminirina, Fahr, Christidis i Appleton                                                                     | 2007 | Madagascar | Goodman, S. M.; Ryan, K. E.; Maminirina, C. P.; Fahr, J.; Christidis, L.; Appleton, B. 2007. «Specific status of populations on Madagascar referred to Miniopterus fraterculus (Chiroptera: Vespertillionidae), with description of a new species». Journal of Mammalogy, 88: 1.216-1.229. |
| Mogera kanoana                 | Eulipotyphla    | Kawada, Shinohara, Kobayashi, Harada, Oda i Lin                                                                            | 2007 | Taiwan | Kawada, S.-I.; Shinohara, A.; Kobayashi, S.; Harada, M.; Oda, S.-I.; Lin, L.-K. 2007. «Revision of the mole genus Mogera (Mammalia: Lipotyphla: Talpidae) from Taiwan». Systematics and Biodiversity, 5 (2): 223-240. |
| Monodelphis handleyi           | Didelphimorphia | Solari | 2007 | Perú | Solari, S. 2007. «New species of Monodelphis (Didelphimorphia: Didelphidae) from Peru, with notes on M. adusta (Thomas, 1897) Arxivat 2012-02-23 a Wayback Machine.». Journal of Mammalogy, 88 (2): 319-329. |
| Murina tiensa                  | Chiroptera      | Csorba, Vu, Bates i Furey                                                                                                  | 2007 | Vietnam | Csorba, G.; Vu D. T.; Bates, P. J. J.; Furey, N. M. 2007. «Description of a new species of Murina from Vietnam (Chiroptera: Vespertilionidae: Murininae) Arxivat 2016-03-03 a Wayback Machine.». Occasional Papers, Museum of Texas Tech University, 268: 1-10. |
| Myzopoda schliemanni           | Chiroptera      | Goodman, Rakotrondraparany i Kofoky                                                                                        | 2007 | Madagascar | Goodman, S. M.; Rakotondraparany, F.; Kofoky, A. 2007. «The description of a new species of Myzopoda (Myzopodidae: Chiroptera) from western Madagascar». Mammalian Biology, 72(2): 65-81. |
| Pecari maximus                 | Artiodactyla    | Van Roosmalen, Frenz, Van Hooft, De Iongh i Leirs                                                                          | 2007 | Brasil (Amazones)                                                                                              | Roosmalen, M. G. M. van; Frenz, L.; Hooft, P. van; De Iongh, H. H.; Leirs, H. 2007. «A new species of living peccary (Mammalia: Tayassuidae) from the Brazilian Amazon Arxivat 2008-09-20 a Wayback Machine.». Bonner zoologische Beiträge, 55 (2): 105-112. |
| Petaurista mechukaensis        | Rodentia        | Choudhury | 2007 | India (Índia del Nord-est)                                                                                     | Choudhury, A. U. (2007). «A new flying squirrel of the genus Petaurista Link from Arunachal Pradesh in north-east India». The Newsletter & Journal of the Rhino Foundation for Nat. in NE India 7: 26-34, plaques. |
| Phyllotis anitae               | Rodentia        | Jayat, D'Elía, Pardiñas i Namen                                                                                            | 2007 | Argentina | Jayat, J. P.; D'Elía, G.; Pardiñas, U. F. J.; Namen, J. G. 2007. «A new species of Phyllotis (Rodentia, Cricetidae, Sigmodontinae) from the upper montane forest of the Yungas of northwestern Argentina». pàg. 775-798 a Kelt, D. A.; Lessa, E. P.; Salazar-Bravo, J.; Patton, J. L. (editors). 2007. The Quintessential Naturalist: Honoring the Life and Legacy of Oliver P. Pearson. University of California Publications in Zoology 134: 1-981.                                                                    |
| Proedromys liangshanensis      | Rodentia        | Liu, Sun, Zeng i Zhao | 2007 | Xina (Sichuan)                                                                                                 | Liu, S.; Sun, Z.; Zeng, Z.;Zhao, E. 2007. «A new vole (Cricetidae: Arvicolinae: Proedromys) from the Liangshan Mountains of Sichuan Province, China». Journal of Mammalogy, 88: 1.170-1.178. |
| Rhynchomys banahao             | Rodentia        | Balete, Rickart, Rosell-Ambal, Jansa i Heaney                                                                              | 2007 | Filipines (Luzon)                                                                                              | Balete, D. S.; Rickart, E .A.; Rosell-Ambal, R. G. B.; Jansa, S.; Heaney, L. R. 2007. «Descriptions of two new species of Rhynchomys Thomas (Rodentia: Muridae: Murinae) from Luzon Island, Philippines». Journal of Mammalogy, 88 (2): 287-301. |
| Rhynchomys tapulao             | Rodentia        | Balete, Rickart, Rosell-Ambal, Jansa i Heaney                                                                              | 2007 | Filipines (Luzon)                                                                                              | Balete, D. S.; Rickart, E .A.; Rosell-Ambal, R. G. B.; Jansa, S.; Heaney, L. R. 2007. «Descriptions of two new species of Rhynchomys Thomas (Rodentia: Muridae: Murinae) from Luzon Island, Philippines». Journal of Mammalogy, 88 (2): 287-301. |
| Sorex ixtlanensis              | Eulipotyphla    | Carraway | 2007 | Mèxic | Carraway, Leslie N. «Shrews (Eulypotyphla: Soricidae) Of Mexico» (PDF) (en anglès). Monographs of the Western North American Naturalist, 3, 1, 2007, pàg. 1-91. DOI: 10.3398/1545-0228-3.1.1. ISSN: 1545-0228. |
| Sorex rohweri                  | Eulipotyphla    | Rausch, Feagin i Rausch | 2007 | Canadà (Colúmbia Britànica) i Estats Units (Washington)                                                        | Rausch, R. L.; Feagin, J. E.; Rausch, V. R. «Sorex rohweri sp. nov. (Mammalia, Soricidae) from northwestern North America» (en anglès). Mammalian Biology, 72, 2, 2007, pàg. 93-105. DOI: 10.1016/j.mambio.2006.10.007. |
| Spermophilus taurensis         | Rodentia        | Gündüz, Jaarola, Tez, Yeniyurt, Polly i Searle                                                                             | 2007 | Turquia | Gündüz, İ.; Jaarola, M.; Tez, C.; Yeniyurt, C.; Polly, P. D.; Searle, J. B. 2007. «Multigenic and morphometric differentiation of ground squirrels (Spermophilus, Scuiridae, Rodentia) in Turkey, with a description of a new species». Molecular Phylogenetics and Evolution, 43: 916-935. |
| Thomasomys andersoni           | Rodentia        | Salazar-Bravo i Yates | 2007 | Bolívia | Salazar-Bravo, J.; Yates, T. L. 2007. «A new species of Thomasomys (Cricetidae: Sigmodontinae) from central Bolivia Arxivat 2012-02-23 a Wayback Machine.». pàg. 747-774 a Kelt, D. A.; Lessa, E. P.; Salazar-Bravo, J.; Patton, J. L. (editors). 2007. The Quintessential Naturalist: Honoring the Life and Legacy of Oliver P. Pearson. University of California Publications in Zoology, 134: 1-981. |
| Batomys hamiguitan             | Rodentia        | Balete, Heaney, Rickart, Quidlat, i Ibanez                                                                                 | 2006 | Filipines (Mindanao)                                                                                           | Balete, D. S.; Heaney, L. R.; Rickard, E. A.; Quidlat, R. S.; Ibanez, J. C. 2006. «A new species of Batomys (Mammalia: Muridae) from eastern Mindanao Island, Philippines». Proceedings of the Biological Society of Washington, 121 (4): 411-428. |
| Cacajao ayresi                 | Primates        | Boubli, Da Silva, Amado, Hrbek, Pontual i Farias                                                                           | 2008 | Brasil | Boubli, J. P.; Da Silva, M. N. F.; Amado, M. V.; Hrbek, T.; Pontual, F. B.; Farias, I. P. «A Taxonomic Reassessment of Cacajao melanocephalus Humboldt (1811), with the Description of Two New Species» (en anglès). International Journal of Primatology, 29, 3, 2008, pàg. 723-741. DOI: 10.1007/s10764-008-9248-7. |
| Cacajao hosomi                 | Primates        | Boubli, Da Silva, Amado, Hrbek, Pontual i Farias                                                                           | 2008 | Brasil i Veneçuela                                                                                             | Boubli, J. P.; Da Silva, M. N. F.; Amado, M. V.; Hrbek, T.; Pontual, F. B.; Farias, I. P. «A Taxonomic Reassessment of Cacajao melanocephalus Humboldt (1811), with the Description of Two New Species» (en anglès). International Journal of Primatology, 29, 3, 2008, pàg. 723-741. DOI: 10.1007/s10764-008-9248-7. |
| Cerradomys langguthi           | Rodentia        | Percequillo, Hingst-Zaher i Bonvicino                                                                                      | 2008 | Brasil | Percequillo, A. R.; Hingst-Zaher, E.; Bonvicino, C. R. 2008. «Systematic review of genus Cerradomys Weksler, Percequillo and Voss, 2006 (Rodentia: Cricetidae: Sigmodontinae: Oryzomyini), with description of two new species from Eastern Brazil». American Museum Novitates, 3.622: 1-46. |
| Cerradomys vivoi               | Rodentia        | Percequillo, Hingst-Zaher i Bonvicino                                                                                      | 2008 | Brasil | Percequillo, A. R.; Hingst-Zaher, E.; Bonvicino, C. R. 2008. «Systematic review of genus Cerradomys Weksler, Percequillo and Voss, 2006 (Rodentia: Cricetidae: Sigmodontinae: Oryzomyini), with description of two new species from Eastern Brazil». American Museum Novitates, 3.622: 1-46. |
| Crocidura phuquocensis         | Eulipotyphla    | Abràmov, Jenkins, Rojnov i Kalinin                                                                                         | 2008 | Vietnam | Abràmov, A. V.; Jenkins, P. D.; Rojnov, V. V.; Kalinin, A. A. 2008. «Description of a new species of Crocidura (Soricomorpha: Soricidae) from the island of Phu Quoc, Vietnam». Mammalia, 72: 269-272. |
| Desmalopex microleucoptera     | Chiroptera      | Esselstyn, Garcia, Saulog i Heaney                                                                                         | 2008 | Filipines (Mindoro)                                                                                            | Esselstyn, J. A.; Garcia, H. J. D.; Saulog, M. G.; Heaney, L. R. 2008. A «New Species of Desmalopex (Pteropodidae) from the Philippines, with a Phylogenetic Analysis of the Pteropodini». Journal of Mammalogy, 89: 815-825. |
| Elephantulus pilicaudus        | Macroscelidea   | Smit, Robinson, Watson i Jansen van Vuuren                                                                                 | 2008 | Sud-àfrica | Mares, M. A.; Braun, J. K.; Coyner; B. S.; Van Den Bussche, R. A. 2008. «Phylogenetic and biogeographic relationships of gerbil mice Eligmodontia (Rodentia, Cricetidae) in South America, with a description of a new species». Zootaxa, 1.753, 1-33. |
| Eligmodontia bolsonensis       | Rodentia        | Mares, Braun, Coyner i Van Den Bussche                                                                                     | 2008 | Argentina | Smit, H. A.; Robinson, T. J.; Watson, J.; Jansen van Vuuren, B. 2008. «A new species of elephant-shrew (Afrotheria: Macroscelidea: Elephantulus) from South Africa». Journal of Mammalogy, 89: 1.257-1.268. |
| Grammomys brevirostris         | Rodentia        | Kryštufek | 2008 | Kenya | Kryštufek, B. «Description of a new thicket rat from Kenya: Grammomys brevirostris n. sp». Acta zoologica lituanica, 18 (4) (2008): 221-227. |
| Leopoldamys diwangkarai        | Rodentia        | Maryanto i Sinaga | 2008 | Indonèsia | Maryanto, I.; Sinaga, M. H. 2008. «New species of Leopoldamys (Mammals, Rodentia: Muridae) from Kalimantan and Jawa». Treubia, 36: 23-26. |
| Leptomys arfakensis            | Rodentia        | Musser, Helgen i Lunde | 2008 | Indonèsia | Musser, Guy G.; Helgen, Kristofer M.; Lunde, Darrin P. «Systematic Review of New Guinea Leptomys (Muridae, Murinae) with Descriptions of Two New Species» (PDF) (en anglès). American Museum Novitates. American Museum of Natural History, 3624, 10-09-2008, pàg. 60. |
| Leptomys paulus                | Rodentia        | Musser, Helgen i Lunde | 2008 | Nova Guinea | Musser, Guy G.; Helgen, Kristofer M.; Lunde, Darrin P. «Systematic Review of New Guinea Leptomys (Muridae, Murinae) with Descriptions of Two New Species» (PDF) (en anglès). American Museum Novitates. American Museum of Natural History, 3624, 10-09-2008, pàg. 60. |
| Lonchophylla orienticollina    | Chiroptera      | Dávalos i Corthals | 2008 | Colòmbia, Equador i Veneçuela                                                                                  | Dávalos, L. M.; Corthals, A. 2008. «A new species of Lonchophylla (Chiroptera: Phyllostomidae) from the eastern Andes of northwestern South America». American Museum Novitates, 3.635: 1-16. |
| Miniopterus petersoni          | Chiroptera      | Goodman, Bradman, Maminirina, Ryan, Christidis i Appleton                                                                  | 2008 | Madagascar | Goodman, S.; Bradman, H.; Maminirina, C.; Ryan, K.; Christidis, L.; Appleton, B. 2008. «A new species of Miniopterus (Chiroptera: Miniopteridae) from lowland southeastern Madagascar». Mammalian Biology, 73: 199-213. |
| Mops bakarii                   | Chiroptera      | Stanley | 2008 | Tanzània | Stanley, W. T. 2008. «A new species of Mops (Molossidae) from Pemba Island, Tanzania». Acta Chiropterologica, 10: 183-192. |
| Mormopterus francoismoutoui    | Chiroptera      | Goodman, Jansen van Vuuren, Ratrimomanarivo, Probst i Bowie                                                                | 2008 | Reunió | Goodman, S. M.; Jansen van Vuuren, B.; Ratrimomanarivo, F.; Probst, J.-M.; Bowie, R. C. K. 2008. «Specific status of populations in the Mascarene Islands referred to Mormopterus acetabulosus (Chiroptera: Molossidae), with description of a new species». Journal of Mammalogy, 89: 1.316-1.327. |
| Murina harpioloides            | Chiroptera      | Kruskop i Eger | 2008 | Vietnam | Kruskop, S. V.; Eger, J. L. 2008. «A new species of tube-nosed bat Murina (Vespertilionidae, Chiroptera) from Vietnam». Acta Chiropterologica, 10: 213-220. |
| Myosorex gnoskei               | Eulipotyphla    | Kerbis Peterhans, Hutterer, Kaliba i Mazibuko                                                                              | 2008 | Malawi | Kerbis Peterhans, J. C.; Hutterer, R.; Kaliba, P.; Mazibuko, L. 2008. «First record of Myosorex (Mammalia: Soricidae) from Malawi with description as a new species, Myosorex gnoskei». Journal of East African Natural History, 97: 19-32. |
| Myotis phanluongi              | Chiroptera      | Borissenko, Kruskop i Ivànova                                                                                              | 2008 | Vietnam | Borisenko, A. V.; Kruskop, S. V.; Ivanova, N. V. 2008. «http://zmmu.msu.ru/rjt/articles/ther7_2%20057_069%20Borisenko.pdf A new mouse-eared bat (Mammalia: Chiroptera: Vespertilionidae) from Vietnam]». Russian Journal of Theriology, 7: 57-69. |
| Oxymycterus wayku              | Rodentia        | Jayat, D'Elía, Pardiñas, Miotti i Ortiz                                                                                    | 2008 | Argentina | Jayat, J. P.; D'Elía, G.; Pardiñas, U. F. J.; Miotti, M. D.; Ortiz, P. E. 2008: «A new species of the genus Oxymycterus (Mammalia: Rodentia: Cricetidae) from the vanishing Yungas of Argentina». Zootaxa, 1.911: 31-51. |
| Paratriaenops pauliani         | Chiroptera      | Goodman i Ranivo | 2008 | Seychelles | Goodman, S. M.; Ranivo, J. 2008. «A new species of Triaenops (Mammalia, Chiroptera, Hipposideridae) from Aldabra Atoll, Picard Island (Seychelles)». Zoosystema, 30: 681-693. |
| Praomys coetzeei               | Rodentia        | Van der Straeten | 2008 | Angola | Van der Straeten, E. «Notes on the Praomys of Angola with the description of a new species (Mammalia: Rodentia: Muridae)» (PDF) (en anglès). Stuttgarter Beiträge zur Naturkunde, 1, 2008, pàg. 123-131. |
| Rhinolophus huananus           | Chiroptera      | Wu, Motokawa i Harada | 2008 | Xina (Guangdong, Guangxi i Jiangxi)                                                                            | Wu, Y.; Motokawa, M.; Harada, M. 2008. «A New Species of Horseshoe Bat of the Genus Rhinolophus from China (Chiroptera: Rhinolophidae)». Zoological Science, 25: 438-443. |
| Rhynchocyon udzungwensis       | Macroscelidea   | Rathbun i Rovero | 2008 | Tanzània | Rovero, F.; Rathbun, G. B.; Perkin, A.; Jones, T.; Ribble, D. O.; Leonard, C.; Mwakisoma, R. R.; Doggart, N. 2008. «A new species of giant sengi or elephant-shrew (genus Rhynchocyon) highlights the exceptional biodiversity of the Udzungwa Mountains of Tanzania». Journal of Zoology, 274: 126-133. |
| Scarturus toussi               | Rodentia        | Darvish, Hajjar, Moghadam Matin, Haddad i Akbary Rad                                                                       | 2008 | Iran | Darvish, J.; Hajjar, T.; Moghadam Matin, M.; Haddad, F.; Akbary Rad, S. 2008. «New Species of Five-Toed Jerboa (Rodentia: Dipodidae, Allactaginae) from North-East Iran». Journal of Sciences, Islamic Republic of Iran, 19(2): 103-109. |
| Setirostris eleryi             | Chiroptera      | Reardon i McKenzie | 2008 | Austràlia (Austràlia Meridional)                                                                               | Reardon, T.; Adams, M.; McKenzie, N.; Jenkins, P. 2008. «A new species of Australian freetail bat Mormopterus eleryi sp. nov. (Chiroptera: Molossidae) and a taxonomic reappraisal of M. norfolkensis (Gray)». Zootaxa, 1.875: 1-31. |
| Tarsius tumpara                | Primates        | Shekelle, Groves, Merker i Supriatna                                                                                       | 2008 | Indonèsia | Shekelle, M.; Groves, C.; Merker, S.; Supriatna, J. «Tarsius tumpara: a new tarsier species from Siau Island, North Sulawesi» (en anglès). Primate Conservation, 23, 2008, pàg. 55-64. Arxivat de l'original el 2011-07-24. DOI: 10.1896/052.023.0106 [Consulta: 27 setembre 2019]. |
| Trachypithecus selangorensis   | Primates        | Roos, Nadler i Walter | 2008 | Malàisia | Roos, C.; Nadler, T.; Walter, L. «Mitochondrial phylogeny, taxonomy and biogeography of the silvered langur species group (Trachypithecus cristatus)» (en anglès). Molecular Phylogenetics and Evolution, 47, 2, 2008, pàg. 629-636. DOI: 10.1016/j.ympev.2008.03.006. |
| Tylonycteris pygmaeus          | Chiroptera      | Feng, Li i Wang | 2008 | Xina (Yunnan)                                                                                                  | Feng, Q.; Li, S.; Wang, Y. 2008. «A New Species of Bamboo Bat (Chiroptera: Vespertilionidae: Tylonycteris) from Southwestern China». Zoological Science, 25: 225-234. |
| Abrawayaomys chebezi           | Rodentia        | Pardiñas, Teta i D'Elía | 2009 | Argentina | Pardiñas, U. F. J.; Teta, P.; D'Elía, G. 2009. «Taxonomy and distribution of Abrawayaomys (Rodentia: Cricetidae), an Atlantic Forest endemic with the description of a new species». Zootaxa, 2.128: 39-60. |
| Coccymys kirrhos               | Rodentia        | Musser i Lunde | 2009 | Papua Nova Guinea (Nova Guinea)                                                                                | Musser, G. G.; Lunde, D. P. 2009. «Systematic Reviews of New Guinea Coccymys and "Melomys" Albidens (Muridae, Murinae) with Descriptions of New Taxa». Bulletin of the American Museum of Natural History, 329: 1-139. |
| Coccymys shawmayeri            | Rodentia        | Musser i Lunde | 2009 | Papua Nova Guinea (Nova Guinea)                                                                                | Musser, G. G.; Lunde, D. P. 2009. «Systematic Reviews of New Guinea Coccymys and "Melomys" Albidens (Muridae, Murinae) with Descriptions of New Taxa». Bulletin of the American Museum of Natural History, 329: 1-139. |
| Crocidura annamitensis         | Eulipotyphla    | Jenkins, Lunde i Moncrieff                                                                                                 | 2009 | Vietnam | Jenkins, P. D.; Lunde, D. P.; Moncrieff, C. B. 2009. «Chapter 10. Descriptions of New Species of Crocidura (Soricomorpha: Soricidae) from Mainland Southeast Asia, with Synopses of Previously Described Species and Remarks on Biogeography». Bulletin of the American Museum of Natural History, 331: 356-405. |
| Crocidura cranbrooki           | Eulipotyphla    | Jenkins, Lunde i Moncrieff                                                                                                 | 2009 | Myanmar | Jenkins, P. D.; Lunde, D. P.; Moncrieff, C. B. 2009. «Chapter 10. Descriptions of New Species of Crocidura (Soricomorpha: Soricidae) from Mainland Southeast Asia, with Synopses of Previously Described Species and Remarks on Biogeography». Bulletin of the American Museum of Natural History, 331: 356-405. |
| Crocidura guy                  | Eulipotyphla    | Jenkins, Lunde i Moncrieff                                                                                                 | 2009 | Vietnam | Jenkins, P. D.; Lunde, D. P.; Moncrieff, C. B. 2009. «Chapter 10. Descriptions of New Species of Crocidura (Soricomorpha: Soricidae) from Mainland Southeast Asia, with Synopses of Previously Described Species and Remarks on Biogeography». Bulletin of the American Museum of Natural History, 331: 356-405. |
| Dendromus ruppi                | Rodentia        | Dieterlen | 2009 | Sudan del Sud                                                                                                  | Dieterlen, F. 2009. «Climbing mice of the genus Dendromus (Nesomyidae, Dendromurinae) in Sudan and Ethiopia, with the description of a new species Arxivat 2011-02-07 a Wayback Machine.». Bonner zoologische Beiträge, 56: 185-200. |
| Eliurus carletoni              | Rodentia        | Goodman, Raheriarisena i Jansa                                                                                             | 2009 | Madagascar | Goodman, S. M.; Raheriarisena, M.; Jansa, S. A. 2009. «A new species of Eliurus Milne Edwards, 1885 (Rodentia: Nesomyinae) from the Réserve Spéciale d'Ankarana, northern Madagascar». Bonner zoologische Beiträge, 56: 133-149. |
| Eptesicus lobatus              | Chiroptera      | Zahorodniuk | 2009 | Ucraïna | Zahorodniuk, Í. 2009. «Morfolòhia epiblemi u kajaniv ta i minlívist u Eptesicus "serotinus" (Mammalia)». Vísnik Lvív. Un.-Tu., Sèria Biolohítxna, 51: 157-175. |
| Eumops wilsoni                 | Chiroptera      | Baker, McDonough, Swier, Larsen, Carrera i Ammerman                                                                        | 2009 | Equador i Perú                                                                                                 | Baker, R. J.; McDonough, M. M.; Swier, V. J.; Larsen, P. A.; Carrera, J. P.; Ammerman, L. K. 2009. «New Species of Bonneted Bat, Genus Eumops (Chiroptera: Molossidae) from the Lowlands of Western Ecuador and Peru». Acta Chiropterologica, 11: 1-13. |
| Graphiurus walterverheyeni     | Rodentia        | Holden i Levine | 2009 | República Democràtica del Congo                                                                                | Holden, M. E.; Levine, R. S. 2009. «Chapter 9. Systematic Revision of Sub-Saharan African Dormice (Rodentia: Gliridae: Graphiurus) Part II: Description of a New Species of Graphiurus from the Central Congo Basin, Including Morphological and Ecological Niche Comparisons with G. crassicaudatus and G. lorraineus». Bulletin of the American Museum of Natural History, 331: 314-355. |
| Heteromys catopterius          | Rodentia        | Anderson i Gutiérrez | 2009 | Veneçuela | Anderson, R. P.; Gutiérrez, E. E. 2009. «Taxonomy, Distribution, and Natural History of the Genus Heteromys (Rodentia: Heteromyidae) in Central and Eastern Venezuela, with the Description of a New Species from the Cordillera de la Costa». Bulletin of the American Museum of Natural History, 331: 33-93. |
| Lagidium ahuacaense            | Rodentia        | Ledesma, Werner, Spotorno i Albuja                                                                                         | 2009 | Equador | Ledesma, K. J.; Werner, F. A.; Spotorno, A. E.; Albuja, L. H. 2009. «A new species of mountain viscacha (Chinchillidae: Lagidium Meyen) from the Ecuadorean Andes». Zootaxa, 2.126: 41-57. |
| Lepilemur hollandorum          | Primates        | Ramaromilanto, Lei, Engberg, Johnson, Sitzmann i Louis                                                                     | 2009 | Madagascar | Ramaromilanto, B.; Lei, R.; Engberg, S. E.; Johnson, S. E.; Sitzmann, B. D.; Louis, E. E. 2009. «Sportive lemur diversity at Mananara-Nord Biosphere Reserve, Madagascar Arxivat 2012-02-17 a Wayback Machine.». Occasional Papers, Museum of Texas Tech University, 286: 1-22. |
| Microgale grandidieri          | Afrosoricida    | Olson, Rakotomalala, Hildebrandt, Lanier, Raxworthy i Goodman                                                              | 2009 | Madagascar | Olson, L. E.; Rakotomalala, Z.; Hildebrandt, K. B. P.; Lanier, H. C.; Raxworthy, C. J.; Goodman, S. M. 2009. «Phylogeography of Microgale brevicaudata (Tenrecidae) and description of a new species from western Madagascar». Journal of Mammalogy, 90: 1.095-1.110. |
| Miniopterus aelleni            | Chiroptera      | Goodman, Maminirina, Weyeneth, Bradman, Christidis, Ruedi i Appleton                                                       | 2009 | Comores i Madagascar                                                                                           | Goodman, S. M.; Maminirina, C. P.; Weyeneth, N.; Bradman, H. M.; Christidis, L.; Ruedi, M.; Appleton, B. 2009. «The use of molecular and morphological characters to resolve the taxonomic identity of cryptic species: the case of Miniopterus manavi (Chiroptera, Miniopteridae)». Zoologica Scripta, 38: 339-363. |
| Miniopterus brachytragos       | Chiroptera      | Goodman, Maminirina, Bradman, Christidis i Appleton                                                                        | 2009 | Madagascar | Goodman, S. M.; Maminirina, C. P.; Bradman, H. M.; Christidis, L; Appleton, B. 2009. «The Use of Molecular Phylogenetic and Morphological Tools to Identify Cryptic and Paraphyletic Species: Examples from the Diminutive Long-fingered Bats (Chiroptera: Miniopteridae: Miniopterus) on Madagascar». American Museum Novitates, 3.669: 1-34. |
| Miniopterus mahafaliensis      | Chiroptera      | Goodman, Maminirina, Bradman, Christidis i Appleton                                                                        | 2009 | Madagascar | Goodman, S. M.; Maminirina, C. P.; Bradman, H. M.; Christidis, L; Appleton, B. 2009. «The Use of Molecular Phylogenetic and Morphological Tools to Identify Cryptic and Paraphyletic Species: Examples from the Diminutive Long-fingered Bats (Chiroptera: Miniopteridae: Miniopterus) on Madagascar». American Museum Novitates, 3.669: 1-34. |
| Mirzamys louiseae              | Rodentia        | K. Helgen i L. Helgen | 2009 | Papua Nova Guinea (Nova Guinea)                                                                                | Helgen, K. M.; Helgen, L. E. 2009. «Chapter 8. Biodiversity and Biogeography of the Moss-mice of New Guinea: A Taxonomic Revision of Pseudohydromys (Muridae: Murinae)». Bulletin of the American Museum of Natural History, 331: 230-313. |
| Mirzamys norahae               | Rodentia        | K. Helgen i L. Helgen | 2009 | Papua Nova Guinea (Nova Guinea)                                                                                | Helgen, K. M.; Helgen, L. E. 2009. «Chapter 8. Biodiversity and Biogeography of the Moss-mice of New Guinea: A Taxonomic Revision of Pseudohydromys (Muridae: Murinae)». Bulletin of the American Museum of Natural History, 331: 230-313. |
| Murina bicolor                 | Chiroptera      | Kuo, Fang, Csorba i Lee | 2009 | Taiwan | Kuo, H.-C.; Fang, Y.-P.; Csorba, G.; Lee, L.-L. 2009. «Three New Species of Murina (Chiroptera: Vespertilionidae) from Taiwan». Journal of Mammalogy, 90: 980-991. |
| Murina eleryi                  | Chiroptera      | Furey, Thong, Bates i Csorba                                                                                               | 2009 | Vietnam | Furey, N. M.; Thong, V. D.; Bates, P. J. J.; Csorba, G. 2009. «Description of a New Species Belonging to the Murina ‘suilla-group’ (Chiroptera: Vespertilionidae: Murininae) from North Vietnam». Acta Chiropterologica, 11;225-236. |
| Murina gracilis                | Chiroptera      | Kuo, Fang, Csorba i Lee | 2009 | Taiwan | Kuo, H.-C.; Fang, Y.-P.; Csorba, G.; Lee, L.-L. 2009. «Three New Species of Murina (Chiroptera: Vespertilionidae) from Taiwan». Journal of Mammalogy, 90: 980-991. |
| Murina recondita               | Chiroptera      | Kuo, Fang, Csorba i Lee | 2009 | Taiwan | Kuo, H.-C.; Fang, Y.-P.; Csorba, G.; Lee, L.-L. 2009. «Three New Species of Murina (Chiroptera: Vespertilionidae) from Taiwan». Journal of Mammalogy, 90: 980-991. |
| Musseromys gulantang           | Rodentia        | Heaney, Balete, Rickart, Veluz i Jansa                                                                                     | 2009 | Filipines (Luzon)                                                                                              | Heaney, L. R.; Balete, D. S.; Rickart, E. A.; Veluz, M. J.; Jansa, S. A. 2009. «Chapter 7. A New Genus and Species of Small ‘Tree-Mouse’ (Rodentia, Muridae) Related to the Philippine Giant Cloud Rats». Bulletin of the American Museum of Natural History, 331: 205-229. |
| Nyctophilus corbeni            | Chiroptera      | Parnaby | 2009 | Austràlia (Nova Gal·les del Sud, Queensland, Austràlia Meridional i Victòria)                                  | Parnaby, H. E. 2009. «A taxonomic review of Australian Greater Long-eared Bats previously known as Nyctophilus timoriensis (Chiroptera: Vespertilionidae) and some associated taxa». Australian Zoologist, 35: 39-81. |
| Nyctophilus shirleyae          | Chiroptera      | Parnaby | 2009 | Papua Nova Guinea (Nova Guinea)                                                                                | Parnaby, H. E. 2009. «A taxonomic review of Australian Greater Long-eared Bats previously known as Nyctophilus timoriensis (Chiroptera: Vespertilionidae) and some associated taxa». Australian Zoologist, 35: 39-81. |
| Oecomys sydandersoni           | Rodentia        | Carleton, Emmons i Musser                                                                                                  | 2009 | Bolívia | Carleton, M. D.; Emmons, L. H.; Musser, G. G. 2009. «A new species of the rodent genus Oecomys (Cricetidae: Sigmodontinae: Oryzomyini) from eastern Bolivia, with emended definitions of O. concolor (Wagner) and O. mamorae (Thomas)». American Museum Novitates 3.661: 1-32. |
| Petaurista mishmiensis         | Rodentia        | Choudhury | 2009 | India (Índia del Nord-est)                                                                                     | Choudhury, A. U. 2009. «One more new flying squirrel of the genus Petaurista Link, 1795 from Arunachal Pradesh in north-east India». The Newsletter & Journal of the Rhino Foundation for Nat. in NE India 8: 26-34, plaques. |
| Platyrrhinus nitelinea         | Chiroptera      | Velazco i Gardner | 2009 | Colòmbia i Equador                                                                                             | Velazco, P. M.; L Gardner, A. L. 2009. «A new species of Platyrrhinus (Chiroptera: Phyllostomidae) from western Colombia and Ecuador, with emended diagnoses of P. aquilus, P. dorsalis, and P. umbratus». Proceedings of the Biological Society of Washington, 122: 249-281. |
| Pseudohydromys berniceae       | Rodentia        | K. Helgen i L. Helgen | 2009 | Papua Nova Guinea (Nova Guinea)                                                                                | Helgen, K. M.; Helgen, L. E. 2009. «Chapter 8. Biodiversity and Biogeography of the Moss-mice of New Guinea: A Taxonomic Revision of Pseudohydromys (Muridae: Murinae)». Bulletin of the American Museum of Natural History, 331: 230-313. |
| Pseudohydromys carlae          | Rodentia        | K. Helgen i L. Helgen | 2009 | Papua Nova Guinea (Nova Guinea)                                                                                | Helgen, K. M.; Helgen, L. E. 2009. «Chapter 8. Biodiversity and Biogeography of the Moss-mice of New Guinea: A Taxonomic Revision of Pseudohydromys (Muridae: Murinae)». Bulletin of the American Museum of Natural History, 331: 230-313. |
| Pseudohydromys eleanorae       | Rodentia        | K. Helgen i L. Helgen | 2009 | Papua Nova Guinea (Nova Guinea)                                                                                | Helgen, K. M.; Helgen, L. E. 2009. «Chapter 8. Biodiversity and Biogeography of the Moss-mice of New Guinea: A Taxonomic Revision of Pseudohydromys (Muridae: Murinae)». Bulletin of the American Museum of Natural History, 331: 230-313. |
| Pseudohydromys patriciae       | Rodentia        | K. Helgen i L. Helgen | 2009 | Indonèsia (Nova Guinea)                                                                                        | Helgen, K. M.; Helgen, L. E. 2009. «Chapter 8. Biodiversity and Biogeography of the Moss-mice of New Guinea: A Taxonomic Revision of Pseudohydromys (Muridae: Murinae)». Bulletin of the American Museum of Natural History, 331: 230-313. |
| Pseudohydromys pumehanae       | Rodentia        | K. Helgen i L. Helgen | 2009 | Papua Nova Guinea (Nova Guinea)                                                                                | Helgen, K. M.; Helgen, L. E. 2009. «Chapter 8. Biodiversity and Biogeography of the Moss-mice of New Guinea: A Taxonomic Revision of Pseudohydromys (Muridae: Murinae)». Bulletin of the American Museum of Natural History, 331: 230-313. |
| Pseudohydromys sandrae         | Rodentia        | K. Helgen i L. Helgen | 2009 | Papua Nova Guinea (Nova Guinea)                                                                                | Helgen, K. M.; Helgen, L. E. 2009. «Chapter 8. Biodiversity and Biogeography of the Moss-mice of New Guinea: A Taxonomic Revision of Pseudohydromys (Muridae: Murinae)». Bulletin of the American Museum of Natural History, 331: 230-313. |
| Reithrodontomys musseri        | Rodentia        | Gardner i Carleton | 2009 | Costa Rica | Gardner, A. L.; Carleton, M. D. 2009. «A new species of Reithrodontomys, subgenus Aporodon (Cricetidae: Neotominae), from the highlands of Costa Rica, with comments on Costa Rican and Panamanian Reithrodontomys». Bulletin of the American Museum of Natural History, 331: 157-182. |
| Rhinolophus thailandensis      | Chiroptera      | Wu, Harada i Motokawa | 2009 | Tailàndia | Wu, Y.; Harada, M.; Motokawa, M, 2009. «Taxonomy of Rhinolophus yunanensis Dobson, 1872 (Chiroptera: Rhinolophidae) with a Description of a New Species from Thailand». Acta Chiropterologica 11: 237-246. |
| Rhinolophus xinanzhongguoensis | Chiroptera      | Zhou, Guillén-Servant, Lim, Eger, Wang i Jiang                                                                             | 2009 | Xina (Guizhou i Yunnan)                                                                                        | Zhou, Z.-M.; Guillén-Servant, A.; Lim, B. K.; Eger, J. L.; Wang, Y.-X.; Jiang, X.-L. 2009. «A New Species from Southwestern China in the Afro-Palearctic Lineage of the Horseshoe Bats (Rhinolophus)». Journal of Mammalogy 90: 57-73. |
| Rhinopoma hadramauticum        | Chiroptera      | Benda, Reiter, Al-Jumaily, Nasher i Hulva                                                                                  | 2009 | Iemen | Benda, P.; Reiter, A.; Al-Jumaily, M.; Nasher, A. K.; Hulva, P. 2009. «A new species of mouse-tailed bat (Chiroptera: Rhinopomatidae: Rhinopoma) from Yemen Arxivat 2012-03-18 a Wayback Machine.». Journal of the National Museum (Prague), Natural History Series, 177: 53-68. |
| Suncus hututsi                 | Eulipotyphla    | Kerbis Peterhans i Hutterer                                                                                                | 2009 | Burundi | Kerbis Peterhans, J. C.; Hutterer, R. 2009. «The description of a new species of Suncus (Soricidae, Mammalia) from Central Africa». Bonner zoologische Monographien, 55: 141-150. |
| Surdisorex schlitteri          | Eulipotyphla    | Kerbis Peterhans, Stanley, Hutterer, Demos i Agwanda                                                                       | 2009 | Kenya | Kerbis Peterhans, J.; Stanley, W. T.; Hutterer, R.; Demos, T.C.; Agwanda, B. 2009. «A new species of Surdisorex Thomas, 1906 (Mammalia, Soricidae) from western Kenya Arxivat 2011-02-07 a Wayback Machine.». Bonner zoologische Beiträge, 56: 175-183. |
| Sylvisorex akaibei             | Eulipotyphla    | Mukinzi, Hutterer i Barriere                                                                                               | 2009 | República Democràtica del Congo                                                                                | Mukinzi, I.; Hutterer, R.; Barriere, P. 2009. «A new species of Sylvisorex (Mammalia: Soricidae) from lowland forests north of Kisangani, Democratic Republic of Congo». Mammalia, 73: 130-134. |
| Sylvisorex corbeti             | Eulipotyphla    | Hutterer i Montermann | 2009 | Nigèria | Hutterer, R.; Montermann, C. 2009. «A large new species of Sylvisorex (Mammalia: Soricidae) from Nigeria and the first record of Sylvisorex ollula from the country Arxivat 2011-02-06 a Wayback Machine.». Bonner zoologische Beiträge, 56: 201-208. |
| Sylvisorex silvanorum          | Eulipotyphla    | Hutterer, Riegert i Sedláček                                                                                               | 2009 | Camerun | Hutterer, R.; Riegert, J.; Sedláček, O. 2009. «A tiny new species of Sylvisorex (Mammalia: Soricidae) from the Bamenda Highlands, Cameroon». Bonner zoologische Beiträge, 56: 151-157. |
| Triaenops menamena             | Chiroptera      | Goodman i Ranivo | 2009 | Madagascar | Goodman, S. M.; Ranivo, J. 2009. «The geographical origin of the type specimens of Triaenops rufus and T. humbloti (Chiroptera: Hipposideridae) reputed to be from Madagascar and the description of a replacement species name». Mammalia, 73: 47-55. |
| Triaenops parvus               | Chiroptera      | Benda i Vallo | 2009 | Iemen | Benda, P.; Vallo, P. 2009. «Taxonomic revision of the genus Triaenops (Chiroptera: Hipposideridae) with description of a new species from southern Arabia and definitions of a new genus and tribe». Folia Zoologica, 58-Monografia: 1-45. |

## Dècada del 2010
| Nom                            | Ordre            | Autor | Any  | Distribució                                                                                       | Referència |
| ------------------------------ | ---------------- | --- | ---- | ------------------------------------------------------------------------------------------------- | --- |
| Akodon polopi                  | Rodentia         | Jayat, Ortiz, Salazar-Bravo, Pardiñas i D'Elía | 2010 | Argentina (Córdoba)                                                                               | Jayat, J. P.; Ortiz, P. E.; Salazar-Bravo, J.; Pardiñas, U. F. J.; D'Elía, G. 2010. «The Akodon boliviensis species group (Rodentia: Cricetidae: Sigmodontinae) in Argentina: species limits and distribution, with the description of a new entity». Zootaxa, 2.409: 1-61 |
| Anoura carishina               | Chiroptera       | Mantilla-Meluk i Baker | 2010 | Colòmbia                                                                                          | Mantilla-Meluk, H.; Baker, R. J. 2010. «New species of Anoura (Chiroptera: Phyllostomidae) from Colombia, with systematic remarks and notes on the distribution of the A. geoffroyi complex Arxivat 2010-06-17 a Wayback Machine.». Occasional Papers, Museum of Texas Tech University, 292: 1-19 |
| Calomys cerqueirai             | Rodentia         | Bonvicino, De Oliveira i Gentile | 2010 | Brasil (Minas Gerais)                                                                             | Bonvicino, C. R.; De Oliveira, J. A.; Gentile, R. 2010. «A new species of Calomys (Rodentia: Sigmodontinae) from Eastern Brazil». Zootaxa, 2.336: 19-25 |
| Chiroderma vizottoi            | Chiroptera       | Taddei i Lim | 2010 | Brasil (Piauí)                                                                                    | Taddei, V. A.; Lim, B. K. 2010. «A new species of Chiroderma (Chiroptera, Phyllostomidae) from Northeastern Brazil». Brazilian Journal of Biology, 70: 381-386 |
| Crocidura ninoyi               | Eulipotyphla     | Esselstyn i Goodman | 2010 | Filipines (Sibuyan)                                                                               | Esselstyn, J. A.; Goodman, S. M. 2010. «New species of shrew (Soricidae: Crocidura) from Sibuyan Island, Philippines». Journal of Mammalogy, 91: 1.467-1.472 |
| Crocidura phanluongi           | Eulipotyphla     | Jenkins, Abràmov, Rojnov i Olsson | 2010 | Cambodja i Vietnam                                                                                | Jenkins, P. D.; Abràmov, A. V.; Rojnov, V. V.; Olsson, A. 2010. «A new species of Crocidura (Soricomorpha: Soricidae) from southern Vietnam and north-eastern Cambodia». Zootaxa, 2.345: 60-68 |
| Cryptotis lacertosus           | Eulipotyphla     | Woodman | 2010 | Guatemala                                                                                         | Woodman, N. 2010. «Two new species of shrews (Soricidae) from the western highlands of Guatemala». Journal of Mammalogy, 91: 566-579 |
| Cryptotis mam                  | Eulipotyphla     | Woodman | 2010 | Guatemala                                                                                         | Woodman, N. 2010. «Two new species of shrews (Soricidae) from the western highlands of Guatemala». Journal of Mammalogy, 91: 566-579 |
| Hylomyscus pamfi               | Rodentia         | Nicolas, Olayemi, Wendelen i Colyn | 2010 | Benín, Nigèria i Togo                                                                             | Nicolas, V.; Olayemi, A.; Wendelen, W.; Colyn, M. 2010. «Mitochondrial DNA and morphometrical identification of a new species of Hylomyscus (Rodentia: Muridae) from West Africa». Zootaxa, 2.579: 30-44 |
| Mico rondoni                   | Primates         | Ferrari, Sena, Schneider i Silva Jr. | 2010 | Brasil (Rondônia)                                                                                 | Ferrari, S. F.; Sena, L.; Schneider, M. P. C.; Silva Jr., J. S. 2010. «Rondon's Marmoset, Mico rondoni sp. n., from Southwestern Brazilian Amazonia». International Journal of Primatology, 31: 693-714 |
| Microhydromys argenteus        | Rodentia         | Helgen, Leary i Aplin | 2010 | Papua Nova Guinea (Nova Guinea)                                                                   | Helgen, K. M.; Leary, T.; Aplin, K. P. 2010. «A review of Microhydromys (Rodentia, Murinae), with description of a new species from southern New Guinea». American Museum Novitates, 3.676: 1-22 |
| Miniopterus griffithsi         | Chiroptera       | Goodman, Maminirina, Bradman, Christidis i Appleton | 2010 | Madagascar                                                                                        | Goodman, S. M.; Maminirina, C. P.; Bradman, H. M.; Christidis, L.; Appleton, B. R. 2010. «Patterns of morphological and genetic variation in the endemic Malagasy bat Miniopterus gleni (Chiroptera: Miniopteridae), with the description of a new species, M. griffithsi». Journal of Zoological Systematics and Evolutionary Research, 48: 75-86 |
| Mops atsinanana                | Chiroptera       | Goodman, Buccas, Naidoo, Ratrimomanarivo, Taylor i Lamb | 2010 | Madagascar                                                                                        | Goodman, S. M.; Buccas, W.; Naidoo, T.; Ratrimomanarivo, F.; Taylor, P. J.; Lamb, J. 2010. «Patterns of morphological and genetic variation in western Indian Ocean members of the Chaerephon ‘pumilus’ complex (Chiroptera: Molossidae), with the description of a new species from Madagascar». Zootaxa, 2.551: 1-36 |
| Nomascus annamensis            | Primates         | Van Ngoc Thinh, Mootnick, Vu Ngoc Thanh, Nadler i Roos | 2010 | Cambodja, Laos i Vietnam                                                                          | Van Ngoc Thinh; Mootnick, A. R.; Vu Ngoc Thanh; Nadler, T.; Roos, C. 2010. «A new species of crested gibbon, from the central Annamite mountain range». Vietnamese Journal of Primatology, 4: 1-12 |
| Peropteryx pallidoptera        | Chiroptera       | Lim, Engstrom, Reid, Simmons, Voss i Fleck | 2010 | Equador i Perú                                                                                    | Lim, B. K.; Engstrom, M. D.; Reid, F. A.; Simmons, N. B.; Voss, R. S.; Fleck, D. W. 2010. «A new species of Peropteryx (Chiroptera, Emballonuridae) from western Amazonia with comments on phylogenetic relationships within the genus». American Museum Novitates, 3.686: 1-20 |
| Philantomba walteri            | Artiodactyla     | Colyn, Hulselmans, Sonet, Oudé, De Winter, Natta, Nagy i Verheyen | 2010 | Benín, Nigèria i Togo                                                                             | Colyn, M.; Hulselmans, J.; Sonet, G.; Oudé, P.; De Winter, J.; Natta, A.; Nagy, Z. T.; Verheyen, E. 2010. «Discovery of a new duiker species (Bovidae: Cephalophinae) from the Dahomey Gap, West Africa». Zootaxa, 2637: 1-30 |
| Phyllotis alisosiensis         | Rodentia         | Ferro, Martínez i Barquez | 2010 | Argentina (Tucumán)                                                                               | Ferro, L. I.; Martínez, J. J.; Barquez, R. M. 2010. «A new species of Phyllotis (Rodentia, Cricetidae, Sigmodontinae) from Tucumán province, Argentina». Mammalian Biology, 75: 523-537. |
| Platyrrhinus angustirostris    | Chiroptera       | Velazco, Gardner i Patterson | 2010 | Colòmbia, Equador, Perú i Veneçuela                                                               | Velazco, P. M.; Gardner, A. L.; Patterson, B. D. 2010. «Systematics of the Platyrrhinus helleri species complex (Chiroptera: Phyllostomidae), with descriptions of two new species». Zoological Journal of the Linnean Society, 159: 785-812 |
| Platyrrhinus fusciventris      | Chiroptera       | Velazco, Gardner i Patterson | 2010 | Brasil (Amapá i Pará), Equador, Guaiana Francesa, Guyana, Surinam, Trinitat i Tobago i Veneçuela  | Velazco, P. M.; Gardner, A. L.; Patterson, B. D. 2010. «Systematics of the Platyrrhinus helleri species complex (Chiroptera: Phyllostomidae), with descriptions of two new species». Zoological Journal of the Linnean Society, 159: 785-812 |
| Plecturocebus caquetensis      | Primates         | Defler, Bueno i García | 2010 | Colòmbia                                                                                          | Defler, T. R.; Bueno, M. L.; García, J. 2010. «Callicebus caquetensis: A New and Critically Endangered Titi Monkey from Southern Caquetá, Colombia». Primate Conservation, 25: 1-9 |
| Rattus nikenii                 | Rodentia         | Maryanto, Sinaga, Achmadi i Maharadatunkamsi | 2010 | Indonèsia (Gag)                                                                                   | Maryanto, I.; Sinaga, M. H.; Achmadi, A. S.; Maharadatunkamsi 2010. «Morphometric variation of Rattus praetor (Thomas, 1888) complex from Papua, with the description of new species of Rattus from Gag Island Arxivat 2014-04-13 a Wayback Machine.». Treubia 37:25-48 |
| Rhinopithecus strykeri         | Primates         | Geissmann, Lwin, S. S. Aung, T. N. Aung, Z. M. Aung, Htin Hla, Grindley i Momberg | 2010 | Myanmar                                                                                           | Geissmann, T.; Lwin, N.; Aung, S. S.; Aung, T. N.; Aung, Z. M.; Htin Hla, T.; Grindley, M.; Momberg, F. 2010. «A new species of snub-nosed monkey, genus Rhinopithecus Milne-Edwards, 1872 (Primates, Colobinae), from northern Kachin state, northeastern Myanmar». American Journal of Primatology, 73: 96-107 |
| Salanoia durrelli              | Carnivora        | Durbin, Funk, Hawkins, Hills, Jenkins, Moncrieff i Ralainasolo | 2010 | Madagascar                                                                                        | Durbin, J.; Funk, S. M.; Hawkins, F.; Hills, D. M.; Jenkins, P. D.; Moncrieff, C. B.; Ralainasolo, F. B. 2010. «Investigations into the status of a new taxon of Salanoia (Mammalia: Carnivora: Eupleridae) from the marshes of Lac Alaotra, Madagascar». Systematics and Biodiversity, 8: 341-355 |
| Tarsius wallacei               | Primates         | Merker, Driller, Dahruddin, Wirdateti, Sinaga, Perwitasari-Farajallah i Shekelle | 2010 | Indonèsia (Sulawesi)                                                                              | Merker, S.; Driller, C.; Dahruddin, H.; Wirdateti; Sinaga, W.; Perwitasari-Farajallah, D.; Shekelle, M. 2010. «Tarsius wallacei: A New Tarsier Species from Central Sulawesi Occupies a Discontinuous Range». International Journal of Primatology, 31: 1.107-1.122 |
| Acomys muzei                   | Rodentia         | Verheyen, Hulselmans, Wendelen, Leirs, Corti, Backeljau i Verheyen | 2011 | Tanzània                                                                                          | Verheyen, W.; Hulselmans, J.; Wendelen, W.; Leirs, H.; Corti, M.; Backeljau, T.; Verheyen, E. 2011. «Contribution to the systematics and zoogeography of the East-African Acomys spinosissimus Peters 1852 species complex and the description of two new species (Rodentia: Muridae)». Zootaxa, 3.059: 1-35 |
| Acomys ngurui                  | Rodentia         | Verheyen, Hulselmans, Wendelen, Leirs, Corti, Backeljau i Verheyen | 2011 | Tanzània                                                                                          | Verheyen, W.; Hulselmans, J.; Wendelen, W.; Leirs, H.; Corti, M.; Backeljau, T.; Verheyen, E. 2011. «Contribution to the systematics and zoogeography of the East-African Acomys spinosissimus Peters 1852 species complex and the description of two new species (Rodentia: Muridae)». Zootaxa, 3.059: 1-35 |
| Apomys aurorae                 | Rodentia         | Heaney, Balete, Rickart, Alviola, M. R. M. Duya, M. V. Duya, Veluz, VandeVrede i Steppan | 2011 | Filipines (Luzon)                                                                                 | Heaney, L. R.; Balete, D. S.; Rickart, E. A.; Alviola, P. A., Duya; M. R. M.; Duya, M. V.; Veluz, M. J.; VandeVrede, L.; Steppan, S. J. 2011. «Chapter 1: Seven New Species and a New Subgenus of Forest Mice (Rodentia: Muridae: Apomys) from Luzon Island». Fieldiana Life and Earth Sciences, 2: 1-60 |
| Apomys banahao                 | Rodentia         | Heaney, Balete, Rickart, Alviola, M. R. M. Duya, M. V. Duya, Veluz, VandeVrede i Steppan | 2011 | Filipines (Luzon)                                                                                 | Heaney, L. R.; Balete, D. S.; Rickart, E. A.; Alviola, P. A., Duya; M. R. M.; Duya, M. V.; Veluz, M. J.; VandeVrede, L.; Steppan, S. J. 2011. «Chapter 1: Seven New Species and a New Subgenus of Forest Mice (Rodentia: Muridae: Apomys) from Luzon Island». Fieldiana Life and Earth Sciences, 2: 1-60 |
| Apomys brownorum               | Rodentia         | Heaney, Balete, Rickart, Alviola, M. R. M. Duya, M. V. Duya, Veluz, VandeVrede i Steppan | 2011 | Filipines (Luzon)                                                                                 | Heaney, L. R.; Balete, D. S.; Rickart, E. A.; Alviola, P. A., Duya; M. R. M.; Duya, M. V.; Veluz, M. J.; VandeVrede, L.; Steppan, S. J. 2011. «Chapter 1: Seven New Species and a New Subgenus of Forest Mice (Rodentia: Muridae: Apomys) from Luzon Island». Fieldiana Life and Earth Sciences, 2: 1-60 |
| Apomys magnus                  | Rodentia         | Heaney, Balete, Rickart, Alviola, M. R. M. Duya, M. V. Duya, Veluz, VandeVrede i Steppan | 2011 | Filipines (Luzon)                                                                                 | Heaney, L. R.; Balete, D. S.; Rickart, E. A.; Alviola, P. A., Duya; M. R. M.; Duya, M. V.; Veluz, M. J.; VandeVrede, L.; Steppan, S. J. 2011. «Chapter 1: Seven New Species and a New Subgenus of Forest Mice (Rodentia: Muridae: Apomys) from Luzon Island». Fieldiana Life and Earth Sciences, 2: 1-60 |
| Apomys minganensis             | Rodentia         | Heaney, Balete, Rickart, Alviola, M. R. M. Duya, M. V. Duya, Veluz, VandeVrede i Steppan | 2011 | Filipines (Luzon)                                                                                 | Heaney, L. R.; Balete, D. S.; Rickart, E. A.; Alviola, P. A., Duya; M. R. M.; Duya, M. V.; Veluz, M. J.; VandeVrede, L.; Steppan, S. J. 2011. «Chapter 1: Seven New Species and a New Subgenus of Forest Mice (Rodentia: Muridae: Apomys) from Luzon Island». Fieldiana Life and Earth Sciences, 2: 1-60 |
| Apomys sierrae                 | Rodentia         | Heaney, Balete, Rickart, Alviola, M. R. M. Duya, M. V. Duya, Veluz, VandeVrede i Steppan | 2011 | Filipines (Luzon)                                                                                 | Heaney, L. R.; Balete, D. S.; Rickart, E. A.; Alviola, P. A., Duya; M. R. M.; Duya, M. V.; Veluz, M. J.; VandeVrede, L.; Steppan, S. J. 2011. «Chapter 1: Seven New Species and a New Subgenus of Forest Mice (Rodentia: Muridae: Apomys) from Luzon Island». Fieldiana Life and Earth Sciences, 2: 1-60 |
| Apomys zambalensis             | Rodentia         | Heaney, Balete, Rickart, Alviola, M. R. M. Duya, M. V. Duya, Veluz, VandeVrede i Steppan | 2011 | Filipines (Luzon)                                                                                 | Heaney, L. R.; Balete, D. S.; Rickart, E. A.; Alviola, P. A., Duya; M. R. M.; Duya, M. V.; Veluz, M. J.; VandeVrede, L.; Steppan, S. J. 2011. «Chapter 1: Seven New Species and a New Subgenus of Forest Mice (Rodentia: Muridae: Apomys) from Luzon Island». Fieldiana Life and Earth Sciences, 2: 1-60 |
| Asellia arabica                | Chiroptera       | Benda, Vallo i Reiter | 2011 | Aràbia Saudita i Iemen                                                                            | Benda, P.; Vallo, P.; Reiter, A. 2011. «Taxonomic Revision of the Genus Asellia (Chiroptera: Hipposideridae) with a Description of a New Species from Southern Arabia». Acta Chiropterologica, 13: 245-270 |
| Cerradomys goytaca             | Rodentia         | Corrêa Tavares, Pessôa i Gonçalves | 2011 | Brasil (Espírito Santo i Rio de Janeiro)                                                          | Corrêa Tavares, W.; Pessôa, L. M.; Gonçalves, P. R. 2011. «New species of Cerradomys from coastal sandy plains of southeastern Brazil (Cricetidae: Sigmodontinae) Arxivat 2016-04-12 a Wayback Machine.». Journal of Mammalogy, 92: 645-658 |
| Cryptotis oreoryctes           | Eulipotyphla     | Woodman | 2011 | Guatemala                                                                                         | Woodman, N. 2011. «Patterns of morphological variation amongst semifossorial shrews in the highlands of Guatemala, with the description of a new species (Mammalia, Soricomorpha, Soricidae)». Zoological Journal of the Linnean Society, 163: 1.267-1.288 |
| Drymoreomys albimaculatus      | Rodentia         | Percequillo, Weksler i Costa | 2011 | Brasil (Santa Catarina i São Paulo)                                                               | Percequillo, A. R.; Weksler, M.; Costa, L. P. 2011. «A new genus and species of rodent from the Brazilian Atlantic Forest (Rodentia: Cricetidae: Sigmodontinae: Oryzomyini), with comments on oryzomyine biogeography». Zoological Journal of the Linnean Society, 161: 357-390 |
| Fukomys ilariae                | Rodentia         | Gippoliti i Amori | 2011 | Somàlia                                                                                           | Gippoliti, S.; Amori, G. 2011. «A new species of mole-rat (Rodentia, Bathyergidae) from the Horn of Africa». Zootaxa, 2.918: 39-46 |
| Glischropus bucephalus         | Chiroptera       | Csorba | 2011 | Cambodja                                                                                          | Csorba, G. 2011. «A new species of Glischropus from the Indochinese Subregion (Mammalia: Chiroptera: Vespertilionidae)». Zootaxa, 2.925: 41-48 |
| Grammomys selousi              | Rodentia         | Denys, Lalis, Lecompte, Cornette, Moulin, Makundi, Machang'u, Voloboúiev i Aniskin | 2011 | Tanzània                                                                                          | Denys, C.; Lalis, A.; Lecompte, É.; Cornette, R.; Moulin, S.; Makundi, R.; Machang'u, R.; Voloboúiev, V.; Aniskin, V. M. 2011. «A faunal survey in Kingu Pira (south Tanzania), with new karyotypes of several small mammals and the description of a new Murid species (Mammalia, Rodentia)». Zoosystema 33: 5-47 |
| Hipposideros einnaythu         | Chiroptera       | Douangboubpha, Bumrungsri, Satasook, Soisook, Si Si Hla Bu, Aul, Harrison, Pearch, Thomas i Bates | 2011 | Myanmar                                                                                           | Douangboubpha, B.; Bumrungsri, S.; Satasook, C.; Soisook, P.; Hla Bu, S. S.; Aul, B.; Harrison, D. L.; Pearch, M. J.; Thomas, N. M.; Bates, P. J. J. 2011. «A New Species of Small Hipposideros (Chiroptera: Hipposideridae) from Myanmar and a Revaluation of the Taxon H. nicobarulae Miller, 1902 from the Nicobar Islands». Acta Chiropterologica, 13: 61-78 |
| Hypsugo lanzai                 | Chiroptera       | Benda, Al-Jumaily, Reiter i Nasher | 2011 | Iemen                                                                                             | Benda, P.; Al-Jumaily, M. M.; Reiter, A.; Nasher, A. K. 2011. «Noteworthy records of bats from Yemen with description of a new species from Socotra Arxivat 2014-04-13 a Wayback Machine.». Hystrix, 22: 23-56 |
| Melogale cucphuongensis        | Carnivora        | Nadler, Streicher, Stefen, Schwierz i Roos | 2011 | Vietnam                                                                                           | Nadler, T.; Streicher, U.; Stefen, C.; Schwierz, E.; Roos, C. 2011. «A new species of ferret-badger, Genus Melogale, from Vietnam». Der Zoologische Garten, 80: 271-286 |
| Micronycteris buriri           | Chiroptera       | Larsen, Siles, Pedersen i Kwiecinski | 2011 | Saint Vincent i les Grenadines                                                                    | Larsen, P. A.; Siles, L.; Pedersen, S. C.; Kwiecinski, G. G. 2011. «A new species of Micronycteris (Chiroptera: Phyllostomidae) from Saint Vincent, Lesser Antilles». Mammalian Biology, 76: 687-700 |
| Miniopterus egeri              | Chiroptera       | Goodman, Ramasindrazana, Maminirina, Schoeman i Appleton | 2011 | Madagascar                                                                                        | Goodman, S. M.; Ramasindrazana, B.; Maminirina, C. P.; Schoeman, M. C.; Appleton, B. 2011. «Morphological, bioacoustical, and genetic variation in Miniopterus bats from eastern Madagascar, with the description of a new species». Zootaxa, 2.880: 1-19 |
| Molossus alvarezi              | Chiroptera       | González-Ruiz, Ramírez-Pulido i Arroyo-Cabrales | 2011 | Mèxic (Quintana Roo i Yucatán)                                                                    | González-Ruiz, N.; Ramírez-Pulido, J.; Arroyo-Cabrales, J. 2011. «A new species of mastiff bat (Chiroptera: Molossidae: Molossus) from Mexico». Mammalian Biology, 76: 461-469 |
| Murina beelzebub               | Chiroptera       | Son, Furey i Csorba | 2011 | Vietnam                                                                                           | Csorba, G.; Son, N. T.; Saveng, I.; Furey, N. M. 2011. Revealing cryptic bat diversity: three new Murina and redescription of M. tubinaris from Southeast Asia. Journal of Mammalogy, 92: 891-904 |
| Murina chrysochaetes           | Chiroptera       | Eger i Lim | 2011 | Xina (Guangxi)                                                                                    | Eger, J. L.; Lim, B. K. 2011. «Three New Species of Murina from Southern China (Chiroptera: Vespertilionidae)». Acta Chiropterologica, 13: 227-243 |
| Murina cineracea               | Chiroptera       | Csorba i Furey | 2011 | Cambodja                                                                                          | Csorba, G.; Son, N. T.; Saveng, I.; Furey, N. M. 2011. Revealing cryptic bat diversity: three new Murina and redescription of M. tubinaris from Southeast Asia. Journal of Mammalogy, 92: 891-904 |
| Murina lorelieae               | Chiroptera       | Eger i Lim | 2011 | Xina (Guangxi) i Vietnam                                                                          | Eger, J. L.; Lim, B. K. 2011. «Three New Species of Murina from Southern China (Chiroptera: Vespertilionidae)». Acta Chiropterologica, 13: 227-243 |
| Murina shuipuensis             | Chiroptera       | Eger i Lim | 2011 | Xina (Guizhou)                                                                                    | Eger, J. L.; Lim, B. K. 2011. «Three New Species of Murina from Southern China (Chiroptera: Vespertilionidae)». Acta Chiropterologica, 13: 227-243 |
| Murina walstoni                | Chiroptera       | Furey, Csorba i Son | 2011 | Cambodja                                                                                          | Csorba, G.; Son, N. T.; Saveng, I.; Furey, N. M. 2011. Revealing cryptic bat diversity: three new Murina and redescription of M. tubinaris from Southeast Asia. Journal of Mammalogy, 92: 891-904 |
| Myosorex bururiensis           | Eulipotyphla     | Peterhans i Hutterer | 2011 | Burundi i República Democràtica del Congo                                                         | Peterhans, J. C. K.; Hutterer, R.; Mwanga, J.; Ndara, B.; Davenport, L.; Karhagomba, I. B.; Udelhoven, J. 2011. «African shrews endemic to the Albertine Rift: two new species of Myosorex (Mammalia: Soricidae) from Burundi and the Democratic Republic of Congo». Journal of East African Natural History, 99: 103-128 |
| Myosorex jejei                 | Eulipotyphla     | Peterhans i Hutterer | 2011 | República Democràtica del Congo                                                                   | Peterhans, J. C. K.; Hutterer, R.; Mwanga, J.; Ndara, B.; Davenport, L.; Karhagomba, I. B.; Udelhoven, J. 2011. «African shrews endemic to the Albertine Rift: two new species of Myosorex (Mammalia: Soricidae) from Burundi and the Democratic Republic of Congo». Journal of East African Natural History, 99: 103-128 |
| Myotis badius                  | Chiroptera       | Tiunov, Kruskop i Feng | 2011 | Xina (Yunnan)                                                                                     | Tiunov, M. P.; Kruskop, S. V.; Feng, J. 2011. «A New Mouse-Eared Bat (Mammalia: Chiroptera, Vespertilionidae) from South China». Acta Chiropterologica, 13: 271-278 |
| Myotis diminutus               | Chiroptera       | Moratelli i Wilson | 2011 | Equador                                                                                           | Moratelli, R.; Wilson, D. E. 2011. «A new species of Myotis Kaup, 1829 (Chiroptera, Vespertilionidae) from Ecuador». Mammalian Biology 76: 608-614 |
| Myotis izecksohni              | Chiroptera       | Moratelli, Peracchi, Dias i De Oliveira | 2011 | Brasil (Paranà i Rio de Janeiro) i Argentina                                                      | Moratelli, R.; Peracchi, A. L.; Dias, D.; De Oliveira, J. A. 2011. «Geographic variation in South American populations of Myotis nigricans (Schinz, 1821) (Chiroptera, Vespertilionidae), with the description of two new species». Mammalian Biology, 76:592-607 |
| Myotis lavali                  | Chiroptera       | Moratelli, Peracchi, Dias i de Oliveira | 2011 | Brasil (Bahia, Ceará i Pernambuco) i Paraguai                                                     | Moratelli, R.; Peracchi, A. L.; Dias, D.; De Oliveira, J. A. 2011. «Geographic variation in South American populations of Myotis nigricans (Schinz, 1821) (Chiroptera, Vespertilionidae), with the description of two new species». Mammalian Biology, 76: 592-607 |
| Otomys cheesmani               | Rodentia         | Taylor, Lavréntxenko, Carleton, Verheyen, Bennett, Oosthuizen i Maree | 2011 | Etiòpia                                                                                           | Taylor, P. J.; Lavréntxenko, L. A.; Carleton, M. D.; Verheyen, E.; Bennett, N. C.; Oosthuizen, C. J.; Maree, S. 2011. «Specific limits and emerging diversity patterns in East African populations of laminate-toothed rats, genus Otomys (Muridae: Murinae: Otomyini): Revision of the Otomys typus complex». Zootaxa, 3.024: 1-66 |
| Otomys simiensis               | Rodentia         | Taylor, Lavréntxenko, Carleton, Verheyen, Bennett, Oosthuizen i Maree | 2011 | Etiòpia                                                                                           | Taylor, P. J.; Lavréntxenko, L. A.; Carleton, M. D.; Verheyen, E.; Bennett, N. C.; Oosthuizen, C. J.; Maree, S. 2011. «Specific limits and emerging diversity patterns in East African populations of laminate-toothed rats, genus Otomys (Muridae: Murinae: Otomyini): Revision of the Otomys typus complex». Zootaxa, 3.024: 1-66 |
| Otomys yaldeni                 | Rodentia         | Taylor, Lavréntxenko, Carleton, Verheyen, Bennett, Oosthuizen i Maree | 2011 | Etiòpia                                                                                           | Taylor, P. J.; Lavréntxenko, L. A.; Carleton, M. D.; Verheyen, E.; Bennett, N. C.; Oosthuizen, C. J.; Maree, S. 2011. «Specific limits and emerging diversity patterns in East African populations of laminate-toothed rats, genus Otomys (Muridae: Murinae: Otomyini): Revision of the Otomys typus complex». Zootaxa, 3.024: 1-66 |
| Rhinolophus schnitzleri        | Chiroptera       | Wu i Thong | 2011 | Xina (Yunnan)                                                                                     | Wu, Y.; Thong, V. D. 2011. «A New Species of Rhinolophus (Chiroptera: Rhinolophidae) from China». Zoological Science, 28: 235-241 |
| Rhipidomys ipukensis           | Rodentia         | Rocha, B. M. A. Costa i L. P. Costa | 2011 | Brasil (Tocantins)                                                                                | Rocha, R. G.; Ferreira, E.; Costa, B. M. A.; Martins, I. C. M.; Leite, Y. L. R.; Costa, L. P.; Fonseca, C. 2011. «Small mammals of the mid-Araguaia River in central Brazil, with the description of a new species of climbing rat». Zootaxa, 2.789: 1-34 |
| Rhipidomys itoan               | Rodentia         | B. M. A. Costa, Geise, Pereira i L. P. Costa | 2011 | Brasil (Rio de Janeiro i São Paulo)                                                               | Costa, B. M. A.; Geise, L.; Pereira, L. G.; Costa, L. P. 2011. «Phylogeography of Rhipidomys (Rodentia: Cricetidae: Sigmodontinae) and description of two new species from southeastern Brazil». Journal of Mammalogy, 92: 945-962 |
| Rhipidomys tribei              | Rodentia         | B. M. A. Costa, Geise, Pereira i L. P. Costa | 2011 | Brasil (Minas Gerais)                                                                             | Costa, B. M. A.; Geise, L.; Pereira, L. G.; Costa, L. P. 2011. «Phylogeography of Rhipidomys (Rodentia: Cricetidae: Sigmodontinae) and description of two new species from southeastern Brazil». Journal of Mammalogy, 92: 945-962 |
| Sturnira perla                 | Chiroptera       | Jarrín i Kunz | 2011 | Equador                                                                                           | Jarrín, P.; Kunz, T. H. 2011. «A new species of Sturnira (Chiroptera: Phyllostomidae) from the Choco forest of Ecuador». Zootaxa, 2.755: 1-35 |
| Tursiops australis             | Cetacea          | Charlton-Robb, Gershwin, Thompson, Austin, Owen i McKechnie | 2011 | Austràlia                                                                                         | Charlton-Robb, K.; Gershwin, L.-A.; Thompson, R.; Austin, J.; Owen, K.; McKechnie, S. 2011. «A New Dolphin Species, the Burrunan Dolphin Tursiops australis sp. nov., Endemic to Southern Australian Coastal Waters». PLoS ONE 6 (9): e24047 |
| Antechinus mysticus            | Dasyuromorphia   | Baker, Mutton i Van Dyck | 2012 | Austràlia (Queensland)                                                                            | Baker, A. M.; Mutton, T. Y.; Van Dyck, S. 2012. «A new dasyurid marsupial from eastern Queensland, Australia: the Buff-footed Antechinus, Antechinus mysticus sp. nov. (Marsupialia: Dasyuridae)». Zootaxa, 3.515: 1-37 |
| Archboldomys maximus           | Rodentia         | Balete, Rickart, Heaney, Alviola, M. V. Duya, M. R. M. Duya, Sosa i Jansa | 2012 | Filipines (Luzon)                                                                                 | Balete, D. S.; Rickart, E. A.; Heaney, L. R.; Alviola, P. A.; Duya, M. V.; Duya, M. R. M.; Sosa, T.; Jansa, S.A. 2012. «Archboldomys (Muridae, Murinae) reconsidered: a new genus and three new species of shrew mice from Luzon Island, Philippines». American Museum Novitates, 3.754: 1-60 |
| Cercopithecus lomamiensis      | Primates         | Hart, Detwiler, Gilbert, Burrell, Fuller, Emetshu, Hart, Vosper, Sargis i Tosi | 2012 | República Democràtica del Congo                                                                   | Hart, J. A.; Detwiler, K. M.; Gilbert, C. C.; Burrell, A. S.; Fuller, J. L.; Emetshu, M.; Hart, T. B.; Vosper, A.; Sargis, E. J.; Tosi, A. J. 2012. «Lesula: A New Species of Cercopithecus Monkey Endemic to the Democratic Republic of Congo and Implications for Conservation of Congo's Central Basin». PLoS ONE, 7 (9): e44271 |
| Coleura kibomalandy            | Chiroptera       | Goodman, Puechmaille, Friedli-Weyeneth, Gerlach, Ruedi, Schoeman, Stanley i Teeling | 2012 | Madagascar                                                                                        | Goodman, S. M.; Puechmaille, S. J.; Friedli-Weyeneth, N.; Gerlach, J.; Ruedi, M.; Schoeman, M. C.; Stanley, W. T; Teeling, E. C. 2012. «Phylogeny of the Emballonurini (Emballonuridae) with descriptions of a new genus and species from Madagascar». Journal of Mammalogy, 93: 1.440-1.455 |
| Cryptotis aroensis             | Eulipotyphla     | Quiroga-Carmona i Molinari | 2012 | Veneçuela                                                                                         | Quiroga-Carmona, M.; Molinari, J. 2012. «Description of a new shrew of the genus Cryptotis (Mammalia: Soricomorpha: Soricidae) from the Sierra de Aroa, an isolated mountain range in northwestern Venezuela, with remarks on biogeography and conservation». Zootaxa, 3.441: 1-20 |
| Ctenomys ibicuiensis           | Rodentia         | De Freitas, Fernandes, Fornel i Roratto | 2012 | Brasil (Rio Grande do Sul)                                                                        | De Freitas, T. R. O.; Fernandes, F. A.; Fornel, R.; Roratto, P. A. 2012. «An endemic new species of tuco-tuco, genus Ctenomys (Rodentia: Ctenomyidae), with a restricted geographic distribution in southern Brazil». Journal of Mammalogy, 93: 1.355-1.367 |
| Dendromus lachaisei            | Rodentia         | Denys i Aniskin | 2012 | Costa d'Ivori, Guinea i Libèria                                                                   | Denys, C.; Aniskin, V. 2012. «On a new species of Dendromus (Rodentia, Nesomyidae) from Mount Nimba, Guinea». Mammalia, 76: 295-308 |
| Dryadonycteris capixaba        | Chiroptera       | Nogueira, Lima, Peracchi i Simmons | 2012 | Brasil (Espírito Santo)                                                                           | Nogueira, M. R.; Lima, I. P.; Peracchi, A. L.; Simmons, N. B. 2012. «New Genus and Species of Nectar-Feeding Bat from the Atlantic Forest of Southeastern Brazil (Chiroptera: Phyllostomidae: Glossophaginae)». American Museum Novitates, 3.747: 1-30 |
| Euroscaptor subanura           | Eulipotyphla     | Kawada, Son i Can | 2012 | Vietnam                                                                                           | Kawada, S.; Son, N. T.; Can, D. N. 2012. «A new species of mole of the genus Euroscaptor (Soricomorpha, Talpidae) from northern Vietnam». Journal of Mammalogy, 93: 839-850 |
| Hipposideros griffini          | Chiroptera       | Thong, Puechmaille, Denzinger, Dietz, Csorba, Bates, Teeling i Schnitzler | 2012 | Vietnam                                                                                           | Thong, V. D.; Puechmaille, S. J.; Denzinger, A.; Dietz, C.; Csorba, G.; Bates, P. J. J.; Teeling, E. C.; Schnitzler, H.-U. 2012. «A new species of Hipposideros (Chiroptera: Hipposideridae) from Vietnam». Journal of Mammalogy, 93: 1-11 |
| Laephotis robertsi             | Chiroptera       | Goodman, Taylor, Ratrimomanarivo i Hoofer | 2012 | Madagascar                                                                                        | Goodman, S. M.; Taylor, P. J.; Ratrimomanarivo, F.; Hoofer, S. R. 2012. «The genus Neoromicia (Family Vespertilionidae) in Madagascar, with the description of a new species». Zootaxa, 3.250: 1-25 |
| Lophostoma kalkoae             | Chiroptera       | Velazco i Gardner | 2012 | Panamà                                                                                            | Velazco, P. M.; Gardner, A. L. 2012. «A new species of Lophostoma d'Orbigny, 1836 (Chiroptera: Phyllostomidae) from Panama». Journal of Mammalogy, 93: 605-614 |
| Margaretamys christinae        | Rodentia         | Mortelliti, Castiglia, Amori, Maryanto i Musser | 2012 | Indonèsia (Sulawesi)                                                                              | Mortelliti, A.; Castiglia, R.; Amori, G.; Maryanto, I.; Musser, G. G. 2012. «A new species of Margaretamys (Rodentia: Muridae: Murinae: Rattini) from Pegunungan Mekongga, southeastern Sulawesi, Indonesia». Tropical Zoology, 25: 74-107 |
| Maxomys tajuddinii             | Rodentia         | Achmadi, Maryanto i Maharadatunkamsi | 2012 | Indonèsia (Kalimantan i Sumatra) i Malàisia (peninsular, Sabah i Sarawak)                         | Achmadi, A. S.; Maryanto, I.; Maharadatunkamsi. 2012. «Systematic and description of new species of Maxomys (Muridae)». Treubia, 39: 1-26 |
| Megaloglossus azagnyi          | Chiroptera       | Nesi, Kadjo i Hassanin | 2012 | Costa d'Ivori, Ghana, Guinea, Libèria, Sierra Leone i Togo                                        | Nesi, N.; Kadjo, B.; Pourrut, X.; Leroy, E.; Pongombo Shongo, C.; Cruaud, C.; Hassanin, A. 2012. «Molecular systematics and phylogeography of the tribe Myonycterini (Mammalia, Pteropodidae) inferred from mitochondrial and nuclear markers». Molecular Phylogenetics and Evolution, 66 (1): 126-137 |
| Microcebus gerpi               | Primates         | Radespiel, Ratsimbazafy, Rasoloharijaona, Raveloson, Andriaholinirina, Rakotondravony, Randrianarison i Randrianambinina | 2012 | Madagascar                                                                                        | Radespiel, U.; Ratsimbazafy, J. H.; Rasoloharijaona, S.; Raveloson, H.; Andriaholinirina, N.; Rakotondravony, R.; Randrianarison, R. M.; Randrianambinina, B. 2012. «First indications of a highland specialist among mouse lemurs (Microcebus spp.) and evidence for a new mouse lemur species from eastern Madagascar». Primates, 53: 157-170 |
| Monodelphis arlindoi           | Didelphimorphia  | Pavan, Rossi i Schneider | 2012 | Brasil (Pará) i Guyana                                                                            | Pavan, S. E.; Rossi, R. V.; Schneider, H. 2012. «Species diversity in the Monodelphis brevicaudata complex (Didelphimorphia: Didelphidae) inferred from molecular and morphological data, with the description of a new species». Zoological Journal of the Linnean Society, 165: 190-223 |
| Monodelphis gardneri           | Didelphimorphia  | Solari, Pacheco, Vivar i Emmons | 2012 | Perú                                                                                              | Solari, S.; Pacheco, V.; Vivar, E.; Emmons, L. H. 2012. «A new species of Monodelphis (Mammalia: Didelphimorphia: Didelphidae) from the montane forests of central Perú Arxivat 2016-09-20 a Wayback Machine.». Proceedings of the Biological Society of Washington, 125: 295-307 |
| Monodelphis sanctaerosae       | Didelphimorphia  | Voss, Pine i Solari | 2012 | Bolívia                                                                                           | Voss, R. S.; Pine, R. H.; Solari, S. 2012. «A New Species of the Didelphid Marsupial Genus Monodelphis from Eastern Bolivia». American Museum Novitates, 3.740: 1-14 |
| Murina annamitica              | Chiroptera       | Francis i Eger | 2012 | Laos, Tailàndia i Vietnam                                                                         | Francis, C. M.; Eger, J. L. 2012. «A Review of Tube-Nosed Bats (Murina) from Laos with a Description of Two New Species». Acta Chiropterologica, 14: 15-38 |
| Murina fionae                  | Chiroptera       | Francis i Eger | 2012 | Laos, Vietnam i Cambodja                                                                          | Francis, C. M.; Eger, J. L. 2012. «A Review of Tube-Nosed Bats (Murina) from Laos with a Description of Two New Species». Acta Chiropterologica, 14: 15-38 |
| Murina jaintiana               | Chiroptera       | Ruedi, Biswas i Csorba | 2012 | Índia (Meghalaya) i Myanmar                                                                       | Ruedi, M.; Biswas, J.; Csorba, G. 2012. «Bats from the wet: two new species of Tube-nosed bats (Chiroptera: Vespertilionidae) from Meghalaya, India». Revue suisse de Zoologie, 119: 111-135 |
| Murina pluvialis               | Chiroptera       | Ruedi, Biswas i Csorba | 2012 | Índia (Meghalaya)                                                                                 | Ruedi, M.; Biswas, J.; Csorba, G. 2012. «Bats from the wet: two new species of Tube-nosed bats (Chiroptera: Vespertilionidae) from Meghalaya, India». Revue suisse de Zoologie, 119: 111-135 |
| Neodon linzhiensis             | Rodentia         | Liu, Sun, Liu, Wang, Guo i Murphy | 2012 | Xina (Tibet)                                                                                      | Liu, S. Y.; Sun, Z. Y.; Liu, Y.; Wang, H.; Guo, P.; Murphy, R. W. 2012. «A new vole from Xizang, China and the molecular phylogeny of the genus Neodon (Cricetidae: Arvicolinae)». Zootaxa, 3.235: 1-22 |
| Paucidentomys vermidax         | Rodentia         | Esselstyn, Achmadi i Rowe | 2012 | Indonèsia (Sulawesi)                                                                              | Esselstyn, J. A.; Achmadi, A. S.; Rowe, K. C. 2012. «Evolutionary novelty in a rat with no molars». Biology Letters, 8 (6): 990-993 |
| Plecturocebus vieirai          | Primates         | Gualda-Barros, Nascimento i Amaral | 2012 | Brasil (Mato Grosso i Pará)                                                                       | Gualda-Barros, J.; Nascimento, F. O.; Amaral, M. K. 2012. «A new species of Callicebus Thomas, 1903 (Primates, Pitheciidae) from the states of Mato Grosso and Pará, Brazil». Papéis Avulsos de Zoologia (São Paulo), 52: 261-279. |
| Rhinolophus cohenae            | Chiroptera       | Taylor, Stoffberg, Monadjem, Schoeman, Bayliss i Cotterill | 2012 | Sud-àfrica                                                                                        | Taylor, P. J.; Stoffberg, S.; Monadjem, A.; Schoeman, M. C.; Bayliss, J.; Cotterill, F. P. D. 2012. «Four New Bat Species (Rhinolophus hildebrandtii Complex) Reflect Plio-Pleistocene Divergence of Dwarfs and Giants across an Afromontane Archipelago». PLoS ONE, 7 (9): e41744 |
| Rhinolophus mabuensis          | Chiroptera       | Taylor, Stoffberg, Monadjem, Schoeman, Bayliss & Cotterill | 2012 | Moçambic                                                                                          | Taylor, P. J.; Stoffberg, S.; Monadjem, A.; Schoeman, M. C.; Bayliss, J.; Cotterill, F. P. D. 2012. «Four New Bat Species (Rhinolophus hildebrandtii Complex) Reflect Plio-Pleistocene Divergence of Dwarfs and Giants across an Afromontane Archipelago». PLoS ONE, 7 (9): e41744 |
| Rhinolophus mossambicus        | Chiroptera       | Taylor, Stoffberg, Monadjem, Schoeman, Bayliss i Cotterill | 2012 | Moçambic i Zimbàbue                                                                               | Taylor, P. J.; Stoffberg, S.; Monadjem, A.; Schoeman, M. C.; Bayliss, J.; Cotterill, F. P. D. 2012. «Four New Bat Species (Rhinolophus hildebrandtii Complex) Reflect Plio-Pleistocene Divergence of Dwarfs and Giants across an Afromontane Archipelago». PLoS ONE, 7 (9): e41744 |
| Rhinolophus smithersi          | Chiroptera       | Taylor, Stoffberg, Monadjem, Schoeman, Bayliss i Cotterill | 2012 | Sud-àfrica i Zimbabwe                                                                             | Taylor, P. J.; Stoffberg, S.; Monadjem, A.; Schoeman, M. C.; Bayliss, J.; Cotterill, F. P. D. 2012. «Four New Bat Species (Rhinolophus hildebrandtii Complex) Reflect Plio-Pleistocene Divergence of Dwarfs and Giants across an Afromontane Archipelago». PLoS ONE, 7 (9): e41744 |
| Rhogeessa bickhami             | Chiroptera       | Baird, Marchán-Rivadeneira, Pérez i Baker | 2012 | Costa Rica, El Salvador, Guatemala, Hondures, Mèxic (Chiapas) i Nicaragua                         | Baird, A. B.; Marchán-Rivadeneira, M. R.; Pérez, S. G.; Baker, R. J. 2012. «Morphological analysis and description of two new species of Rhogeessa (Chiroptera: Vespertilionidae) from the Neotropics Arxivat 2013-10-02 a Wayback Machine.». Occasional Papers, Museum of Texas Tech University, 307: 1-25 |
| Rhogeessa menchuae             | Chiroptera       | Baird, Marchán-Rivadeneira, Pérez i Baker | 2012 | Guatemala i Hondures                                                                              | Baird, A. B.; Marchán-Rivadeneira, M. R.; Pérez, S. G.; Baker, R. J. 2012. «Morphological analysis and description of two new species of Rhogeessa (Chiroptera: Vespertilionidae) from the Neotropics Arxivat 2013-10-02 a Wayback Machine.». Occasional Papers, Museum of Texas Tech University, 307: 1-25 |
| Soricomys leonardocoi          | Rodentia         | Balete, Rickart, Heaney, Alviola, M. V. Duya, M. R. M. Duya, Sosa i Jansa | 2012 | Filipines (Luzon)                                                                                 | Balete, D. S.; Rickart, E. A.; Heaney, L. R.; Alviola, P. A.; Duya, M. V.; Duya, M. R. M.; Sosa, T.; Jansa, S.A. 2012. «Archboldomys (Muridae, Murinae) reconsidered: a new genus and three new species of shrew mice from Luzon Island, Philippines». American Museum Novitates, 3.754: 1-60 |
| Soricomys montanus             | Rodentia         | Balete, Rickart, Heaney, Alviola, M. V. Duya, M. R. M. Duya, Sosa i Jansa | 2012 | Filipines (Luzon)                                                                                 | Balete, D. S.; Rickart, E. A.; Heaney, L. R.; Alviola, P. A.; Duya, M. V.; Duya, M. R. M.; Sosa, T.; Jansa, S.A. 2012. «Archboldomys (Muridae, Murinae) reconsidered: a new genus and three new species of shrew mice from Luzon Island, Philippines». American Museum Novitates, 3.754: 1-60 |
| Thoopterus suhaniahae          | Chiroptera       | Maryanto, Yani, Prijono i Wiantoro | 2012 | Indonèsia (Sulawesi, Talaud i Wowoni)                                                             | Maryanto, I.; Yani, M.; Prijono, S. N.; Wiantoro, S. 2012. «A new species of fruit bat (Megachiroptera: Pteropodidae: Thoopterus) from Sulawesi and adjacent islands, Indonesia». Records of the Western Australian Museum, 27: 68-84 |
| Akodon josemariarguedasi       | Rodentia         | Jiménez, Pacheco i Vivas | 2013 | Perú                                                                                              | Jiménez, C. F.; Pacheco, V.; Vivas, D. 2013. «An introduction to the systematics of Akodon orophilus Osgood, 1913 (Rodentia: Cricetidae) with the description of a new species». Zootaxa, 3.669 (3): 223-242. |
| Antechinus argentus            | Dasyuromorphia   | Baker, Mutton i Hines | 2013 | Austràlia (Queensland)                                                                            | Baker, A. M.; Mutton, T. Y.; Hines, H. B. 2013. «A new dasyurid marsupial from Kroombit Tops, south-east Queensland, Australia: the Silver-headed Antechinus, Antechinus argentus sp. nov. (Marsupialia: Dasyuridae)». Zootaxa, 3.746 (2): 201-239. |
| Bassaricyon neblina            | Carnivora        | K. Helgen, Pinto, Kays, L. Helgen, Tsuchiya, Quinn, Wilson i Maldonado | 2013 | Colòmbia i Equador                                                                                | Helgen, K. M.; Pinto, M.; Kays, R.; Helgen, L.; Tsuchiya, M.; Quinn, A.; Wilson, D.; Maldonado, J. 2013. «Taxonomic revision of the olingos (Bassaricyon), with description of a new species, the Olinguito». ZooKeys, 324: 1-83. |
| Biswamoyopterus laoensis       | Rodentia         | Sanamxay, Douangboubpha, Bumrungsri, Xayavong, Xayaphet, Satasook i Bates | 2013 | Laos                                                                                              | Sanamxay, D.; Douangboubpha, B.; Bumrungsri, S.; Xayavong, S.; Xayaphet, V.; Satasook, C.; Bates, P. J. J. 2013. «Rediscovery of Biswamoyopterus (Mammalia: Rodentia: Sciuridae: Pteromyini) in Asia, with the description of a new species from Lao PDR». Zootaxa, 3.686: 471-481 |
| Caenolestes sangay             | Paucituberculata | Oajala-Barbour, Pinto, Brito M., Albuja V. i Patterson | 2013 | Equador                                                                                           | Ojala-Barbour, R.; Pinto, C. M.; Brito, M. J.; Albuja, V. L.; Lee, Jr., T. E.; Patterson, B. D. (2013). «A new species of shrew-opossum (Paucituberculata: Caenolestidae) with a phylogeny of extant caenolestid». Journal of Mammalogy 94 (5): 967-982 |
| Cheirogaleus lavasoensis       | Primates         | Thiele, Razafimahatratra i Hapke | 2013 | Madagascar                                                                                        | Thiele, D.; Razafimahatratra, E.; Hapke, A. 2013. «Discrepant partitioning of genetic diversity in mouse lemurs and dwarf lemurs — Biological reality or taxonomic bias?» Molecular Phylogenetics and Evolution, 69: 593-609 |
| Coendou baturitensis           | Rodentia         | Feijó i Langguth | 2013 | Brasil (Ceará)                                                                                    | Feijó, A.; Langguth, A. 2013. «Mamíferos de Médio e Grande Porte do Nordeste do Brasil: Distribuição e Taxonomia, com Descrição de Novas Espécies». Revista Nordestina de Biologia, 22: 3-225 |
| Coendou speratus               | Rodentia         | Pontes, Gadelha, Melo, de Sá, Loss, Junior, Costa i Leite | 2013 | Brasil (Pernambuco i Alagoas)                                                                     | Pontes, A. R. M.; Gadelha, J. R.; Melo, É. R. A.; De Sá, F. B.; Loss, A. C.; Junior, V. C.; Costa, L. P.; Leite, Y. L. R. 2013. «A new species of porcupine, genus Coendou (Rodentia: Erethizontidae) from the Atlantic forest of northeastern Brazil». Zootaxa, 3.636: 421-438 |
| Crocidura lwiroensis           | Eulipotyphla     | Kerbis Peterhans i Hutterer | 2013 | República Democràtica del Congo                                                                   | Kerbis Peterhans, J. C.; Huhndorf, M. H.; Plumptre, A. J.; Hutterer, R.; Kaleme, P.; Ndara, B. 2013. «Mammals, other than bats, from the Misotshi-Kabogo highlands (eastern Democratic Republic of Congo), with the description of two new species (Mammalia: Soricidae)». Bonn Zoological Bulletin, 62: 203-219 |
| Crocidura sapaensis            | Eulipotyphla     | Jenkins, Abràmov, Bànnikova i Rojnov | 2013 | Vietnam                                                                                           | Jenkins, P. D.; Abràmov, A. V.; Bànnikova, A. A.; Rojnov, V. V. 2013. «Bones and genes: resolution problems in three Vietnamese species of Crocidura (Mammalia, Soricomorpha, Soricidae) and the description of an additional new species». ZooKeys, 313: 61-79. |
| Cryptotis venezuelensis        | Eulipotyphla     | Quiroga-Carmona | 2013 | Veneçuela                                                                                         | Quiroga-Carmona, M. 2013. «Una nueva especie de musaraña del género Cryptotis (Soricomorpha: Soricidae) de la Serranía del Litoral en el norte de Venezuela». Mastozoología Neotropical, 20: 123-137. |
| Dasyprocta iacki               | Rodentia         | Feijó i Langguth | 2013 | Brasil (Paraíba i Pernambuco)                                                                     | Feijó, A.; Langguth, A. 2013. «Mamíferos de Médio e Grande Porte do Nordeste do Brasil: Distribuição e Taxonomia, com Descrição de Novas Espécies». Revista Nordestina de Biologia, 22: 3-225 |
| Eligmodontia dunaris           | Rodentia         | Spotorno, Zuleta, Walker, Manríquez, Valladares i Marín | 2013 | Xile                                                                                              | Spotorno, A. E.; Zuleta, C.; Walker, L. I.; Manríquez, G.; Valladares, P.; Marin, J. C. 2013. «A small, new gerbil-mouse Eligmodontia (Rodentia: Cricetidae) from dunes at the coasts and deserts of north-central Chile: molecular, chromosomic, and morphological analyses». Zootaxa, 3.683: 377-394 |
| Fukomys vandewoestijneae       | Rodentia         | Van Daele, Blondé, Stjernstedt i Adriaens | 2013 | República Democràtica del Congo i Zàmbia                                                          | Van Daele, P. A. A. G.; Blondé, P.; Stjernstedt, R.; Adriaens, D. 2013. «A new species of African Mole-rat (Fukomys, Bathyergidae, Rodentia) from the Zaire-Zambezi Watershed». Zootaxa, 3.636: 171-189 |
| Halmaheramys bokimekot         | Rodentia         | Fabre, Pagès, Musser, Fitriana, Semiadi i Helgen | 2013 | Indonèsia (Halmahera)                                                                             | Fabre, P.-H.; Pagès, M.; Musser, G. G.; Fitriana, Y. S.; Fjeldså, J.; Jennings, A.; Jønsson, K. A.; Kennedy, J.; Michaux, J.; Semiadi, G.; Supriatna, N.; Helgen, K. M. 2013. «A new genus of rodent from Wallacea (Rodentia: Muridae: Murinae: Rattini), and its implication for biogeography and Indo-Pacific Rattini systematics». Zoological Journal of the Linnean Society, 169 (2): 408-447 |
| Holochilus lagigliai           | Rodentia         | Pardiñas, Teta, Voglino i Fernández | 2013 | Argentina (Mendoza)                                                                               | Pardiñas, U. F. J.; Teta, P.; Voglino, D.; Fernández, F. J. 2013. «Enlarging rodent diversity in west-central Argentina: a new species of the genus Holochilus (Cricetidae, Sigmodontinae)». Journal of Mammalogy, 94: 231-240 |
| Lonchophylla peracchii         | Chiroptera       | Dias, Esbérard i Moratelli | 2013 | Brasil                                                                                            | Dias, D.; Esbérad, C. E. L.; Moratelli, R. 2013. «A new species of Lonchophylla (Chiroptera, Phyllostomidae) from the Atlantic Forest of southeastern Brazil, with comments on L. bokermanni». Zootaxa, 3.722 (3): 347-360 |
| Marmosops pakaraimae           | Didelphimorphia  | Voss, Lim, Díaz-Nieto i Jansa | 2013 | Guyana i Veneçuela                                                                                | Voss, R. S.; Lim, B. K.; Díaz-Nieto, J. F.; Jansa, S. A. 2013. «A New Species of Marmosops (Marsupialia: Didelphidae) from the Pakaraima Highlands of Guyana, with Remarks on the Origin of the Endemic Pantepui Mammal Fauna». American Museum Novitates, 3.778: 1-27 |
| Microcebus marohita            | Primates         | Rasoloarison, Weisrock, Yoder, Rakotondravony i Kappeler | 2013 | Madagascar                                                                                        | Rasoloarison, R. M.; Weisrock, D. W.; Yoder, A. D.; Rakotondravony, D.; Kappeler, P. M. 2013. «Two new species of mouse lemurs (Cheirogaleidae: Microcebus) from Eastern Madagascar». International Journal of Primatology, 34: 455-469 |
| Microcebus tanosi              | Primates         | Rasoloarison, Weisrock, Yoder, Rakotondravony i Kappeler | 2013 | Madagascar                                                                                        | Rasoloarison, R. M.; Weisrock, D. W.; Yoder, A. D.; Rakotondravony, D.; Kappeler, P. M. 2013. «Two new species of mouse lemurs (Cheirogaleidae: Microcebus) from Eastern Madagascar». International Journal of Primatology, 34: 455-469 |
| Micronycteris yatesi           | Chiroptera       | Siles i Brooks | 2013 | Bolívia                                                                                           | Siles, L.; Brooks, D. M.; Aranibar, H.; Tarifa, T.; Vargas M.; R. J.; Rojas, J. M.; Baker, R. J. 2013. «A new species of Micronycteris (Chiroptera: Phyllostomidae) from Bolivia». Journal of Mammalogy, 94: 881-896 |
| Miniopterus mossambicus        | Chiroptera       | Monadjem, Goodman, Tanley i Appleton | 2013 | Moçambic                                                                                          | Monadjem, A.; Goodman, S. M.; Stanley, W. T.; Appleton, B. 2013. «A cryptic new species of Miniopterus from south-eastern Africa based on molecular and morphological characters». Zootaxa, 3.746 (1): 123-142. |
| Murina balaensis               | Chiroptera       | Soisook, Karapan, Satasook i Bates | 2013 | Tailàndia                                                                                         | Soisook, P.; Karapan, S.; Satasook, C.; Bates, P. J. J. 2013. «A new species of Murina (Mammalia: Chiroptera: Vespertilionidae) from Peninsular Thailand». Zootaxa, 3.746 (4): 567-579. |
| Murina guilleni                | Chiroptera       | Soisook, Karapan, Satasook, Thong, Khan, Maryanto, Csorba, Furey, Aul i Bates | 2013 | Índia (Nicobar) i Tailàndia                                                                       | Soisook, P.; Karapan, S.; Satasook, C.; Thong, V. D.; Khan, F. A. A.; Maryanto, I.; Csorba, G.; Furey, N.; Aul, B.; Bates, P. J. J. «A review of the Murina cyclotis complex (Chiroptera: Vespertilionidae) with descriptions of a new species and subspecies». Acta Chiropterologica, 15 (2): 271-292. DOI: http://dx.doi.org/10.3161/150811013X678928. |
| Myosorex kabogoensis           | Eulipotyphla     | Kerbis Peterhans i Hutterer | 2013 | República Democràtica del Congo                                                                   | Kerbis Peterhans, J. C.; Huhndorf, M. H.; Plumptre, A. J.; Hutterer, R.; Kaleme, P.; Ndara, B. 2013. «Mammals, other than bats, from the Misotshi-Kabogo highlands (eastern Democratic Republic of Congo), with the description of two new species (Mammalia: Soricidae)». Bonn Zoological Bulletin, 62: 203-219 |
| Myosorex meesteri              | Eulipotyphla     | Taylor, Kearney, Peterhans, Baxter i Willows-Munro | 2013 | Moçambic i Zimbàbue                                                                               | Taylor, P. J.; Kearney, T. C.; Peterhans, J. C. K.; Baxter, R. M.; Willows-Munro, S. 2013. «Cryptic diversity in forest shrews of the genus Myosorex from southern Africa, with the description of a new species and comments on Myosorex tenuis». Zoological Journal of the Linnean Society, 169 (4): 881-902. |
| Myotis annatessae              | Chiroptera       | Kruskop i Borissenko | 2013 | Laos i Vietnam                                                                                    | Kruskop, S. V.; Borissenko, A. V. «A New Species of South-East Asian Myotis (Chiroptera: Vespertilionidae), with Comments on Vietnamese 'Whiskered Bats'» (en anglès). Acta Chiropterologica, 15, 2, 2013, pàg. 293-305. DOI: 10.3161/150811013X678937. |
| Myotis handleyi                | Chiroptera       | Moratelli, Gardner, Oliveira i Wilson | 2013 | Veneçuela                                                                                         | Moratelli, R.; Gardner, A. L.; De Oliveira, J. A.; Wilson, D. E. (2013) «Review of Myotis (Chiroptera, Vespertilionidae) from northern South America, including description of a new species». American Museum Novitates, 3.780: 1-36 |
| Nycticebus kayan               | Primates         | Munds, Nekaris i Ford | 2013 | Indonèsia (Kalimantan), Malàisia (Sabah i Sarawak)                                                | Munds, R. A.; Nekaris, K. A. I.; Ford, S. M. 2013. «Taxonomy of the bornean slow loris, with new species Nycticebus kayan (Primates, Lorisidae)». American Journal of Primatology, 75: 46-56 |
| Petaurista siangensis          | Rodentia         | Choudhury | 2013 | India (Índia del Nord-est)                                                                        | Choudhury, A. U. 2013. «Description of a new species of giant flying squirrel of the genus Petaurista Link, 1795 from Siang Basin, Arunachal Pradesh in North East India». The Newsletter & Journal of the Rhino Foundation for Nat. in NE India, 9: 30-38, plaques. |
| Pseudoromicia roseveari        | Chiroptera       | Monadjem, Richards, Taylor i Stoffberg | 2013 | Libèria                                                                                           | Monadjem, A.; Richards, L.; Taylor, P. J.; Stoffberg. S. 2013. «High diversity of pipistrelloid bats (Vespertilionidae: Hypsugo, Neoromicia, and Pipistrellus) in a West African rainforest with the description of a new species». Zoological Journal of the Linnean Society, 167: 191-207 |
| Rhinolophus kahuzi             | Chiroptera       | Fahr i Kerbis Peterhans | 2013 | República Democràtica del Congo                                                                   | Kerbis Peterhans, J. C.; Fahr, J.; Huhndorf, M. H.; Kaleme, P.; Plumptre, A. J.; Marks, B. D.; Kizungu, R. 2013. «Bats (Chiroptera) from the Albertine Rift, eastern Democratic Republic of Congo, with the description of two new species of the Rhinolophus maclaudi group». Bonn Zoological Bulletin, 62: 186-202 |
| Rhinolophus willardi           | Chiroptera       | Kerbis Peterhans i Fahr | 2013 | República Democràtica del Congo                                                                   | Kerbis Peterhans, J. C.; Fahr, J.; Huhndorf, M. H.; Kaleme, P.; Plumptre, A. J.; Marks, B. D.; Kizungu, R. 2013. «Bats (Chiroptera) from the Albertine Rift, eastern Democratic Republic of Congo, with the description of two new species of the Rhinolophus maclaudi group». Bonn Zoological Bulletin, 62: 186-202 |
| Sciurocheirus makandensis      | Primates         | Ambrose | 2013 | Gabon                                                                                             | Ambrose, L. 2013. «Sciurocheirus makandensis sp. nov». Mammals of Africa. Volume 3: Primates (1a edició): 421-422 |
| Scutisorex thori               | Eulipotyphla     | Stanley, Malekani i Gambalemoke | 2013 | República Democràtica del Congo                                                                   | Stanley, W. T.; Robbins, L. W.; Malekani, J. M.; Gambalemoke Mbalitini, S.; Akaibe Migurimu, D.; Mukinzi, J. C.; Hulselmans, J.; Prévot, V.; Verheyen, E.; Hutterer, R.; Doty, J. B.; Monroe, B. P.; Nakazawa, Y. J.; Braden, Z.; Carroll, D.; Kerbis Peterhans, J. C.; Bates, J. M.; Esselstyn, J. A. 2013. «A new hero emerges: another exceptional mammalian spine and its potential adaptive significance». Biology Letters, 9: 20130486: 1-5                                                                                 |
| Tapirus kabomani               | Perissodactyla   | Cozzuol, Clozato, Holanda, Rodrigues, Nienow, De Thoisy, Redondo i Santos | 2013 | Brasil (Amazones, Mato Grosso, Rondônia) i Colòmbia                                               | Cozzuol, M. A.; Clozato, C. L.; Holanda, E. C.; Rodrigues, F. H. G.; Nienow, S.; De Thoisy, B.; Redondo, R. A. F.; Santos, F. R. 2013. «A new species of tapir from the Amazon». Journal of Mammalogy, 94 (6): 1.331-1.345 |
| Thomomys nayarensis            | Rodentia         | Mathis, M. Hafner, D. Hafner i Demastes | 2013 | Mèxic (Nayarit)                                                                                   | Mathis, V. L.; Hafner, M. S.; Hafner, D. J.; Demastes, J. W. 2013. «Thomomys nayarensis, a new species of pocket gopher from the Sierra del Nayar, Nayarit, Mexico». Journal of Mammalogy, 94 (5): 983-994 |
| Uropsilus aequodonenia         | Eulipotyphla     | Liu, Liu, Sun, Guo, Fan i Murphy | 2013 | Xina (Sichuan)                                                                                    | Liu Yang, Liu Shaoying, Sun Zhiyu, Guo Peng, Fan Zhenxin, Robert W Murphy «A new species of Uropsilus (Talpidae: Uropsilinae) from Sichuan, China» (en anglès). Acta Theriologica Sinica, 33, 2, 2013, pàg. 113-122. |
| Antechinus arktos              | Dasyuromorphia   | Baker, Mutton, Hines i Van Dyck | 2014 | Austràlia (Nova Gal·les del Sud i Queensland)                                                     | Baker, A. M.; Mutton, T. Y.; Hines, H. B.; Van Dyck, S. 2014. «The Black-tailed Antechinus, Antechinus arktos sp. nov.: a new species of carnivorous marsupial from montane regions of the Tweed Volcano caldera, eastern Australia». Zootaxa, 3.765: 100-133 |
| Apomys iridensis               | Rodentia         | Heaney, Balete, Veluz, Steppan, Esselstyn, Pfeiffer i Rickart | 2014 | Filipines (Luzon)                                                                                 | Heaney, L. R.; Balete, D. S.; Veluz, M. J.; Steppan, S. J.; Esselstyn, J. A.; Pfeiffer, A. W.; Rickart, E. A. 2014. «Two new species of Philippine forest mice (Apomys, Muridae, Rodentia) from Lubang and Luzon Islands, with a redescription of Apomys sacobianus Johnson, 1962 Arxivat 2014-03-22 a Wayback Machine.». Proceedings of the Biological Society of Washington, 126: 395-413 |
| Apomys lubangensis             | Rodentia         | Heaney, Balete, Veluz, Steppan, Esselstyn, Pfeiffer i Rickart | 2014 | Filipines (Lubang)                                                                                | Heaney, L. R.; Balete, D. S.; Veluz, M. J.; Steppan, S. J.; Esselstyn, J. A.; Pfeiffer, A. W.; Rickart, E. A. 2014. «Two new species of Philippine forest mice (Apomys, Muridae, Rodentia) from Lubang and Luzon Islands, with a redescription of Apomys sacobianus Johnson, 1962 Arxivat 2014-03-22 a Wayback Machine.». Proceedings of the Biological Society of Washington, 126: 395-413 |
| Bunomys karokophilus           | Rodentia         | Musser | 2014 | Indonèsia                                                                                         | Musser, G. «A systematic review of Sulawesi Bunomys (Muridae, Murinae) with the description of two new species» (en anglès). Bulletin of the American Museum of Natural History, 392, 2014, pàg. 1-313. |
| Bunomys torajae                | Rodentia         | Musser | 2014 | Indonèsia                                                                                         | Musser, G. «A systematic review of Sulawesi Bunomys (Muridae, Murinae) with the description of two new species» (en anglès). Bulletin of the American Museum of Natural History, 392, 2014, pàg. 1-313. |
| Calassomys apicalis            | Rodentia         | Pardiñas, Lessa, Teta, Salazar-Bravo i Câmara | 2014 | Brasil (Minas Gerais)                                                                             | Pardiñas, U. F. J.; Lessa, G.; Teta, P.; Salazar-Bravo, J.; Câmara, E. M. V. C. 2014. «A new genus of sigmodontine rodent from eastern Brazil and the origin of the tribe Phyllotini». Journal of Mammalogy, 95 (2): 201-215 |
| Casinycteris campomaanensis    | Chiroptera       | Hassanin | 2014 | Camerun                                                                                           | Hassanin, A. 2014. «Description of a new bat species of the tribe Scotonycterini (Chiroptera, Pteropodidae) from southwestern Cameroon». Comptes Rendus Biologies, 337: 134-142 |
| Cerradomys akroai              | Rodentia         | Bonvicino, Casado i Weksler | 2014 | Brasil                                                                                            | Bonvicino, C.; Casado, F.; Weksler, M. «A new species of Cerradomys (Mammalia: Rodentia: Cricetidae) from Central Brazil, with remarks on the taxonomy of the genus» (en anglès). Zoologia, 31, 6, 2014, pàg. 525-540. DOI: 10.1590/S1984-46702014000600002. |
| Chiromyscus thomasi            | Rodentia         | Balàkirev, Abràmov i Rojnov | 2014 | Laos i Vietnam                                                                                    | Balàkirev, A. I.; Abràmov, A. V.; Rojnov, V. V. 2014. «Phylogenetic relationships in the Niviventer-Chiromyscus complex (Rodentia, Muridae) inferred from molecular data, with description of a new species». ZooKeys, 451: 109-136 |
| Crocidura absconditus          | Eulipotyphla     | Esselstyn, Achmadi i Maharadatunkamsi | 2014 | Indonèsia (Java)                                                                                  | Esselstyn, J. A.; Achmadi, A. S.; Maharadatunkamsi. 2014. «A new species of shrew (Soricomorpha: Crocidura) from West Java, Indonesia». Journal of Mammalogy, 95: 216-224 |
| Cryptotis lacandonensis        | Eulipotyphla     | Guevara, Sánchez-Cordero, León-Paniagua i Woodman | 2014 | Mèxic (Chiapas)                                                                                   | Guevara, L.; Sánchez-Cordero, V.; León-Paniagua, L.; Woodman, N. 2014. «A new species of small-eared shrew (Mammalia, Eulipotyphla, Cryptotis) from the Lacandona rain forest, Mexico». Journal of Mammalogy, 95: 739-753 |
| Cryptotis niausa               | Eulipotyphla     | Cárdenas i Albuja | 2014 | Equador                                                                                           | Moreno Cárdenas, P. A.; Albuja V., L. «Una nueva especie de Musaraña del género Cryptotis Pomel 1848 (Mammalia: Soricomorpha: Soricidae) de Ecuador y estatus taxonomico de Cryptotis equatoris Thomas (1912)» (en anglès). Papéis Avulsos de Zoologia, 54, 28, 2014, pàg. 403-418. DOI: 10.1590/0031-1049.2014.54.28. |
| Ctenomys andersoni             | Rodentia         | Gardner, Salazar-Bravo i Cook | 2014 | Bolívia                                                                                           | Gardner, S. L.; Salazar-Bravo, J.; Cook, J. A. 2014. «New Species of Ctenomys Blainville 1826 (Rodentia: Ctenomyidae) from the Lowlands and Central Valleys of Bolivia». Special Publications, Museum of Texas Tech University, 62: 1-34 |
| Ctenomys erikacuellarae        | Rodentia         | Gardner, Salazar-Bravo i Cook | 2014 | Bolívia                                                                                           | Gardner, S. L.; Salazar-Bravo, J.; Cook, J. A. 2014. «New Species of Ctenomys Blainville 1826 (Rodentia: Ctenomyidae) from the Lowlands and Central Valleys of Bolivia». Special Publications, Museum of Texas Tech University, 62: 1-34 |
| Ctenomys lessai                | Rodentia         | Gardner, Salazar-Bravo i Cook | 2014 | Bolívia                                                                                           | Gardner, S. L.; Salazar-Bravo, J.; Cook, J. A. 2014. «New Species of Ctenomys Blainville 1826 (Rodentia: Ctenomyidae) from the Lowlands and Central Valleys of Bolivia». Special Publications, Museum of Texas Tech University, 62: 1-34 |
| Ctenomys yatesi                | Rodentia         | Gardner, Salazar-Bravo i Cook | 2014 | Bolívia                                                                                           | Gardner, S. L.; Salazar-Bravo, J.; Cook, J. A. 2014. «New Species of Ctenomys Blainville 1826 (Rodentia: Ctenomyidae) from the Lowlands and Central Valleys of Bolivia». Special Publications, Museum of Texas Tech University, 62: 1-34 |
| Delomys altimontanus           | Rodentia         | Gonçalves i De Oliveira | 2014 | Brasil                                                                                            | Gonçalves, P. R.; De Oliveira, J. A. 2014. «An integrative appraisal of the diversification in the Atlantic forest genus Delomys (Rodentia: Cricetidae: Sigmodontinae) with the description of a new species». Zootaxa, 3.760: 001-038 |
| Eumops chiribaya               | Chiroptera       | Medina, Gregorin, Zeballos, Zamora i Moras | 2014 | Perú                                                                                              | Medina, C. E.; Gregorin, R.; Zeballos, H.; Zamora, H. T.; Moras, L.M. 2014. «A new species of Eumops (Chiroptera: Molossidae) from southwestern Peru». Zootaxa, 3.878: 19-36 |
| Hylomyscus kerbispeterhansi    | Rodentia         | Demos, Agwanda i Hickerson | 2014 | Kenya                                                                                             | Demos, T. C.; Agwanda, B.; Hickerson, M. J. 2014. «Integrative taxonomy within the Hylomyscus denniae complex (Rodentia: Muridae) and a new species from Kenya». Journal of Mammalogy, 95: E1-E15 |
| Hypsugo dolichodon             | Chiroptera       | Görföl, Csorba, Eger, Son i Francis | 2014 | Laos i Vietnam                                                                                    | Görföl, T.; Csorba, G.; Eger, J. L.; Son, N. T.; Francis, C. M. (2014). «Canines make the difference: a new species of Hypsugo (Chiroptera: Vespertilionidae) from Laos and Vietnam». Zootaxa, 3.887 (2): 239-250 |
| Inia araguaiaensis             | Cetacea          | Hrbek, Farias, Dutra i Da Silva | 2014 | Brasil (Goias, Mato Grosso i Tocantins)                                                           | Hrbek, T.; Da Silva, V. M. F.; Dutra, N.; Gravena, W.; Martin, A. R.; Farias, I. P. 2014. «A New Species of River Dolphin from Brazil or: How Little Do We Know Our Biodiversity». PLOS ONE, 83.623: 1-12 |
| Lutreolina massoia             | Didelphimorphia  | Martínez-Lanfranco, Flores, Jayat i D'Elía | 2014 | Argentina (Jujuy, Salta, Tucumán) i Bolívia                                                       | Martínez-Lanfranco, J. A.; Flores, D.; Jayat, J. P.; D'Elía, G. 2014. «A new species of lutrine opossum, genus Lutreolina Thomas (Didelphidae), from the South American Yungas». Journal of Mammalogy, 95: 225-240 |
| Macroscelides micus            | Macroscelidea    | Dumbacher i Rathbun | 2014 | Namíbia                                                                                           | Dumbacher, J. P.; Rathbun, G. B.; Osborne, T. O.; Griffin, M.; Eiseb, S. J. 2014. «A new species of round-eared sengi (genus Macroscelides) from Namibia». Journal of Mammalogy 95: 443-454 |
| Miniopterus maghrebensis       | Chiroptera       | Puechmaille, Allegrini, Benda, Bilgin, Ibañez i Juste | 2014 | Marroc i Tunísia                                                                                  | Puechmaille, S. J.; Allegrini, B.; Benda, P.; Gürün, K.; Šrámek, J.; Ibañez, C.; Juste, J.; Bilgin, R. 2014. «A new species of the Miniopterus schreibersii species complex (Chiroptera: Miniopteridae) from the Maghreb Region, North Africa». Zootaxa, 3.794: 108-124 |
| Musseromys anacuao             | Rodentia         | Heaney, Balete, Rickart, Veluz i Jansa | 2014 | Filipines (Luzon)                                                                                 | Heaney, L. R.; Balete, D. S.; Rickart, E. A.; Veluz, M. J.; Jansa, S. A. 2014. «Three New Species of Musseromys (Muridae, Rodentia), the Endemic Philippine Tree Mouse from Luzon Island». American Museum Novitates, 3.802: 1-27 |
| Musseromys beneficus           | Rodentia         | Heaney, Balete, Rickart, Veluz i Jansa | 2014 | Filipines (Luzon)                                                                                 | Heaney, L. R.; Balete, D. S.; Rickart, E. A.; Veluz, M. J.; Jansa, S. A. 2014. «Three New Species of Musseromys (Muridae, Rodentia), the Endemic Philippine Tree Mouse from Luzon Island». American Museum Novitates, 3.802: 1-27 |
| Musseromys inopinatus          | Rodentia         | Heaney, Balete, Rickart, Veluz i Jansa | 2014 | Filipines (Luzon)                                                                                 | Heaney, L. R.; Balete, D. S.; Rickart, E. A.; Veluz, M. J.; Jansa, S. A. 2014. «Three New Species of Musseromys (Muridae, Rodentia), the Endemic Philippine Tree Mouse from Luzon Island». American Museum Novitates, 3.802: 1-27 |
| Myotis midastactus             | Chiroptera       | Moratelli i Wilson | 2014 | Bolívia                                                                                           | Moratelli, R.; Wilson, D. E. 2014. «A new species of Myotis (Chiroptera, Vespertilionidae) from Bolivia». Journal of Mammalogy, 95: E17-E25 |
| Ozimops halli                  | Chiroptera       | Reardon, McKenzie i Adams | 2014 | Austràlia                                                                                         | Reardon, T. B.; McKenzie, N. L.; Cooper, S. J. B.; Appleton, B.; Carthew, S.; Adams, M. «A molecular and morphological investigation of species boundaries and phylogenetic relationships in Australian free-tailed bats Mormopterus (Chiroptera: Molossidae)» (en anglès). Australian Journal of Zoology, 62, 2, 2014, pàg. 109-136. DOI: 10.1071/ZO13082. |
| Ozimops kitcheneri             | Chiroptera       | Reardon, McKenzie i Adams | 2014 | Austràlia                                                                                         | Reardon, T. B.; McKenzie, N. L.; Cooper, S. J. B.; Appleton, B.; Carthew, S.; Adams, M. «A molecular and morphological investigation of species boundaries and phylogenetic relationships in Australian free-tailed bats Mormopterus (Chiroptera: Molossidae)» (en anglès). Australian Journal of Zoology, 62, 2, 2014, pàg. 109-136. DOI: 10.1071/ZO13082. |
| Ozimops lumsdenae              | Chiroptera       | Reardon, McKenzie i Adams | 2014 | Austràlia                                                                                         | Reardon, T. B.; McKenzie, N. L.; Cooper, S. J. B.; Appleton, B.; Carthew, S.; Adams, M. «A molecular and morphological investigation of species boundaries and phylogenetic relationships in Australian free-tailed bats Mormopterus (Chiroptera: Molossidae)» (en anglès). Australian Journal of Zoology, 62, 2, 2014, pàg. 109-136. DOI: 10.1071/ZO13082. |
| Peromyscus carletoni           | Rodentia         | Bradley, Ordóñez-Garza, Sotero-Caio, Huynh, Kilpatrick, Iñiguez-Dávalos i Schmidly | 2014 | Mèxic (Nayarit)                                                                                   | Bradley, R. D.; Ordóñez-Garza, N.; Sotero-Caio, C. G.; Huynh, H. M.; Kilpatrick, C. W.; Iñiguez-Dávalos, L. I.; Schmidly, D. J. 2014. «Morphometric, karyotypic, and molecular evidence for a new species of Peromyscus (Cricetidae: Neotominae) from Nayarit, Mexico». Journal of Mammalogy, 95: 176–186 |
| Phyllotis pearsoni             | Rodentia         | Pacheco, Rengifo i Vivas | 2014 | Perú                                                                                              | Pacheco, V.; Rengifo, E. M.; Vivas, D. 2014. «Una nueva especie de ratón orejón del género Phyllotis Waterhouse, 1837 (Rodentia: Cricetidae) del norte del Perú». Therya, 5 (2): 481-508 |
| Pithecia cazuzai               | Primates         | Marsh | 2014 | Brasil (Amazones)                                                                                 | Marsh, L. K. 2014. « A taxonomic revision of the saki monkeys, Pithecia Desmarest, 1804». Neotropical Primates, 21: 1-163 |
| Pithecia isabela               | Primates         | Marsh | 2014 | Perú                                                                                              | Marsh, L. K. 2014. « A taxonomic revision of the saki monkeys, Pithecia Desmarest, 1804». Neotropical Primates, 21: 1-163 |
| Pithecia mittermeieri          | Primates         | Marsh | 2014 | Brasil (Amazones, Mato Grosso, Pará i Rondônia)                                                   | Marsh, L. K. 2014. « A taxonomic revision of the saki monkeys, Pithecia Desmarest, 1804». Neotropical Primates, 21: 1-163 |
| Pithecia pissinattii           | Primates         | Marsh | 2014 | Brasil (Amazones i Pará)                                                                          | Marsh, L. K. 2014. « A taxonomic revision of the saki monkeys, Pithecia Desmarest, 1804». Neotropical Primates, 21: 1-163 |
| Pithecia rylandsi              | Primates         | Marsh | 2014 | Bolívia i Perú                                                                                    | Marsh, L. K. 2014. « A taxonomic revision of the saki monkeys, Pithecia Desmarest, 1804». Neotropical Primates, 21: 1-163 |
| Platyrrhinus guianensis        | Chiroptera       | Velazco i Lim | 2014 | Guyana i Surinam                                                                                  | Velazco, P. M.; Lim, B. K. 2014. «A new species of broad-nosed bat Platyrrhinus Saussure, 1860 (Chiroptera: Phyllostomidae) from the Guianan Shield». Zootaxa, 3.796: 175-193 |
| Plecturocebus miltoni          | Primates         | Dalponte, Silva & Silva Júnior | 2014 | Brasil (Amazones i Mato Grosso)                                                                   | Dalponte, J. C.; Silva, F. E.; Silva Júnior, J. S. 2014. «New species of titi monkey, genus Callicebus Thomas, 1903 (Primates, Pitheciidae), from Southern Amazonia, Brazil». Papéis Avulsos de Zoologia, São Paulo, 54: 457-472 |
| Scapteromys meridionalis       | Rodentia         | Quintela, Gonçalves, Althoff, Sbalqueiro, Oliveira i Freitas | 2014 | Brasil (Paranà i Santa Catarina)                                                                  | Quintela, F. M.; Gonçalves, G. L.; Althoff, S. L.; Sbalqueiro, I. J.; Oliveira, L. F. B.; De Freitas, T. R. O. 2014. «A new species of swamp rat of the genus Scapteromys Waterhouse, 1837 (Rodentia: Sigmodontinae) endemic to Araucaria angustifolia Forest in Southern Brazil». Zootaxa, 3.811: 207-225 |
| Scotophilus andrewreborii      | Chiroptera       | Brooks i Bickham | 2014 | Kenya                                                                                             | Brooks, D. M.; Bickham, J. W. 2014. «New Species of Scotophilus (Chiroptera: Vespertilionidae) from Sub-Saharan Africa Arxivat 2016-03-04 a Wayback Machine.». Occasional Papers, Museum of Texas Tech University, 326: 1-21 |
| Scotophilus ejetai             | Chiroptera       | Brooks i Bickham | 2014 | Etiòpia                                                                                           | Brooks, D. M.; Bickham, J. W. 2014. «New Species of Scotophilus (Chiroptera: Vespertilionidae) from Sub-Saharan Africa Arxivat 2016-03-04 a Wayback Machine.». Occasional Papers, Museum of Texas Tech University, 326: 1-21 |
| Scotophilus livingstonii       | Chiroptera       | Brooks i Bickham | 2014 | Ghana i Kenya                                                                                     | Brooks, D. M.; Bickham, J. W. 2014. «New Species of Scotophilus (Chiroptera: Vespertilionidae) from Sub-Saharan Africa Arxivat 2016-03-04 a Wayback Machine.». Occasional Papers, Museum of Texas Tech University, 326: 1-21 |
| Scotophilus trujilloi          | Chiroptera       | Brooks i Bickham | 2014 | Kenya                                                                                             | Brooks, D. M.; Bickham, J. W. 2014. «New Species of Scotophilus (Chiroptera: Vespertilionidae) from Sub-Saharan Africa Arxivat 2016-03-04 a Wayback Machine.». Occasional Papers, Museum of Texas Tech University, 326: 1-21 |
| Sousa sahulensis               | Cetacea          | Jefferson i Rosenbaum | 2014 | Austràlia                                                                                         | Jefferson, T.A.; Rosenbaum, H.C. «Taxonomic revision of the humpback dolphins (Sousa spp.), and description of a new species from Australia» (en anglès). Marine Mammal Science, 30, 4, 2014, pàg. 1.494-1.541. DOI: 10.1111/mms.12152. |
| Sturnira bakeri                | Chiroptera       | Velazco i Patterson | 2014 | Equador                                                                                           | Velazco, P. M.; Patterson, B. D. 2014. «Two new species of yellow-shouldered bats, genus Sturnira Gray, 1842 (Chiroptera, Phyllostomidae) from Costa Rica, Panama and western Ecuador». ZooKeys, 402: 43-66 |
| Sturnira burtonlimi            | Chiroptera       | Velazco i Patterson | 2014 | Costa Rica i Panamà                                                                               | Velazco, P. M.; Patterson, B. D. 2014. «Two new species of yellow-shouldered bats, genus Sturnira Gray, 1842 (Chiroptera, Phyllostomidae) from Costa Rica, Panama and western Ecuador». ZooKeys, 402: 43-66 |
| Thyroptera wynneae             | Chiroptera       | Velazco, Gregorin, Voss i Simmons | 2014 | Brasil (Minas Gerais) i Perú                                                                      | Velazco, P. M.; Gregorin, R.; Voss, R. S.; Simmons, N. B. 2014. «Extraordinary Local Diversity of Disk-winged Bats (Thyropteridae: Thyroptera) in Northeastern Peru, with the Description of a New Species and Comments on Roosting Behavior». American Museum Novitates, 3.795: 1-28 |
| Tympanoctomys kirchnerorum     | Rodentia         | Teta, Pardiñas, Sauthier i Gallardo | 2014 | Argentina (Chubut)                                                                                | Teta, P.; Pardiñas, U. F. J.; Sauthier, D. E. U.; Gallardo, M. H. 2014. «A new species of the tetraploid vizcacha rat Tympanoctomys (Caviomorpha, Octodontidae) from central Patagonia, Argentina». Journal of Mammalogy, 95: 60–71 |
| Uroderma bakeri                | Chiroptera       | Mantilla-Meluk | 2014 | Colòmbia i Veneçuela                                                                              | Mantilla-Meluk, H. 2014. «Defining Species and Species Boundaries in Uroderma (Chiroptera: Phyllostomidae) with a Description of a New Species Arxivat 2014-07-14 a Wayback Machine.». Occasional Papers, Museum of Texas Tech University, 325: 1-25 |
| Vampyressa elisabethae         | Chiroptera       | Tavares, Gardber, Ramírez-Chaves i Velazco | 2014 | Panamà                                                                                            | Tavares, V.; Gardner, A. L.; Ramírez-Chaves, H. E.; Velazco, P. M. 2014. «Systematics of Vampyressa melissa Thomas, 1926 (Chiroptera: Phyllostomidae), with descriptions of two new species of Vampyressa». American Museum Novitates, 3.813: 1-27 |
| Vampyressa sinchi              | Chiroptera       | Tavares, Gardber, Ramírez-Chaves i Velazco | 2014 | Colòmbia                                                                                          | Tavares, V.; Gardner, A. L.; Ramírez-Chaves, H. E.; Velazco, P. M. 2014. «Systematics of Vampyressa melissa Thomas, 1926 (Chiroptera: Phyllostomidae), with descriptions of two new species of Vampyressa». American Museum Novitates, 3.813: 1-27 |
| Waiomys mamasae                | Rodentia         | Rowe, Achmadi i Esselstyn | 2014 | Indonèsia (Sulawesi)                                                                              | Rowe, K. C.; Achmadi, A. S.; Esselstyn, J. A. «Convergent Evolution of Aquatic Foraging in A New Genus and Species (Rodentia: Muridae) from Sulawesi Island, Indonesia» (en anglès). Zootaxa, 3.815, 4, 2014, pàg. 541–564. DOI: 10.11646/zootaxa.3815.4.5. |
| Abrothrix manni                | Rodentia         | D'Elía, Teta, Upham, Pardiñas i Patterson | 2015 | Argentina i Xile                                                                                  | D'Elía, Guillermo; Pablo Teta, Nathan S. Upham, Ulyses F. J. Pardiñas i Bruce D. Patterson «Description of a new soft-haired mouse, genus Abrothrix (Sigmodontinae), from the temperate Valdivian rainforest» (en anglès). Journal of Mammalogy, 96, 4, 2015, pàg. 839-853. DOI: 10.1093/jmammal/gyv103. |
| Antechinus vandycki            | Dasyuromorphia   | Baker, Mutton, Mason i Gray | 2015 | Austràlia (Tasmània)                                                                              | Baker, A. M.; Mutton, T. Y.; Mason, E. D.; Gray, E. L. 2015.«A taxonomic assessment of the Australian Dusky Antechinus Complex: a new species, the Tasman Peninsula Dusky Antechinus (Antechinus vandycki sp. nov.) and an elevation to species of the Mainland Dusky Antechinus (Antechinus swainsonii mimetes (Thomas))». Memoirs of the Queensland Museum – Nature, 59: 75-126 |
| Aselliscus dongbacanus         | Chiroptera       | Tu, Csorba, Görföl, Arai, Son, Thanh i Hassanin | 2015 | Vietnam i Xina                                                                                    | Vuong Tan Tu, Gábor Csorba, Tamás Görföl, Satoru Arai, Nguyen Truong Son, Hoang Trung Thanh i Alexandre Hassanin «Description of A New Species of the Genus Aselliscus (Chiroptera, Hipposideridae) from Vietnam» (en anglès). Acta Chiropterologica, 17, 2, 2015, pàg. 233-254. DOI: 10.3161/15081109ACC2015.17.2.002. |
| Batomys uragon                 | Rodentia         | Balete, Rickart, Heaney i Jansa | 2015 | Filipines (Luzon)                                                                                 | Balete, D, S.; Rickart, E. A.; Heaney, L. R.; Jansa, S. A. «A new species of Batomys (Muridae, Rodentia) from southern Luzon Island, Philippines» (en anglès). Proceedings of the Biological Society of Washington, 128, 1, 2015, pàg. 22-39. DOI: 10.2988/0006-324X-128.1.22. |
| Cheirogaleus andysabini        | Primates         | Lei, McLain, Frasier, Taylor, Bailey, Engberg, Ginter, Nash, Randriamampionona, Groves, Mittermeier i Louis Jr. | 2015 | Madagascar                                                                                        | Lei, R.; McLain, A. T.; Frasier, C. L.; Taylor, J. M.; Bailey, C. A.; Engberg, S. E.; Ginter, A. L.; Nash, S. D.; Randriamampionona, R.; Groves, C. P.; Mittermeier, R. A.; Louis, Jr., E. E. «A New Species in the Genus Cheirogaleus (Cheirogaleidae)» (en anglès). Primate Conservation, 29, 2, 2015, pàg. 1-12. |
| Crocidura fingui               | Eulipotyphla     | Ceríaco, Marques, Jacquet, Nicolas, Colyn i Denys | 2015 | São Tomé i Príncipe                                                                               | Ceríaco, L. M. P.; Marques, M. P.; Jacquet, F.; Nicolas, V.; Colyn, M.; Denys, C. «Description of a new endemic species of shrew (Mammalia, Soricomorpha) from Príncipe Island (Gulf of Guinea)» (en anglès). Mammalia, 79, 2015. DOI: 10.1515/mammalia-2014-0056. |
| Crocidura mdumai               | Eulipotyphla     | Stanley, Hutterer, Giarla i Esselstyn | 2015 | Tanzània                                                                                          | Stanley, W. T.; Hutterer, R.; Giarla, T. C.; Esselstyn, J. A. «Phylogeny, phylogeography and geographical variation in the Crocidura monax (Soricidae) species complex from the montane islands of Tanzania, with descriptions of three new species» (en anglès). Zoological Journal of the Linnean Society, 174, 2015, pàg. 185-215. DOI: 10.1111/zoj.12230. |
| Crocidura munissii             | Eulipotyphla     | Stanley, Hutterer, Giarla i Esselstyn | 2015 | Tanzània                                                                                          | Stanley, W. T.; Hutterer, R.; Giarla, T. C.; Esselstyn, J. A. «Phylogeny, phylogeography and geographical variation in the Crocidura monax (Soricidae) species complex from the montane islands of Tanzania, with descriptions of three new species» (en anglès). Zoological Journal of the Linnean Society, 174, 2015, pàg. 185-215. DOI: 10.1111/zoj.12230. |
| Crocidura newmarki             | Eulipotyphla     | Stanley, Hutterer, Giarla i Esselstyn | 2015 | Tanzània                                                                                          | Stanley, W. T.; Hutterer, R.; Giarla, T. C.; Esselstyn, J. A. «Phylogeny, phylogeography and geographical variation in the Crocidura monax (Soricidae) species complex from the montane islands of Tanzania, with descriptions of three new species» (en anglès). Zoological Journal of the Linnean Society, 174, 2015, pàg. 185-215. DOI: 10.1111/zoj.12230. |
| Cryptotis cavatorculus         | Eulipotyphla     | Woodman | 2015 | Hondures                                                                                          | Woodman, N. «Morphological Variation among Broad-Clawed Shrews (Mammalia: Eulipotyphla: Soricidae: Cryptotis Pomel, 1848) from Highlands of Western Honduras, with Descriptions of Three New Cryptic Species» (en anglès). Annals of Carnegie Museum, 83, 2, 2015, pàg. 95-119. DOI: 10.2992/007.083.0203. |
| Cryptotis celaque              | Eulipotyphla     | Woodman | 2015 | Hondures                                                                                          | Woodman, N. «Morphological Variation among Broad-Clawed Shrews (Mammalia: Eulipotyphla: Soricidae: Cryptotis Pomel, 1848) from Highlands of Western Honduras, with Descriptions of Three New Cryptic Species» (en anglès). Annals of Carnegie Museum, 83, 2, 2015, pàg. 95-119. DOI: 10.2992/007.083.0203. |
| Cryptotis mccarthyi            | Eulipotyphla     | Woodman | 2015 | Hondures                                                                                          | Woodman, N. «Morphological Variation among Broad-Clawed Shrews (Mammalia: Eulipotyphla: Soricidae: Cryptotis Pomel, 1848) from Highlands of Western Honduras, with Descriptions of Three New Cryptic Species» (en anglès). Annals of Carnegie Museum, 83, 2, 2015, pàg. 95-119. DOI: 10.2992/007.083.0203. |
| Cryptotis perijensis           | Eulipotyphla     | Quiroga-Carmona i Woodman | 2015 | Colòmbia i Veneçuela                                                                              | Quiroga-Carmona, M.; Woodman, N. «A new species of Cryptotis (Mammalia, Eulipotyphla, Soricidae) from the Sierra de Perijá, Venezuelan-Colombian Andes» (en anglès). Journal of Mammalogy, 96, 4, 2015, pàg. 800–809. DOI: 10.1093/jmammal/gyv085. |
| Cuniculus silvagarciae         | Rodentia         | Van Roosmalen i Van Hooft | 2015 | Brasil (Amazones)                                                                                 | Van Roosmalen, M. G. M. 2015. «Hotspot of new megafauna found in the Central Amazon (Brazil): the lower Rio Aripuanã Basin». Biodiversity Journal, 6 (1): 219-244 |
| Eudiscoderma thongareeae       | Chiroptera       | Soisook, Prajakjitr, Karapan, Francis i Bates | 2015 | Tailàndia                                                                                         | Soisook, P.; Prajakjitr, A.; Karapan, S.; Francis, C. M.; Bates, P. J. J. «A new genus and species of false vampire (Chiroptera: Megadermatidae) from peninsular Thailand» (en anglès). Zootaxa, 3.931, 1, 2015, pàg. 528–550. DOI: 10.11646/zootaxa.3931.4.4. |
| Glischropus aquilus            | Chiroptera       | Csorba, Gorfol, Wiantoro, Kingston, Bates i Huang | 2015 | Indonèsia (Sumatra)                                                                               | Csorba, G.; Gorfol, T.; Wiantoro, S.; Kingston, T.; Bates, P. J. J.; Huang, J. C.-C. «Thumb-pads up - a new species of thick-thumbed bat from Sumatra (Chiroptera: Vespertilionidae: Glischropus)» (en anglès). Zootaxa, 3980, 2, 2015, pàg. 267-278. DOI: 10.11646/zootaxa.3980.2.7. |
| Histiotus diaphanopterus       | Chiroptera       | Feijó, Da Rocha i Althoff | 2015 | Bolívia i Brasil (Bahia, Ceará, Maranhão i Paraíba)                                               | Feijó, A.; Da Rocha, P. A.; Althoff, S. L. «New species of Histiotus (Chiroptera: Vespertilionidae) from northeastern Brazil» (en anglès). Zootaxa, 4.048, 3, 2015, pàg. 412–427. DOI: 10.11646/zootaxa.4048.3.4. |
| Hylomyscus heinrichorum        | Rodentia         | Carleton, Banasiak i Stanley | 2015 | Angola                                                                                            | Carleton, M. D.; Banasiak, R. A.; Stanley, W. T. «A new species of the rodent genus Hylomyscus from Angola, with a distributional summary of the H. anselli species group (Muridae: Murinae: Praomyini)» (en anglès). Zootaxa, 4.040, 2, 2015, pàg. 101-128. DOI: 10.11646/zootaxa.4040.2.1. |
| Hyorhinomys stuempkei          | Rodentia         | Esselstyn, Achmadi, Handika i Rowe | 2015 | Indonèsia (Sulawesi)                                                                              | Esselstyn, J. A.; Achmadi, A. S.; Handika, H.; Rowe, K. C. «A hog-nosed shrew rat (Rodentia: Muridae) from Sulawesi Island, Indonesia» (en anglès). Journal of Mammalogy, 96, 5, 2015, pàg. 895-907. DOI: 10.1093/jmammal/gyv093. |
| Hypsugo bemainty               | Chiroptera       | Goodman, Rakotondramanana, Ramasindrazana, Kearney, Monadjem, Schoeman, Taylor, Naughton i Appleton | 2015 | Madagascar                                                                                        | Goodman, S. M.; Rakotondramanana, C. F.; Ramasindrazana, B.; Kearney, T.; Monadjem, A.; Schoeman, M. C.; Taylor, P. J.; Naughton, K.; Appleton, B. «An integrative approach to characterize Malagasy bats of the subfamily Vespertilioninae Gray, 1821, with the description of a new species of Hypsugo» (en anglès). Zoological Journal of the Linnean Society, 173, 4, 2015, pàg. 988-1.018. DOI: 10.1111/zoj.12223. |
| Lenomys grovesi                | Rodentia         | Musser | 2015 | Indonèsia (Sulawesi)                                                                              | Musser, G. G. «Characterisation of the endemic Sulawesi Lenomys meyeri (Muridae, Murinae) and the description of a new species of Lenomys». A: Behie, A. M.; Oxenham, M. F. (editors). Taxonomic Tapestries: The Threads of Evolutionary, Behavioural and Conservation Research (en anglès). Canberra: ANU Press, 2015, p. 14-50. |
| Lonchophylla inexpectata       | Chiroptera       | Moratelli i Dias | 2015 | Brasil (Bahia i Pernambuco)                                                                       | Moratelli, R.; Dias, D. «A new species of nectar-feeding bat, genus Lonchophylla, from the Caatinga of Brazil (Chiroptera, Phyllostomidae)» (en anglès). ZooKeys, 514, 2015, pàg. 73-91. DOI: 10.3897/zookeys.514.10013. |
| Macaca leucogenys              | Primates         | Li, Zhao i Fan | 2015 | Xina (Tibet)                                                                                      | Li, C.; Zhao, C.; Fan, P. F. «White-cheeked macaque (Macaca leucogenys): A new macaque species from Modog, southeastern Tibet» (en anglès). American Journal of Primatology, 77, 2015, pàg. 753-766. DOI: 10.1002/ajp.22394. |
| Mazama tienhoveni              | Artiodactyla     | Van Roosmalen i Van Hooft | 2015 | Brasil (Amazones)                                                                                 | Van Roosmalen, M. G. M. 2015. «Hotspot of new megafauna found in the Central Amazon (Brazil): the lower Rio Aripuanã Basin». Biodiversity Journal, 6 (1): 219-244 |
| Miniopterus ambohitrensis      | Chiroptera       | Goodman, Ramasindrazana, Naughton i Appleton | 2015 | Madagascar                                                                                        | Goodman, S. M.; Ramasindrazana, B.; Naughton, K. M.; Appleton, B. «Description of a new species of the Miniopterus aelleni group (Chiroptera: Miniopteridae) from upland areas of central and northern Madagascar» (en anglès). Zootaxa, 3.936, 4, 2015, pàg. 538–558. DOI: 10.11646/zootaxa.3936.4.4. |
| Monodelphis pinocchio          | Didelphimorphia  | Pavan | 2015 | Brasil (Espírito Santo, Minas Gerais, Rio de Janeiro i São Paulo)                                 | Pavan, S. E. «A new species of Monodelphis (Didelphimorphia, Didelphidae) from the Brazilian Atlantic Forest». American Museum Novitates, 3.832, 2015, pàg. 1-15. |
| Murina kontumensis             | Chiroptera       | Son, Csorba, Tu i Motokawa | 2015 | Vietnam                                                                                           | Nguyen Truong Son, Gabor Csorba, Vuong Tan Tu, Vu Dinh Thong, Yi Wu, Masashi Harada, Tatsuo Oshida, Hideki Endo i Masaharu Motokawa «A New Species of the Genus Murina (Chiroptera: Vespertilionidae) from the Central Highlands of Vietnam with a Review of the Subfamily Murininae in Vietnam» (en anglès). Acta Chiropterologica, 17, 2, 2015, pàg. 201-232. |
| Myotis secundus                | Chiroptera       | Ruedi, Csorba, Lin i Chou | 2015 | Taiwan                                                                                            | Ruedi, M.; Csorba, G.; Lin, L.-K.; Chou, C.-H. «Molecular phylogeny and morphological revision of Myotis bats (Chiroptera: Vespertilionidae) from Taiwan and adjacent China» (en anglès). Zootaxa, 3.920, 1, 2015, pàg. 301-342. DOI: 10.11646/zootaxa.3920.2. |
| Myotis soror                   | Chiroptera       | Ruedi, Csorba, Lin i Chou | 2015 | Taiwan                                                                                            | Ruedi, M.; Csorba, G.; Lin, L.-K.; Chou, C.-H. «Molecular phylogeny and morphological revision of Myotis bats (Chiroptera: Vespertilionidae) from Taiwan and adjacent China» (en anglès). Zootaxa, 3.920, 1, 2015, pàg. 301-342. DOI: 10.11646/zootaxa.3920.2. |
| Neusticomys vossi              | Rodentia         | Hanson, D'Elía, Ayers, Cox, Burneo i Lee Jr. | 2015 | Colòmbia i Equador                                                                                | Hanson, J. D.; D'Elía, G.; Ayers, S. B.; Cox, S. B.; Burneo, S. F.; Lee Jr., T. E. «A new species of fish-eating rat, genus Neusticomys (Sigmodontinae), from Ecuador» (en anglès). Zoological studies, 59, 49, 2015, pàg. 1–11. DOI: 10.1186/s40555-015-0126-7. |
| Otomops harrissoni             | Chiroptera       | Ralph, Richards, Taylor, Napier i Lamb | 2015 | Djibouti, Eritrea, Etiòpia, Iemen i Kenya                                                         | Ralph, M. C.; Richards, L. R.; Taylor, P. J.; Napier, M. C.; Lamb, J. M. «Revision of Afro-Malagasy Otomops (Chiroptera: Molossidae) with the description of a new Afro-Arabian species» (en anglès). Zootaxa, 4.057, 1, 2015, pàg. 1-49. DOI: 10.11646/zootaxa.4057.1.1. |
| Phyllotis occidens             | Rodentia         | Rengifo i Pacheco | 2015 | Perú                                                                                              | Rengifo, E. M.; Pacheco, V. «Taxonomic revision of the Andean leaf-eared mouse, Phyllotis andium Thomas 1912 (Rodentia: Cricetidae), with the description of a new species» (en anglès). Zootaxa, 4018, 3, 2015, pàg. 349-380. DOI: 10.11646/zootaxa.4018.3.2. |
| Plecturocebus urubambensis     | Primates         | Vermeer i Tello-Alvarado | 2015 | Perú                                                                                              | Jan Vermeer i Julio C. Tello-Alvarado. «The Distribution and Taxonomy of Titi Monkeys (Callicebus) in Central and Southern Peru, with the Description of a New Species» (en anglès). Primate Conservation, 29, 2015, pàg. 1-21. |
| Pseudoromicia isabella         | Chiroptera       | Decher, Hoffman, Schaer, Norris, Kadjo, Astrin, Monadjem i Hutterer | 2015 | Guinea i Libèria                                                                                  | Jan Decher, Anke Hoffmann, Juliane Schaer, Ryan W. Norris, Blaise Kadjo, Jonas Astrin, Ara Monadjem i Rainer Hutterer. «Bat Diversity in the Simandou Mountain Range of Guinea, with the Description of a New White-Winged Vespertilionid» (en anglès). Acta Chiropterologica, 17, 2015, pàg. 255-282. |
| Rhinolophus francisi           | Chiroptera       | Soisook, Struebig, Bates i Miguez | 2015 | Indonèsia (Kalimantan), Malàisia (Sabah) i Tailàndia                                              | Soisook, P.; Struebig, M.; Noerfahmy, S.; Bernard, H.; Maryanto, I.; Chen, S. F.; Rossiter, S. J.; Kuo, H. C.; Deshpande, K.; Bates, P. J. J.; Sykes, D.; Miguez, R. P. «Description of a new species of the Rhinolophus trifoliatus-group (Chiroptera: Rhinolophidae) from Southeast Asia» (en anglès). Acta Chiropterologica, 17, 2015, pàg. 21-36. DOI: 10.3161/15081109ACC2015.17.1.002. |
| Rhinolophus luctoides          | Chiroptera       | Volleth, Loidl, Mayer, Yong, Müller i Heller | 2015 | Malàisia (peninsular)                                                                             | Volleth, M.; Loidl, J.; Mayer, F.; Yong, H.-S.; Müller, S.; Heller, K.-G. «Surprising Genetic Diversity in Rhinolophus luctus (Chiroptera: Rhinolophidae) from Peninsular Malaysia: Description of a New Species Based on Genetic and Morphological Characters» (en anglès). Acta Chiropterologica, 17, 2015, pàg. 1-20. DOI: 10.3161/15081109ACC2015.17.1.001. |
| Talpa aquitania                | Eulipotyphla     | Nicolas, Martínez-Vargas i Hugot | 2015 | Espanya i França                                                                                  | Nicolas, Violaine; Martinez-Vargas, Jessica; Hugot, Jean-Pierre «Preliminary note: Talpa aquitania nov. sp. (Talpidae, Soricomorpha) a new mole species from southwest France and north Spain» (en anglès). Bulletin de l'Académie Vétérinaire de France, 4, 2016, pàg. 329. DOI: 10.4267/2042/58283. ISSN: 2259-2385. |
| Cheirogaleus shethi            | Primates         | Frasier, Lei, McLain, Taylor, Bailey, Ginter, Nash, Randriamampionona, Groves, Mittermeier i Louis | 2016 | Madagascar                                                                                        | Frasier, C. L.; Lei, R.; McLain, A. T.; Taylor, J. M.; Bailey, C. A.; Ginter, A. L.; Nash, S. D.; Randriamampionona, R.; Groves, C. P. «A New Species of Dwarf Lemur (Cheirogaleidae: Cheirogaleus medius Group) from the Ankarana and Andrafiamena-Andavakoera Massifs, Madagascar» (PDF) (en anglès). Primate Conservation, 30, 2016, pàg. 59-72. |
| Crocidura afeworkbekelei       | Eulipotyphla     | Lavréntxenko, Voita i Hutterer | 2016 | Etiòpia                                                                                           | Lavréntxenko, L. A.; Voita, L. L.; Hutter, R. «Diversity of shrews in Ethiopia, with the description of two new species of Crocidura (Mammalia: Lipotyphla: Soricidae)» (en anglès). Zootaxa, 4.196, 1, 2016, pàg. 38-60. |
| Crocidura umbra                | Eulipotyphla     | Demos, Achmadi, Handika, Maharadatunkamsi, Rowe i Esselstyn | 2016 | Indonèsia (Java)                                                                                  | Demos, T. C.; Achmadi, A. S.; Handika, H.; Maharadatunkamsi; Rowe, K. C.; Esselstyn, J. A. (2016). «A new species of shrew (Soricomorpha: Crocidura) from Java, Indonesia: possible character displacement despite interspecific gene flow». Journal of Mammalogy, 98 (1): 183-193. |
| Crocidura yaldeni              | Eulipotyphla     | Lavréntxenko, Voita i Hutterer | 2016 | Etiòpia                                                                                           | Lavréntxenko, L. A.; Voita, L. L.; Hutter, R. «Diversity of shrews in Ethiopia, with the description of two new species of Crocidura (Mammalia: Lipotyphla: Soricidae)» (en anglès). Zootaxa, 4.196, 1, 2016, pàg. 38-60. |
| Cryptotis dinirensis           | Eulipotyphla     | Quiroga-Carmona i Nascimiento | 2016 | Veneçuela                                                                                         | Quiroga-Carmona, M.; Nascimiento, C. «A new species of small-eared shrew of the genus Cryptotis Pomel, 1848 (Mammalia, Eulipotyphla, Soricidae) from the easternmost mountains of the Venezuelan Andes» (en anglès). Mammalian Biology, 81, 5, 2016, pàg. 494-505. DOI: 10.1016/j.mambio.2016.04.002. |
| Cryptotis monteverdensis       | Eulipotyphla     | Woodman i Timm | 2016 | Costa Rica                                                                                        | Woodman, N.; Timm, R. M. «A new species of small-eared shrew in the Cryptotis thomasi species group from Costa Rica (Mammalia: Eulipotyphla: Soricidae)» (en anglès). Mammal Research, 2016, pàg. 1–13. |
| Dromiciops bozinovici          | Microbiotheria   | D'Elía, Hurtado i D'Anatro | 2016 | Argentina i Xile                                                                                  | D'Elía, G.; Hurtado, N.; D'Anatro, A. «Alpha taxonomy of Dromiciops (Microbiotheriidae) with the description of 2 new species of monito del monte» (en anglès). Journal of Mammalogy, 97, 4, 2016, pàg. 1.136-1.152. DOI: 10.1093/jmammal/gyw068. |
| Dromiciops mondaca             | Microbiotheria   | D'Elía, Hurtado i D'Anatro | 2016 | Xile                                                                                              | D'Elía, G.; Hurtado, N.; D'Anatro, A. «Alpha taxonomy of Dromiciops (Microbiotheriidae) with the description of 2 new species of monito del monte» (en anglès). Journal of Mammalogy, 97, 4, 2016, pàg. 1.136-1.152. DOI: 10.1093/jmammal/gyw068. |
| Eremoryzomys mesocaudis        | Rodentia         | Gregorin, Moras, Acosta, Vasconcellos, Poma, Santos i Paca | 2016 | Perú                                                                                              | Uturunco, A. C.; Pacheco, V. R. «Redescripción de Eremoryzomys polius (Rodentia: Cricetidae) y descripción de una nueva especie del gènere Eremoryzomys» (en castellà). Mastozoología Neotropical, 23, 2, 2016, pàg. 483-503. Arxivat de l'original el 2017-04-10 [Consulta: 9 abril 2017]. |
| Eumops chimaera                | Chiroptera       | Gregorin, Moras, Acosta, Vasconcellos, Poma, Santos i Paca | 2016 | Brasil i Bolívia                                                                                  | Renato Gregorin, Ligiane Martins Moras, Luis Hernán Acosta, Karina Lobão Vasconcellos, José Luis Poma, Fabrício Rodrigues dos Santos, Roberto Carlos Paca «A new species of Eumops (Chiroptera: Molossidae) from southeastern Brazil and Bolivia» (en anglès). Mammalian Biology, 81, 3, 2016, pàg. 235-246. DOI: 10.1016/j.mambio.2016.01.002. |
| Euroscaptor kuznetsovi         | Eulipotyphla     | Zemlemérova, Bànnikova, Lébedev, Rojnov i Abràmov | 2016 | Vietnam i Xina                                                                                    | Zemlemérova, I. D.; Bànnikova, A. A.; Lébedev, V. S.; Rojnov, V. V.; Abràmov, A. V. «Secrets of the Underground Vietnam: An Underestimated Species Diversity of Asian Moles (Lipotyphla: Talpidae: Euroscaptor).» (en anglès). Proceedings of the Zoological Institute RAS, 320, 2, 2016, pàg. 193-220. |
| Euroscaptor orlovi             | Eulipotyphla     | Zemlemérova, Bànnikova, Lébedev, Rojnov i Abràmov | 2016 | Vietnam i Xina                                                                                    | Zemlemérova, I. D.; Bànnikova, A. A.; Lébedev, V. S.; Rojnov, V. V.; Abràmov, A. V. «Secrets of the Underground Vietnam: An Underestimated Species Diversity of Asian Moles (Lipotyphla: Talpidae: Euroscaptor).» (en anglès). Proceedings of the Zoological Institute RAS, 320, 2, 2016, pàg. 193-220. |
| Gracilimus radix               | Rodentia         | Rowe, Achmadi i Esselstyn | 2016 | Indonèsia (Sulawesi)                                                                              | Kevin C. Rowe; Anang S. Achmadi; Jacob A. Esselstyn. «A new genus and species of omnivorous rodent (Muridae: Murinae) from Sulawesi, nested within a clade of endemic carnivores» (en anglès). Journal of Mammalogy, 97, 3, 2016, pàg. 978-991. DOI: 10.1093/jmammal/gyw029. |
| Juliomys ximenezi              | Rodentia         | Christoff, Vieira, Oliveira, Gonçalves, Valianti i Tomasi | 2016 | Brasil (Rio Grande do Sul)                                                                        | Christoff, A. U.; Vieira, E. M.; Oliveira, L. R.; Gonçalves, J. W.; Valiati, V. H.; Tomasi, P. S. «A new species of Juliomys (Rodentia, Cricetidae, Sigmodontinae) from the Atlantic Forest of Southern Brazil» (en anglès). Journal of Mammalogy, 97, 5, 2016, pàg. 1.469-1.482. DOI: 10.1093/jmammal/gyw082. |
| Macronycteris cryptovalorona   | Chiroptera       | Goodman, Schoeman, Rakotoarivelo i Willons-Munro | 2016 | Madagascar                                                                                        | Goodman, S. M.; Schoeman, M. C.; Rakotoarivelo, A.; Willows-Munro, S. «How many species of Hipposideros have occurred on Madagascar since the Late Pleistocene?» (en anglès). Zoological Journal of the Linnean Society, 177, 2, 2016, pàg. 428-449. DOI: 10.1111/zoj.12368. |
| Marmosops chucha               | Didelphimorphia  | Díaz-Nieto i Voss | 2016 | Colòmbia                                                                                          | Díaz-Nieto, J. F.; Voss, R. S. «A Revision of the Didelphid Marsupial Genus Marmosops, Part 1. Species of the Subgenus Sciophanes» (en anglès). Bulletin of the American Museum of Natural History, 402, 2016, pàg. 1-70. DOI: 10.1206/0003-0090-402.1.1. |
| Marmosops magdalenae           | Didelphimorphia  | Díaz-Nieto i Voss | 2016 | Colòmbia                                                                                          | Díaz-Nieto, J. F.; Voss, R. S. «A Revision of the Didelphid Marsupial Genus Marmosops, Part 1. Species of the Subgenus Sciophanes» (en anglès). Bulletin of the American Museum of Natural History, 402, 2016, pàg. 1-70. DOI: 10.1206/0003-0090-402.1.1. |
| Microcebus boraha              | Primates         | Hotaling, Foley, Lawrence, Bocanegra, Blanco, Rasoloarison, Kappeler, Barrett, Yoder i Weisrock | 2016 | Madagascar                                                                                        | Scott Hotaling, Mary E. Foley, Nicolette M. Lawrence, Jose Bocanegra, Marina B. Blanco, Rodin Rasoloarison, Peter M. Kappeler, Meredith A. Barrett, Anne D. Yoder, David W. Weisrock «Species discovery and validation in a cryptic radiation of endangered primates: coalescent-based species delimitation in Madagascar's mouse lemurs» (en anglès). Molecular Ecology, 2016. DOI: 10.1111/mec.13604. |
| Microcebus ganzhorni           | Primates         | Hotaling, Foley, Lawrence, Bocanegra, Blanco, Rasoloarison, Kappeler, Barrett, Yoder i Weisrock | 2016 | Madagascar                                                                                        | Scott Hotaling, Mary E. Foley, Nicolette M. Lawrence, Jose Bocanegra, Marina B. Blanco, Rodin Rasoloarison, Peter M. Kappeler, Meredith A. Barrett, Anne D. Yoder, David W. Weisrock «Species discovery and validation in a cryptic radiation of endangered primates: coalescent-based species delimitation in Madagascar's mouse lemurs». Molecular Ecology, 2016. DOI: 10.1111/mec.13604. |
| Microcebus manitatra           | Primates         | Hotaling, Foley, Lawrence, Bocanegra, Blanco, Rasoloarison, Kappeler, Barrett, Yoder i Weisrock | 2016 | Madagascar                                                                                        | Scott Hotaling, Mary E. Foley, Nicolette M. Lawrence, Jose Bocanegra, Marina B. Blanco, Rodin Rasoloarison, Peter M. Kappeler, Meredith A. Barrett, Anne D. Yoder, David W. Weisrock «Species discovery and validation in a cryptic radiation of endangered primates: coalescent-based species delimitation in Madagascar's mouse lemurs». Molecular Ecology, 2016. DOI: 10.1111/mec.13604. |
| Microtus elbeyli               | Rodentia         | Yiğit, Çolak i Sözen | 2016 | Turquia                                                                                           | Yiğit, N.; Çolak, E.; Sözen, M. 2016 «A new species of voles, Microtus elbeyli sp. nov., from Turkey with taxonomic overview of social voles distributed in southeastern Anatolia Arxivat 2016-03-08 a Wayback Machine.». Turkish Journal of Zoology, 40: 73-79 |
| Murina fanjingshanensis        | Chiroptera       | He, Xiao & Zhou | 2016 | Xina (Guizhou)                                                                                    | Fang He, Ning Xiao i Jiang Zhou. «A New Species of Murina from China (Chiroptera: Vespertilionidae)» (en anglès). Cave Research, 2, 2016, pàg. 1-4. |
| Myotis clydejonesi             | Chiroptera       | Moratelli, Wilson, Gardner, Fisher i Gutiérrez | 2016 | Surinam                                                                                           | Moratelli, R.; Wilson, D. E.; Gardner, A. L.; Fisher, R. D.; Gutiérrez, E. E. «A New Species of Myotis (Chiroptera: Vespertilionidae) from Suriname» (en anglès). Special Publications of the Museum of Texas Tech University, 65, 2016, pàg. 49-66. |
| Necromys lilloi                | Rodentia         | Jayat, D'Elía, Ortiz i Teta | 2016 | Argentina                                                                                         | J. Pablo Jayat, Guillermo D'Elía, Pablo E. Ortiz, Pablo Teta. «A new species of the rodent genus Necromys Ameghino (Cricetidae: Sigmodontinae: Akodontini) from the Chaco Serrano grasslands of northwestern Argentina» (en anglès). Journal of Mammalogy, 97, 5, 2016, pàg. 1.321-1.335. DOI: 10.1093/jmammal/gyw103. |
| Oecomys franciscorum           | Rodentia         | Pardiñas, Teta, Salazar-Bravo, Myers i Galliari | 2016 | Argentina, possiblement Paraguai i Brasil                                                         | Ulyses F. J. Pardiñas, Pablo Teta, Jorge Salazar-Bravo, Phil Myers, Carlos A. Galliari. «A new species of arboreal rat, genus Oecomys (Rodentia, Cricetidae) from Chaco» (en anglès). Journal of Mammlogy, 2016. DOI: 10.1093/jmammal/gyw070. |
| Peromyscus gardneri            | Rodentia         | Lorenzo, Álvarez-Castañeda, Pérez-Consuegra i Patton | 2016 | Guatemala                                                                                         | Consuelo Lorenzo, Sergio T. Álvarez-Castañeda, Sergio G. Pérez-Consuegra, James L. Patton. «Revision of the Chiapan deer mouse, Peromyscus zarhynchus, with the description of a new species» (en anglès). Journal of Mammalogy, 97, 3, 2016, pàg. 910-918. DOI: 10.1093/jmammal/gyw018. |
| Rattus detentus                | Rodentia         | Timm, Weijola, Aplin, Flannery i Pine | 2016 | Papua Nova Guinea (Manus)                                                                         | Timm, R. M.; Weijola, V.; Aplin, K. P.; Donnellan, S. C.; Flannery, T. F.; Thomson, V.; Pine, R. H. «A new species of Rattus (Rodentia: Muridae) from Manus Island, Papua New Guinea» (en anglès). Journal of Mammalogy, 97, 3, 2016, pàg. 861-878. DOI: 10.1093/jmammal/gyw034. |
| Rhinolophus monticolus         | Chiroptera       | Soisook, Karapan, Srikrachang, Dejtaradol, Nualcharoen, Bumrungsri, Oo, Aung, Bates, Harutyunyan, Bús i Bogdanowicz | 2016 | Laos i Tailàndia                                                                                  | Soisook, P.; Karapan, S.; Srikrachang, M.; Dejtaradol, A.; Nualcharoen, K.; Bumrungsri, S.; Oo, S. S. L.; Aung, M.M.; Bates, P. J. J.; Harutyunyan, M.; Buś, M. M.; Bogdanowicz, W. «Hill Forest Dweller: A New Cryptic Species of Rhinolophus in the ‘pusillus Group’ (Chiroptera: Rhinolophidae) from Thailand and Lao PDR» (en anglès). Acta Chiropterologica, 18, 1, 2016, pàg. 117-139. DOI: 10.3161/15081109ACC2016.18.1.005.                                                                                               |
| Cheirogaleus grovesi           | Primates         | McLain, Lei, Frasier, Taylor, Bailey, Robertson, Nash, Randriamanana, Mittermeier i Louis | 2017 | Madagascar                                                                                        | Adam T. McLain; Runhua Lei; Cynthia L. Frasier; Justin M. Taylor; Carolyn A. Bailey; Brittani A. D. Robertson; Stephen D. Nash; Jean Claude Randriamanana; Russell A. Mittermeier; Edward E. Louis Jr. «New Cheirogaleus (Cheirogaleidae: Cheirogaleus crossleyi Group) Species from Southeastern Madagascar» (en anglès). Primate Conservation, 31, 2017, pàg. 27-36. |
| Chodsigoa hoffmanni            | Eulipotyphla     | Chen, He, Huang, Wan, Lin, Liu i Jiang | 2017 | Vietnam i Xina                                                                                    | Chen, Z.-Z.; He, K.; Huang, C.; Wan, T.; Lin, L.-K.; Liu, S.-Y.; Jiang, X.-L. «Integrative systematic analyses of the genus Chodsigoa (Mammalia: Eulipotyphla: Soricidae), with descriptions of new species» (en anglès). Zoological Journal of the Linnean Society, XX, 2017, pàg. 1-20. DOI: 10.1093/zoolinnean/zlw017. |
| Deltamys araucaria             | Primates         | Quintela, Bertuol, González, Cordeiro-Estrela, De Freitas i Gonçalves | 2017 | Brasil                                                                                            | Quintela, Fernando Marques; Bertuol, Fabrício; González, Enrique Manuel; Cordeiro-Estrela, Pedro; De Freitas, Thales Renato Ochotorena; Gonçalves, Gislene Lopes «A new species of Deltamys Thomas, 1917 (Rodentia: Cricetidae) endemic to the southern Brazilian Araucaria Forest and notes on the expanded phylogeographic scenario of D. kempi » (en anglès). Zootaxa, 4.294, 1, 2017, pàg. 71. DOI: 10.11646/zootaxa.4294.1.3. ISSN: 1175-5334.                                                                               |
| Galagoides kumbirensis         | Primates         | Svensson, Bersacola, Mills, Munds, Nijman, Perkin, Masters, Couette, Nekaris i Bearder | 2017 | Angola                                                                                            | Svensson, Magdalena S.; Bersacola, Elena; Mills, Michael S. L.; Munds, Rachel A.; Nijman, Vincent; Perkin, Andrew; Masters, Judith C.; Couette, Sébastien; Nekaris, K. Anne-Isola «A giant among dwarfs: a new species of galago (Primates: Galagidae) from Angola» (en anglès). American Journal of Physical Anthropology, 163, 1, 2017, pàg. 30–43. DOI: 10.1002/ajpa.23175. ISSN: 00029483. |
| Hapalomys suntsovi             | Rodentia         | Abràmov, Balàkirev i Rojnov | 2017 | Vietnam                                                                                           | Abràmov, A. V.; Balàkirev, A. I.; Rojnov, V. V. «New insights into the taxonomy of the marmoset rats Hapalomys (Rodentia: Muridae)» (en anglès). Raffles Bulletin of Zoology, 65, 2017, pàg. 20-28. |
| Hoolock tianxing               | Primates         | Fan, He, Chen, Ortiz, Zhang, Zhao, Li, Zhang, Kimock, Wang, Groves, Turvey, Roos, Helgen i Jiang | 2017 | Myanmar i Xina                                                                                    | Fan, P-F; He, K; Chen, X; Ortiz, A; Zhang, B; Zhao, C; Li, Y-Q,; Zhang, H-B; Kimock, C «Description of a new species of Hoolock gibbon (Primates: Hylobatidae) based on integrative taxonomy.» (en anglès). American Journal of Primatology. Wiley Periodicals, Inc., 9.999, 2017, pàg. 1–17. DOI: 10.1002/ajp.22631. ISSN: 1098-2345 [Consulta: 11 gener 2017]. |
| Hsunycteris dashe              | Chiroptera       | Velazco, Soto-Centeno, Fleck, Voss i Simmons | 2017 | Perú                                                                                              | Velazco, P. M.; Soto-Centeno, J. A.; Fleck, D. W.; Voss, R. S.; Simmons, N. B. «A new species of nectar-feeding bat of the genus Hsunycteris (Phyllostomidae, Lonchophyllinae) from northeastern Peru» (en anglès). American Museum Novitates, 3,881, 2017, pàg. 1-26. |
| Kerivoula furva                | Chiroptera       | Kuo, Soisook, Ho, Csorba i Rossiter | 2017 | Índia, Myanmar, Taiwan i Xina                                                                     | Kuo, Hao-Chih; Soisook, Pipat; Ho, Ying-Yi; Csorba, Gabor; Wang, Chun-Neng; Rossiter, Stephen J. «A Taxonomic Revision of the Kerivoula hardwickii Complex (Chiroptera: Vespertilionidae) with the Description of a New Species» (en anglès). Acta Chiropterologica, 19, 1, 2017, pàg. 19-39. DOI: 10.3161/15081109ACC2017.19.1.002. ISSN: 1508-1109. |
| Laephotis stanleyi             | Chiroptera       | Goodman, Kearney, Ratsimbazafy i Hassanin | 2017 | Malawi, Moçambic, Sud-àfrica, Tanzània, Zàmbia i Zimbabwe                                         | Goodman, S. M.; Kearney, T.; Ratsimbazafy, M. M.; Hassanin, A. «Description of a new species of Neoromicia (Chiroptera: Vespertilionidae) from southern Africa: A name for "N. cf. melckorum"» (en anglès). Zootaxa, 4.236, 2, 2017, pàg. 351-374. |
| Monodelphis saci               | Didelphimorphia  | Pavan, Mendes-Oliveira i Voss | 2017 | Brasil (Acre, Mato Grosso, Pará i Rondônia)                                                       | Pavan, S. E.; Mendes-Oliveira, A. C.; Voss, R. S. «A new species of Monodelphis (Didelphimorphia, Didelphidae) from the Brazilian Amazon» (en anglès). American Museum Novitates, 3872, 2017, pàg. 1-20. |
| Murina hkakaboraziensis        | Chiroptera       | Soisook, Thaw, Kyaw, Lin Oo, Pimsai, Suarez-Rubio i Renner | 2017 | Myanmar                                                                                           | Soisook, Pipat; Thaw, Win Naing; Kyaw, Myint; Lin Oo, Sai Sein; Pimsai, Awatsaya; Suarez-Rubio, Marcela; Renner, Swen C. «A new species of Murina (Chiroptera: Vespertilionidae) from sub-Himalayan forests of northern Myanmar» (en anglès). Zootaxa, 4.320, 1, 2017, pàg. 159. DOI: 10.11646/zootaxa.4320.1.9. ISSN: 1175-5334. |
| Myotis attenboroughi           | Chiroptera       | Moratelli, Wilson, Novaes, Helgen i Gutiérrez | 2017 | Trinitat i Tobago                                                                                 | Moratelli, Ricardo; Wilson, Don E; Novaes, Roberto L M; Helgen, Kristofer M; Gutiérrez, Eliécer E «Caribbean Myotis (Chiroptera, Vespertilionidae), with description of a new species from Trinidad and Tobago» (en anglès). Journal of Mammalogy, 98, 4, 2017, pàg. 994-1008. DOI: 10.1093/jmammal/gyx062. ISSN: 0022-2372. |
| Neacomys vargasllosai          | Rodentia         | Hurtado i Pacheco | 2017 | Bolívia i Perú                                                                                    | Hurtado, N.; Pacheco, V. «Revision of Neacomys spinosus (Thomas, 1882) (Rodentia: Cricetidae) with emphasis on Peruvian populations and the description of a new species» (en anglès). Zootaxa, 4.242, 3, 2017, pàg. 401-440. |
| Neodon medogensis              | Rodentia         | S. Liu, Jin, Y. Liu, Murphy, Lv, Hao, Liao, Sun, Tang, Chen i Fu | 2017 | Xina (Tibet)                                                                                      | Liu, S.; Jin, W.; Liu, Y.; Murphy, R. W.; Lv, B.; Hao, H.; Liao, R.; Sun, Z.; Tang, M.; Chen, W.; Fu, J. «Taxonomic position of Chinese voles of the tribe Arvicolini and the description of 2 new species from Xizang, China» (en anglès). Journal of Mammalogy, 98, 1, 2017, pàg. 166-182. DOI: 10.1093/jmammal/gyw170. |
| Neodon nyalamensis             | Rodentia         | S. Liu, Jin, Y. Liu, Murphy, Lv, Hao, Liao, Sun, Tang, Chen i Fu | 2017 | Xina (Tibet)                                                                                      | Liu, S.; Jin, W.; Liu, Y.; Murphy, R. W.; Lv, B.; Hao, H.; Liao, R.; Sun, Z.; Tang, M.; Chen, W.; Fu, J. «Taxonomic position of Chinese voles of the tribe Arvicolini and the description of 2 new species from Xizang, China» (en anglès). Journal of Mammalogy, 98, 1, 2017, pàg. 166-182. DOI: 10.1093/jmammal/gyw170. |
| Nyctimene wrightae             | Chiroptera       | Irwin | 2017 | Indonèsia i Papua Nova Guinea                                                                     | Irwin, Nancy «A new tube-nosed fruit bat from New Guinea, Nyctimene wrightae sp. nov., a re-diagnosis of N. certans and N. cyclotis (Pteropodidae: Chiroptera), and a review of their conservation status» (PDF) (en anglès). Records of the Australian Museum, 69, 2, 2017, pàg. 73-100. DOI: 10.3853/j.2201-4349.69.2017.1654. ISSN: 00671975. |
| Ototylomys chiapensis          | Rodentia         | Porter, Beasley, Ordóñez-Garcia, Lindsey, Rogers, Lewis-Rogers, Sites i Bradley | 2017 | Mèxic (Chiapas)                                                                                   | «A new species of big-eared climbing rat, genus Ototylomys (Cricetidae, Tylomyinae) from Chiapas, Mexico» (en anglès). Journal of Mammalogy, 98, 5, 2017, pàg. 1.310-1.329. DOI: 10.1093/jmammal/gyx096. |
| Peromyscus kilpatricki         | Rodentia         | Bradley, Ordóñez-Garza, Ceballos, Rogers i Schmidly | 2017 | Mèxic (Michoacán i Morelos)                                                                       | Bradley, R. D.; Ordóñez-Garza, N.; Ceballos, G.; Rogers, D. S.; Schmidly, D. J. «A new species in the Peromyscus boylii species group (Cricetidae: Neotominae) from Michoacán, México» (en anglès). Journal of Mammalogy, 98, 1, 2017, pàg. 154-165. DOI: 10.1093/jmammal/gyw160. |
| Pongo tapanuliensis            | Primates         | Nater, Mattle-Greminger, Nurcahyo, Nowak, De Manuel, Desai, Groves, Pybus, Sonay, Roos, Lameira, Wich, Askew, Davila-Ross, Fredriksson, De Valles, Casals, Prado-Martinez, Goossens, Verschoor, Warren, Singleton, Marques, Pamungkas, Perwitasari-Farajallah, Rianti, Tuuga, Gut, Gut, Orozco-ter Wengel, Van Schaik, Bertranpetit, Aníssimova, Scally, Marques-Bonet, Meijaard i Krützen | 2017 | Indonèsia                                                                                         | Nater, A.; Mattle-Greminger, M. P.; Nurcahyo, A.; Nowak, M. G.; De Manuel, M.; Desai, T.; Groves, C.; Pybus, M.; Sonay, T. B. «Morphometric, Behavioral, and Genomic Evidence for a New Orangutan Species». Current Biology, 2017. DOI: 10.1016/j.cub.2017.09.047. ISSN: 09609822. |
| Rhipidomys albujai             | Rodentia         | Brito i Ojala-Barbour | 2017 | Equador                                                                                           | Brito, J. M.; Tinoco, N.; Chávez, D.; Moreno-Cárdenas, P.; Batallas, D.; Ojala-Barbour, R. «New species of arboreal rat of the genus Rhipidomys (Cricetidae, Sigmodontinae) from Sangay National Park, Ecuador» (en anglès). Neotropical Biodiversity, 3, 1, 2017, pàg. 65-79. DOI: 10.1080/23766808.2017.1292755. |
| Sorex madrensis                | Eulipotyphla     | Matson i Ordóñez-Garza | 2017 | Guatemala                                                                                         | Matson, J. O.; Ordóñez-Garza, N. «The taxonomic status of Long-tailed shrews (Mammalia: genus Sorex) from Nuclear Central America» (en anglès). Zootaxa, 4.236, 3, 2017, pàg. 461-483. |
| Sorex mccarthyi                | Eulipotyphla     | Matson i Ordóñez-Garza | 2017 | Hondures                                                                                          | Matson, J. O.; Ordóñez-Garza, N. «The taxonomic status of Long-tailed shrews (Mammalia: genus Sorex) from Nuclear Central America» (en anglès). Zootaxa, 4.236, 3, 2017, pàg. 461-483. |
| Sturnira adrianae              | Chiroptera       | Molinari, Bustos, Burneo, Camacho, Moreno i Fermín | 2017 | Colòmbia i Veneçuela                                                                              | Molinari, J.; Bustos, X. E.; Burneo, S. F.; Camacho, M. A.; Moreno, A.; Fermín, G. «A new polytypic species of yellow-shouldered bats, genus Sturnira (Mammalia: Chiroptera: Phyllostomidae), from the Andean and coastal mountain systems of Venezuela and Colombia» (en anglès). Zootaxa, 4.243, 1, 2017, pàg. 75-96. DOI: 10.11646/zootaxa.4243.1.3. |
| Sylvilagus parentum            | Lagomorpha       | Ruedas | 2017 | Surinam                                                                                           | Ruedas, L. «A new species of cottontail rabbit (Lagomorpha: Leporidae: Sylvilagus) from Suriname, with comments on the taxonomy of allied taxa from northern South America» (en anglès). Journal of Mammalogy, 98, 4, 2017, pàg. 1.042-1.059. DOI: 10.1093/jmammal/gyx048. |
| Tarsius spectrumgurskyae       | Primates         | Shekelle, Groves, Maryanto i Mittermeier | 2017 | Indonèsia                                                                                         | Shekelle, M.; Groves, C. P.; Maryanto, I.; Mittermeier, R. A. «Two New Tarsier Species (Tarsiidae, Primates) and the Biogeography of Sulawesi, Indonesia» (en anglès). Primate Conservation, 31, 2017, pàg. 61–69. DOI: 10.11646/zootaxa.4243.1.3. |
| Tarsius supriatnai             | Primates         | Shekelle, Groves, Maryanto i Mittermeier | 2017 | Indonèsia                                                                                         | Shekelle, M.; Groves, C. P.; Maryanto, I.; Mittermeier, R. A. «Two New Tarsier Species (Tarsiidae, Primates) and the Biogeography of Sulawesi, Indonesia» (en anglès). Primate Conservation, 31, 2017, pàg. 61–69. DOI: 10.11646/zootaxa.4243.1.3. |
| Tylonycteris tonkinensis       | Chiroptera       | Tu, Csorba, Ruedi i Hassanin | 2017 | Laos i Vietnam                                                                                    | Tu, V. T.; Csorba, G.; Ruedi, M.; Furey, N. M.; Son, N. T.; Thong, V. D.; Bonillo, C.; Hassanin, A. «Comparative phylogeography of bamboo bats of the genus Tylonycteris (Chiroptera, Vespertilionidae) in Southeast Asia» (en anglès). European Journal of Taxonomy, 274, 2017, pàg. 1-38. DOI: 10.5852/ejt.2017.274. |
| Typhlomys nanus                | Rodentia         | Cheng, He, Chen, Zhang, Wan, Li, Zhang i Jiang | 2017 | Xina                                                                                              | Cheng, Feng; He, Kai; Chen, Zhong-Zheng; Zhang, Bin; Wan, Tao; Li, Jia-Tang; Zhang, Bao-Wei; Jiang, Xue-Long «Phylogeny and systematic revision of the genus Typhlomys (Rodentia, Platacanthomyidae), with description of a new species» (en anglès). Journal of Mammalogy, 98, 3, 2017, pàg. 731–743. DOI: 10.1093/jmammal/gyx016. ISSN: 0022-2372. |
| Uromys vika                    | Rodentia         | Lavery i Judge | 2017 | Salomó                                                                                            | Lavery, T. H.; Judge, H. «A new species of giant rat (Muridae, Uromys) from Vangunu, Solomon Islands». Journal of Mammalogy, 98 (6) (2017): 1.518-1.530. |
| Alexandromys alpinus           | Rodentia         | Lissovski, Iatstentiuk, Petrova i Abramson | 2018 | Mongòlia i Rússia                                                                                 | Lissovski, A. A.; Petrova, T. V.; Iatsentiuk, S. P.; Golenísxev, F. N.; Putíntsev, N. I.; Abramson, I. V.; Xeremétieva, I. N. «Multilocus phylogeny and taxonomy of East Asian voles Alexandromys (Rodentia, Arvicolinae)» (en anglès). Zoologica Scripta, 47, 2018, pàg. 9-20. DOI: 10.1111/zsc.12261. |
| Callosciurus honkhoaiensis     | Rodentia         | Nguyen, Oshida, Dang, Bui i Motokawa | 2018 | Vietnam                                                                                           | «A new species of squirrel (Sciuridae: Callosciurus) from an isolated island off the Indochina Peninsula in southern Vietnam» (en anglès). Journal of Mammalogy, 99, 4, 2018, pàg. 813-825. DOI: 10.1093/jmammal/gyy061. |
| Cassistrellus yokdonensis      | Chiroptera       | Ruedi, Eger, Lim i Csorba | 2018 | Vietnam                                                                                           | Ruedi, Manuel; Eger, Judith L; Lim, Burton K; Csorba, Gábor «A new genus and species of vespertilionid bat from the Indomalayan Region» (en anglès). Journal of Mammalogy, 99, 1, 2018, pàg. 209-222. DOI: 10.1093/jmammal/gyx156. ISSN: 0022-2372. |
| Cryptotis evaristoi            | Eulipotyphla     | Zeballos, Pino, Medina, Pari, Chávez, Tinoco i Ceballos | 2018 | Perú                                                                                              | Zeballos, Horacio; Pino, Kateryn; Medina, César E.; Pari, Alexander; Chávez, Daniel; Tinoco, Nicolás; Ceballos, Gerardo «A new species of small-eared shrew of the genus Cryptotis (Mammalia, Eulipotyphla, Soricidae) from the northernmost Peruvian Andes» (en anglès). Zootaxa, 4.377, 1, 2018, pàg. 51. DOI: 10.11646/zootaxa.4377.1.4. ISSN: 1175-5334. |
| Cyclopes rufus                 | Pilosa           | Miranda, Casali, Perini, Machado i Santos | 2018 | Brasil                                                                                            | Miranda, Flávia R; Casali, Daniel M; Perini, Fernando A; Machado, Fabio A.; Santos, Fabrício R «Taxonomic review of the genus Cyclopes Gray, 1821 (Xenarthra: Pilosa), with the revalidation and description of new species» (en anglès). Zoological Journal of the Linnean Society, 183, 3, 2018, pàg. 687-721. DOI: 10.1093/zoolinnean/zlx079. ISSN: 0024-4082. |
| Cyclopes thomasi               | Pilosa           | Miranda, Casali, Perini, Machado i Santos | 2018 | Brasil i Perú                                                                                     | Miranda, Flávia R; Casali, Daniel M; Perini, Fernando A; Machado, Fabio A.; Santos, Fabrício R «Taxonomic review of the genus Cyclopes Gray, 1821 (Xenarthra: Pilosa), with the revalidation and description of new species» (en anglès). Zoological Journal of the Linnean Society, 183, 3, 2018, pàg. 687-721. DOI: 10.1093/zoolinnean/zlx079. ISSN: 0024-4082. |
| Cyclopes xinguensis            | Pilosa           | Miranda, Casali, Perini, Machado i Santos | 2018 | Brasil                                                                                            | Miranda, Flávia R; Casali, Daniel M; Perini, Fernando A; Machado, Fabio A.; Santos, Fabrício R «Taxonomic review of the genus Cyclopes Gray, 1821 (Xenarthra: Pilosa), with the revalidation and description of new species» (en anglès). Zoological Journal of the Linnean Society, 183, 3, 2018, pàg. 687-721. DOI: 10.1093/zoolinnean/zlx079. ISSN: 0024-4082. |
| Cynomops freemani              | Chiroptera       | Moras, Gregorin, Sattler i Tavares | 2018 | Panamà                                                                                            | Moras, Ligiane M.; Gregorin, Renato; Sattler, Thomas; Tavares, Valéria da C. «Uncovering the diversity of dog-faced bats of the genus Cynomops (Chiroptera: Molossidae), with the redescription of C. milleri and the description of two new species» (en anglès). Mammalian Biology, 89, 2018, pàg. 37-51. DOI: 10.1016/j.mambio.2017.12.005. ISSN: 16165047. |
| Cynomops tonkigui              | Chiroptera       | Moras, Gregorin, Sattler i Tavares | 2018 | Colòmbia i Equador                                                                                | Moras, Ligiane M.; Gregorin, Renato; Sattler, Thomas; Tavares, Valéria da C. «Uncovering the diversity of dog-faced bats of the genus Cynomops (Chiroptera: Molossidae), with the redescription of C. milleri and the description of two new species» (en anglès). Mammalian Biology, 89, 2018, pàg. 37-51. DOI: 10.1016/j.mambio.2017.12.005. ISSN: 16165047. |
| Glauconycteris atra            | Chiroptera       | Hassanin, Colombo, Gembu, Merle, Tu, Görföl, Musaba Akawa, Csorba, Kearney, Monadjem i Ing | 2018 | República Democràtica del Congo                                                                   | Hassanin, Alexandre; Colombo, Raphaël; Gembu, Guy-Crispin; Merle, Marie; Tu, Vuong Tan; Görföl, Tamás; Akawa, Prescott Musaba; Csorba, Gábor; Kearney, Teresa «Multilocus phylogeny and species delimitation within the genus Glauconycteris (Chiroptera, Vespertilionidae), with the description of a new bat species from the Tshopo Province of the Democratic Republic of the Congo». Journal of Zoological Systematics and Evolutionary Research, 56, 1, 2018, pàg. 1-22. DOI: 10.1111/jzs.12176. ISSN: 09475745.            |
| Halmaheramys wallacei          | Rodentia         | Fabre, Reeve, Fitriana, Aplin i Helgen | 2018 | Indonèsia                                                                                         | Fabre, Pierre-Henri; Reeve, Andrew Hart; Fitriana, Yuli S; Aplin, Ken P; Helgen, Kristofer M «A new species of Halmaheramys (Rodentia: Muridae) from Bisa and Obi Islands (North Maluku Province, Indonesia)» (en anglès). Journal of Mammalogy, 99, 1, 2018, pàg. 187-208. DOI: 10.1093/jmammal/gyx160. ISSN: 0022-2372. |
| Mesechinus wangi               | Eulipotyphla     | Ai, He, Chen, Li, Wan, Li, Nie, Wang, Su i Jiang | 2018 | Xina                                                                                              | Ai, H. S; He, K; Chen, Z. Z; Li, J. Q.; Wan, T; Li, Q; Nie, W. H; Wang, J. H; Su, W. T «Taxonomic revision of the genus Mesechinus (Mammalia: Erinaceidae) with description of a new species» (en anglès). Zoological Research, 39, 5, 2018, pàg. 1–13. |
| Molossus fentoni               | Chiroptera       | Loureiro, Lim i Engstrom | 2018 | Equador i Guyana                                                                                  | Loureiro, Livia O.; Lim, Burton K.; Engstrom, Mark D. «A new species of mastiff bat (Chiroptera, Molossidae, Molossus) from Guyana and Ecuador» (en anglès). Mammalian Biology, 90, 2018, pàg. 10-21. DOI: 10.1016/j.mambio.2018.01.008. ISSN: 16165047. |
| Neacomys macedoruizi           | Rodentia         | Sánchez-Vendizú, Pacheco i Vivas-Ruiz | 2018 | Perú                                                                                              | Sánchez-Vendizú, Pamela; Pacheco, Víctor; Vivas-Ruiz, Dan «An Introduction to the Systematics of Small-Bodied Neacomys (Rodentia: Cricetidae) from Peru with Descriptions of Two New Species» (en anglès). American Museum Novitates, 3.913, 2018, pàg. 1-38. DOI: 10.1206/3913.1. ISSN: 0003-0082. |
| Neacomys rosalindae            | Rodentia         | Sánchez-Vendizú, Pacheco i Vivas-Ruiz | 2018 | Equador i Perú                                                                                    | Sánchez-Vendizú, Pamela; Pacheco, Víctor; Vivas-Ruiz, Dan «An Introduction to the Systematics of Small-Bodied Neacomys (Rodentia: Cricetidae) from Peru with Descriptions of Two New Species» (en anglès). American Museum Novitates, 3.913, 2018, pàg. 1-38. DOI: 10.1206/3913.1. ISSN: 0003-0082. |
| Oligoryzomys pachecoi          | Rodentia         | Hurtado i D'Elía | 2018 | Bolívia                                                                                           | Hurtado, Natalí; D'Elía, Guillermo «A new species of long-tailed mouse, genus Oligoryzomys Bangs, 1900 (Rodentia: Cricetidae), from the Bolivian Yungas» (en anglès). Zootaxa, 4.500, 3, 2018, pàg. 341. DOI: 10.11646/zootaxa.4500.3.3. ISSN: 1175-5334. |
| Palawanosorex muscorum         | Eulipotyphla     | Hutterer, Balete, Giarla, Heaney i Esselstyn | 2018 | Filipines                                                                                         | Hutterer, Rainer; Balete, Danilo S; Giarla, Thomas C; Heaney, Lawrence R; Esselstyn, Jacob A «A new genus and species of shrew (Mammalia: Soricidae) from Palawan Island, Philippines» (en anglès). Journal of Mammalogy, 99, 3, 2018, pàg. 518–536. DOI: 10.1093/jmammal/gyy041. ISSN: 0022-2372. |
| Philander pebas                | Didelphimorphia  | Voss, Díaz-Nieto i Jansa | 2018 | Brasil, Equador i Perú                                                                            | Voss, Robert S.; Díaz-Nieto, Juan F.; Jansa, Sharon A. «A Revision of Philander (Marsupialia: Didelphidae), Part 1: P. quica, P. canus, and a New Species from Amazonia» (en anglès). American Museum Novitates, 3891, 3.891, 2018, pàg. 1–70. DOI: 10.1206/3891.1. ISSN: 0003-0082. |
| Pteronotus alitonus            | Chiroptera       | Pavan, Bobrowiec i Percequillo | 2018 | Brasil, Guaiana Francesa, Guyana i Surinam                                                        | «Geographic variation in a South American clade of mormoopid bats, Pteronotus (Phyllodia), with description of a new species» (en anglès). Journal of Mammalogy, 99, 3, 2018, pàg. 624-645. DOI: 10.1093/jmammal/gyy048. |
| Rhinolophus gorongosae         | Chiroptera       | Taylor, Macdonald, Goodman, Kearney i Cotterill | 2018 | Moçambic                                                                                          | Taylor, P. J.; Macdonald, A.; Goodman, S. M.; Kearney, T.; Cotterill, F. P. D.; Stoffberg, S.; Monadjem, A.; Schoeman, M. C.; Guyton, J. «Integrative taxonomy resolves three new cryptic species of small southern African horseshoe bats (Rhinolophus)». Zoological Journal of the Linnean Society, 2018. DOI: 10.1093/zoolinnean/zly024. ISSN: 0024-4082. |
| Talpa martinorum               | Eulipotyphla     | Kryštufek, Nediàlkov, Astrin i Hutterer | 2018 | Bulgària i Turquia                                                                                | Kryštufek, Boris; Nediàlkov, Nedko; Astrin, Jonas J.; Hutterer, Rainer «News from the Balkan refugium: Thrace has an endemic mole species (Mammalia: Talpidae)» (PDF) (en anglès). Bonn Zoological Bulletin, 67, 1, 2018, pàg. 41–57. |
| Tanyuromys thomasleei          | Rodentia         | Timm, Pine i Hanson | 2018 | Equador                                                                                           | «A new species of Tanyuromys Pine, Timm, and Weksler, 2012 (Cricetidae: Oryzomyini), with comments on relationships within the Oryzomyini» (en anglès). Journal of Mammalogy, 99, 3, pàg. 608–623. DOI: 10.1093/jmammal/gyy042. |
| Berardius minimus              | Cetacea          | Yamada, Kitamura i Matsuishi | 2019 | Nord de l'oceà Pacífic                                                                            | Yamada, Tadasu K.; Kitamura, Shino; Abe, Syuiti; Tajima, Yuko; Matsuda, Ayaka; Mead, James G.; Matsuishi, Takashi F. «Description of a new species of beaked whale (Berardius) found in the North Pacific» (en anglès). Scientific Reports, 9, 1, 2019. DOI: 10.1038/s41598-019-46703-w. ISSN: 2045-2322. |
| Biswamoyopterus gaoligongensis | Rodentia         | Li, Li, Jackson, Li, Jiang, Zhao, Song i Jiang | 2019 | Xina                                                                                              | Li, Quan; Li, Xue-You; Jackson, Stephen M.; Li, Fei; Jiang, Ming; Zhao, Wei; Song, Wen-Yu; Jiang, Xue-Long «Discovery and description of a mysterious Asian flying squirrel (Rodentia, Sciuridae, Biswamoyopterus) from Mount Gaoligong, southwest China» (en anglès). ZooKeys, 864, 2019, pàg. 147-160. DOI: 10.3897/zookeys.864.33678. ISSN: 1313-2970. |
| Cryptotis eckerlini            | Eulipotyphla     | Woodman | 2019 | Guatemala                                                                                         | Woodman, N. «Three New Species of Small-eared Shrews, Genus Cryptotis, from El Salvador, Guatemala, and Honduras (Mammalia: Eulipotyphla: Soricidae)» (en anglès). Special Publications, Museum of Texas Tech University, 72, 2019. ISSN: 0149-1768. |
| Cryptotis matsoni              | Eulipotyphla     | Woodman | 2019 | Guatemala                                                                                         | Woodman, N. «Three New Species of Small-eared Shrews, Genus Cryptotis, from El Salvador, Guatemala, and Honduras (Mammalia: Eulipotyphla: Soricidae)» (en anglès). Special Publications, Museum of Texas Tech University, 72, 2019. ISSN: 0149-1768. |
| Cryptotis montecristo          | Eulipotyphla     | Woodman | 2019 | El Salvador, Guatemala i Hondures                                                                 | Woodman, N. «Three New Species of Small-eared Shrews, Genus Cryptotis, from El Salvador, Guatemala, and Honduras (Mammalia: Eulipotyphla: Soricidae)» (en anglès). Special Publications, Museum of Texas Tech University, 72, 2019. ISSN: 0149-1768. |
| Eothenomys jinyangensis        | Rodentia         | S.-Y. Liu, Chen, He, Tang, Y. Liu, Jin, S. Li, Q. Li, Zeng, Sun, Fu, Liao, Meng, Wang, Jiang i Murphy | 2019 | Xina (Sichuan)                                                                                    | «Molecular phylogeny and taxonomy of subgenus Eothenomys (Cricetidae: Arvicolinae: Eothenomys) with the description of four new species from Sichuan, China» (en anglès). Zoological Journal of the Linnean Society, 186, 2, 2019, pàg. 569-598. DOI: 10.1093/zoolinnean/zly071. |
| Eothenomys luojishanensis      | Rodentia         | S.-Y. Liu, Chen, He, Tang, Y. Liu, Jin, S. Li, Q. Li, Zeng, Sun, Fu, Liao, Meng, Wang, Jiang i Murphy | 2019 | Xina (Sichuan)                                                                                    | «Molecular phylogeny and taxonomy of subgenus Eothenomys (Cricetidae: Arvicolinae: Eothenomys) with the description of four new species from Sichuan, China» (en anglès). Zoological Journal of the Linnean Society, 186, 2, 2019, pàg. 569-598. DOI: 10.1093/zoolinnean/zly071. |
| Eothenomys meiguensis          | Rodentia         | S.-Y. Liu, Chen, He, Tang, Y. Liu, Jin, S. Li, Q. Li, Zeng, Sun, Fu, Liao, Meng, Wang, Jiang i Murphy | 2019 | Xina (Sichuan)                                                                                    | «Molecular phylogeny and taxonomy of subgenus Eothenomys (Cricetidae: Arvicolinae: Eothenomys) with the description of four new species from Sichuan, China» (en anglès). Zoological Journal of the Linnean Society, 186, 2, 2019, pàg. 569-598. DOI: 10.1093/zoolinnean/zly071. |
| Eothenomys shimianensis        | Rodentia         | S.-Y. Liu, Chen, He, Tang, Y. Liu, Jin, S. Li, Q. Li, Zeng, Sun, Fu, Liao, Meng, Wang, Jiang i Murphy | 2019 | Xina (Sichuan)                                                                                    | «Molecular phylogeny and taxonomy of subgenus Eothenomys (Cricetidae: Arvicolinae: Eothenomys) with the description of four new species from Sichuan, China» (en anglès). Zoological Journal of the Linnean Society, 186, 2, 2019, pàg. 569-598. DOI: 10.1093/zoolinnean/zly071. |
| Eptesicus ulapesensis          | Chiroptera       | Sánchez, Montani, Tomasco, Díaz i Barquez | 2019 | Argentina (La Rioja i Mendoza)                                                                    | «A new species of Eptesicus (Chiroptera, Vespertilionidae) from Argentina» (en anglès). Journal of Mammalogy, 100, 1, 2019, pàg. 118-129. DOI: 10.1093/jmammal/gyz009. |
| Ichthyomys pinei               | Rodentia         | Fernández De Córdova, Nivelo-Villavicencio, Reyes-Puig, Pardiñas i Brito | 2019 | Equador                                                                                           | Fernández De Córdova, J.; Nivelo-Villavicencio, C.; Reyes-Puig, C.; Pardiñas, U. F. J.; Brito, J. «A new species of crab-eating rat of the genus Ichthyomys, from Ecuador (Rodentia, Cricetidae, Sigmodontinae)» (en anglès). Mammalia, 2019. DOI: 10.1515/mammalia-2019-0022. ISSN: 1864-1547. |
| Mico munduruku                 | Primates         | Costa-Araújo, Farias i Hrbek | 2019 | Brasil                                                                                            | Costa-Araújo, Rodrigo; de Melo, Fabiano R.; Canale, Gustavo Rodrigues; Hernández-Rangel, Sandra M.; Messias, Mariluce Rezende; Rossi, Rogério Vieira; Silva, Felipe E.; da Silva, Maria Nazareth Ferreira; Nash, Stephen D. «The Munduruku marmoset: a new monkey species from southern Amazonia» (en anglès). PeerJ, 7, 2019, pàg. e7019. DOI: 10.7717/peerj.7019. ISSN: 2167-8359. |
| Monodelphis vossi              | Didelphimorphia  | Pavan | 2019 | Brasil (Roraima)                                                                                  | «A revision of the Monodelphis glirina group (Didelphidae: Marmosini), with a description of a new species from Roraima, Brazil» (en anglès). Journal of Mammalogy, 100, 1, 2019, pàg. 103-117. DOI: 10.1093/jmammal/gyy165. |
| Myotis bakeri                  | Chiroptera       | Moratelli, Novaes, Carrión Bonilla i Wilson | 2019 | Perú                                                                                              | Moratelli, R.; Novaes, R. L. M.; Carrión Bonilla, C.; Wilson, D. E.. «A new species of Myotis (Chiroptera, Vespertilionidae) from Peru». A: Bradley, R. D.; Genoways, H. H.; Schmidly, D. J.; Bradley, L. C.. From field to laboratory: a memorial volume in honor of Robert J. Baker (en anglès). Special Publications, Museum of Texas Tech University, 2019, p. 239-256. |
| Nycticeinops macrocephalus     | Chiroptera       | Hutterer i Kerbis Peterhans | 2019 | República Democràtica del Congo                                                                   | Hutterer, R.; Kerbis Peterhans, J. «A further new species of vesper bat from Central Africa (Chiroptera: Vespertilionidae)» (en anglès). Lynx, 50, 2019, pàg. 51-59. |
| Oxymycterus itapeby            | Rodentia         | Peçanha, Quintela, Ribas, Althoff, Maestri, Gonçalves i De Freitas | 2019 | Brasil                                                                                            | «A new species of Oxymycterus (Rodentia: Cricetidae: Sigmodontinae) from a transitional area of Cerrado – Atlantic Forest in southeastern Brazil» (en anglès). Journal of Mammalogy, 100, 2, 2019, pàg. 578–598. DOI: 10.1093/jmammal/gyz060. |
| Myotis crypticus               | Chiroptera       | Ruedi, Ibáñez, Salicini, Juste i Puechmaille | 2019 | Àustria, Espanya, França, Itàlia i Suïssa                                                         | Juste, Javier; Ruedi, Manuel; Puechmaille, Sébastien J.; Salicini, Irene; Ibáñez, Carlos «Two New Cryptic Bat Species within the Myotis nattereri Species Complex (Vespertilionidae, Chiroptera) from the Western Palaearctic» (en anglès). Acta Chiropterologica, 20, 2, 2019, pàg. 285. DOI: 10.3161/15081109ACC2018.20.2.001. ISSN: 1508-1109. |
| Myotis zenatius                | Chiroptera       | Ibáñez, Juste, Salicini, Puechmaille i Ruedi | 2019 | Algèria, Marroc i Tunísia                                                                         | Juste, Javier; Ruedi, Manuel; Puechmaille, Sébastien J.; Salicini, Irene; Ibáñez, Carlos «Two New Cryptic Bat Species within the Myotis nattereri Species Complex (Vespertilionidae, Chiroptera) from the Western Palaearctic» (en anglès). Acta Chiropterologica, 20, 2, 2019, pàg. 285. DOI: 10.3161/15081109ACC2018.20.2.001. ISSN: 1508-1109. |
| Nycticeinops happoldorum       | Chiroptera       | Hutterer, Decher, Monadjem i Astrin | 2019 | Guinea i Libèria                                                                                  | Hutterer, Rainer; Decher, Jan; Monadjem, Ara; Astrin, Jonas «A New Genus and Species of Vesper Bat from West Africa, with Notes on Hypsugo, Neoromicia, and Pipistrellus (Chiroptera: Vespertilionidae)» (en anglès). Acta Chiropterologica, 21, 1, 2019, pàg. 1. DOI: 10.3161/15081109ACC2019.21.1.001. ISSN: 1508-1109. |
| Plecturocebus grovesi          | Primates         | Boubli, Byrne, Da Silva, Silva-Júnior, Costa Araújo, Bertuol, Gonçalves, De Melo, Rylands, Mittermeier, Silva, Nash, Canale, Alencar, Rossi, Carneiro, Sampaio, Farias i Hrbek | 2019 | Brasil                                                                                            | Boubli, Jean P.; Byrne, Hazel; da Silva, Maria N. F.; Silva-Júnior, José; Costa Araújo, Rodrigo; Bertuol, Fabrício; Gonçalves, Jonas; de Melo, Fabiano R.; Rylands, Anthony B. «On a new species of titi monkey (Primates: Plecturocebus Byrne et al., 2016), from Alta Floresta, southern Amazon, Brazil» (en anglès). Molecular Phylogenetics and Evolution, 132, 2019, pàg. 117-137. DOI: 10.1016/j.ympev.2018.11.012. ISSN: 10557903.                                                                                         |
| Plecturocebus parecis          | Primates         | Gusmão, Messias, Carneiro, Schneider, De Alencar, Calouro, Dalponte, Mattos, Ferrari, Buss, De Azevedo, Júnior, Nash, Rylands i Barnett | 2019 | Brasil                                                                                            | Almério Câmara Gusmão, Mariluce Rezende Messias, Jeferson Costa Carneiro, Horacio Schneider, Thiago Bento de Alencar, Armando Muniz Calouro, Júlio Cesar Dalponte, Fabio de Souza Mattos, Stephen F. Ferrari, Gerson Buss, Renata Bocorny de Azevedo, Eduardo Marques Santos Júnior, Stephen D. Nash, Anthony B. Rylands i Adrian A. Barnett «A New Species of Titi Monkey, Plecturocebus Byrne et al., 2016 (Primates, Pitheciidae), from Southwestern Amazonia, Brazil» (en anglès). Primate Conservation, 33, 2019, pàg. 1–15. |
| Rhynchomys labo                | Rodentia         | Rickart, Balete, Timm, Alviola, Esselstyn i Heaney | 2019 | Filipines                                                                                         | Rickart, Eric A; Balete, Danilo S; Timm, Robert M; Alviola, Phillip A; Esselstyn, Jacob A; Heaney, Lawrence R «Two new species of shrew-rats (Rhynchomys: Muridae: Rodentia) from Luzon Island, Philippines» (en anglès). Journal of Mammalogy, 2019. DOI: 10.1093/jmammal/gyz066. ISSN: 0022-2372. |
| Rhynchomys mingan              | Rodentia         | Rickart, Balete, Timm, Alviola, Esselstyn i Heaney | 2019 | Filipines (Luzon)                                                                                 | Rickart, Eric A; Balete, Danilo S; Timm, Robert M; Alviola, Phillip A; Esselstyn, Jacob A; Heaney, Lawrence R «Two new species of shrew-rats (Rhynchomys: Muridae: Rodentia) from Luzon Island, Philippines» (en anglès). Journal of Mammalogy, 2019. DOI: 10.1093/jmammal/gyz066. ISSN: 0022-2372. |
| Sicista zhetysuica             | Rodentia         | Cserkész, Fülöp, Almerekova, Kondor, Laczkó i Sramkó | 2019 | Kazakhstan                                                                                        | Cserkész, T.; Fülöp, A.; Almerekova, Shyryn; Kondor, Tamás; Laczkó, Levente; Sramkó, G. «Phylogenetic and Morphological Analysis of Birch Mice (Genus Sicista, Family Sminthidae, Rodentia) in the Kazak Cradle with Description of a New Species» (en anglès). Journal of Mammalian Evolution, 26, 2019, pàg. 147-163. DOI: 10.1007/s10914-017-9409-6. |
| Sturnira giannae               | Chiroptera       | Velazco i Patterson | 2019 | Bolívia, Brasil, Equador, Guaiana Francesa, Guyana, Perú, Surinam, Trinitat i Tobago i Veneçuela. | Velazco, P. M.; Patterson, B. D. «Small mammals of the Mayo River Basin in northern Peru, with the description of a new species of Sturnira (Chiroptera, Phyllostomidae)» (en anglès). Bulletin of the American Museum of Natural History, 429, 2019, pàg. 1-70. DOI: 10.1206/0003-0090.429.1.1. |
| Tarsius niemitzi               | Rodentia         | Shekelle, Groves, Maryanto, Mittermeier, Salim i Springer | 2019 | Indonèsia                                                                                         | Shekelle, Myron; Groves, Colin P.; Maryanto, Ibnu; Mittermeier, Russell A.; Salim, Agus; Springer, Mark S. «A New Tarsier Species from the Togean Islands of Central Sulawesi, Indonesia, with References to Wallacea and Conservation on Sulawesi» (en anglès). Primate Conservation, 33, 2019. Arxivat de l'original el 2019-09-20 [Consulta: 22 setembre 2019]. |
| Thomasomys salazari            | Rodentia         | Brito, Tinoco, Curay, Vargas, Reyes-Puig, Romero, Pardiñas | 2019 | Equador                                                                                           | Brito, J.; Tinoco, N.; Curay, J.; Vargas, R.; Reyes-Puig, C.; Romero, V.; Pardiñas, U. «Diversidad insospechada en los Andes de Ecuador: filogenia del grupo "cinereus" de Thomasomys y descripción de una nueva especie (Rodentia, Cricetidae)» (en castellà). Mastozoología Neotropical, 26, 2, 2019, pàg. 308-330. DOI: 10.31687/saremMN.19.26.2.0.04. |

## Dècada del 2020
| Nom                         | Ordre           | Autor | Any  | Distribució                              | Referència |
| --------------------------- | --------------- | --- | ---- | ---------------------------------------- | --- |
| Colomys lumumbai            | Rodentia        | Kerbis Peterhans, Giarla i Demos | 2020 | Angola i República Democràtica del Congo | Giarla, T. C.; Demos, T. C.; Monadjem, A.; Hutterer, R.; Dalton, D.; Mamba, M. L.; Roff, E. A.; Mosher, F. M.; Mikeš, V.; Kofron, K. P.; Kerbis Peterhans, J. C. «Integrative Taxonomy and Phylogeography of Colomys and Nilopegamys (Rodentia: Murinae), Semi-aquatic Mice of Africa, with Descriptions of Two New Species» (en anglès). Zoological Journal of the Linnean Society, zlaa108, 2020. DOI: 10.1093/zoolinnean/zlaa108.                                                        |
| Colomys wologizi            | Rodentia        | Hutterer, Monadjem i Kerbis Peterhans | 2020 | Guinea i Libèria                         | Giarla, T. C.; Demos, T. C.; Monadjem, A.; Hutterer, R.; Dalton, D.; Mamba, M. L.; Roff, E. A.; Mosher, F. M.; Mikeš, V.; Kofron, K. P.; Kerbis Peterhans, J. C. «Integrative Taxonomy and Phylogeography of Colomys and Nilopegamys (Rodentia: Murinae), Semi-aquatic Mice of Africa, with Descriptions of Two New Species» (en anglès). Zoological Journal of the Linnean Society, zlaa108, 2020. DOI: 10.1093/zoolinnean/zlaa108.                                                        |
| Crocidura makeda            | Eulipotyphla    | Konečný, Hutterer, Meheretu i Bryja | 2020 | Etiòpia                                  | Konečný, A.; Hutterer, R.; Meheretu, Y.; Bryja, J. «Two new species of Crocidura (Mammalia: Soricidae) from Ethiopia and updates on the Ethiopian shrew fauna» (en anglès). Journal of Vertebrate Biology, 69, 2, 2020. DOI: 10.25225/jvb.20064. ISSN: 2694-7684. |
| Crocidura similiturba       | Eulipotyphla    | Konečný, Hutterer, Meheretu i Bryja | 2020 | Etiòpia                                  | Konečný, A.; Hutterer, R.; Meheretu, Y.; Bryja, J. «Two new species of Crocidura (Mammalia: Soricidae) from Ethiopia and updates on the Ethiopian shrew fauna» (en anglès). Journal of Vertebrate Biology, 69, 2, 2020. DOI: 10.25225/jvb.20064. ISSN: 2694-7684. |
| Ctenomys bidaui             | Rodentia        | Teta i D'Elía | 2020 | Argentina                                | Teta, P.; D'Elía, G. «Uncovering the species diversity of subterranean rodents at the end of the World: three new species of Patagonian tuco-tucos (Rodentia, Hystricomorpha, Ctenomys)» (en anglès). PeerJ, 8, 2020, pàg. e9259. DOI: 10.7717/peerj.9259. ISSN: 2167-8359. |
| Ctenomys contrerasi         | Rodentia        | Teta i D'Elía | 2020 | Argentina                                | Teta, P.; D'Elía, G. «Uncovering the species diversity of subterranean rodents at the end of the World: three new species of Patagonian tuco-tucos (Rodentia, Hystricomorpha, Ctenomys)» (en anglès). PeerJ, 8, 2020, pàg. e9259. DOI: 10.7717/peerj.9259. ISSN: 2167-8359. |
| Ctenomys thalesi            | Rodentia        | Teta i D'Elía | 2020 | Argentina                                | Teta, P.; D'Elía, G. «Uncovering the species diversity of subterranean rodents at the end of the World: three new species of Patagonian tuco-tucos (Rodentia, Hystricomorpha, Ctenomys)» (en anglès). PeerJ, 8, 2020, pàg. e9259. DOI: 10.7717/peerj.9259. ISSN: 2167-8359. |
| Hylomyscus mpungamachagorum | Rodentia        | Demos, Hutterer i Kerbis Peterhans | 2020 | Tanzània                                 | Kerbis Peterhans, J. C.; Hutterer, R.; Doty, J. B.; Malekani, J. M.; Moyer, D. C.; Krásová, J.; Bryja, J.; Banasiak, R. A.; Demos, T. C. «Four new species of the Hylomyscus anselli group (Mammalia: Rodentia: Muridae) from the Democratic Republic of Congo and Tanzania» (en anglès). Bonn Zoological Bulletin, 69, 1, 2020, pàg. 55-83. DOI: 10.20363/BZB-2020.69.1.055. |
| Hylomyscus pygmaeus         | Rodentia        | Kerbis Peterhans, Hutterer i Demos | 2020 | República Democràtica del Congo          | Kerbis Peterhans, J. C.; Hutterer, R.; Doty, J. B.; Malekani, J. M.; Moyer, D. C.; Krásová, J.; Bryja, J.; Banasiak, R. A.; Demos, T. C. «Four new species of the Hylomyscus anselli group (Mammalia: Rodentia: Muridae) from the Democratic Republic of Congo and Tanzania» (en anglès). Bonn Zoological Bulletin, 69, 1, 2020, pàg. 55-83. DOI: 10.20363/BZB-2020.69.1.055. |
| Hylomyscus stanleyi         | Rodentia        | Kerbis Peterhans, Hutterer i Demos | 2020 | Tanzània                                 | Kerbis Peterhans, J. C.; Hutterer, R.; Doty, J. B.; Malekani, J. M.; Moyer, D. C.; Krásová, J.; Bryja, J.; Banasiak, R. A.; Demos, T. C. «Four new species of the Hylomyscus anselli group (Mammalia: Rodentia: Muridae) from the Democratic Republic of Congo and Tanzania» (en anglès). Bonn Zoological Bulletin, 69, 1, 2020, pàg. 55-83. DOI: 10.20363/BZB-2020.69.1.055. |
| Hylomyscus thornesmithae    | Rodentia        | Kerbis Peterhans, Hutterer i Demos | 2020 | República Democràtica del Congo          | Kerbis Peterhans, J. C.; Hutterer, R.; Doty, J. B.; Malekani, J. M.; Moyer, D. C.; Krásová, J.; Bryja, J.; Banasiak, R. A.; Demos, T. C. «Four new species of the Hylomyscus anselli group (Mammalia: Rodentia: Muridae) from the Democratic Republic of Congo and Tanzania» (en anglès). Bonn Zoological Bulletin, 69, 1, 2020, pàg. 55-83. DOI: 10.20363/BZB-2020.69.1.055. |
| Laephotis kirinyaga         | Chiroptera      | Monadjem, Patterson, Webala i Demos | 2020 | Kenya i Uganda                           | Monadjem, A.; Demos, T. C.; Dalton, D. L.; Webala, P. W.; Musila, S.; Kerbis Peterhans, J. C.; Patterson, B. D. «A revision of pipistrelle-like bats (Mammalia: Chiroptera: Vespertilionidae) in East Africa with the description of new genera and species» (en anglès). Zoological Journal of the Linnean Society, 191, 4, 2021, pàg. 1.114-1.146. DOI: 10.1093/zoolinnean/zlaa087. |
| Lasiurus arequipae          | Chiroptera      | Málaga, Díaz, Arias i Medina | 2020 | Perú                                     | Málaga, B. A.; Díaz, D. R.; Arias, S; Medina, C. E. «Una especie nueva de Lasiurus (Chiroptera: Vespertilionidae) del suroeste de Perú» (en castellà). Revista Mexicana de Biodiversidad, 91, e913096, 2020, pàg. 1–14. ISSN: 2007-8706. |
| Marmosops marina            | Didelphimorphia | Ferreira, Mendes de Oliveira, Lima-Silva i Vieira Rossi                                                                                              | 2020 | Brasil                                   | Ferreira, C.; Mendes de Oliveira, A. C.; Lima-Silva, L. G.; Vieira Rossi, R. «Taxonomic review of the slender mouse opossums of the "Parvidens" group from Brazil (Didelphimorphia: Didelphidae: Marmosops), with description of a new species» (en anglès). Zootaxa, 4.890, 2, 2020, pàg. 201-233. DOI: 10.11646/zootaxa.4890.2.3. |
| Microcebus jonahi           | Primates        | Schüßler, Blanco, Salmona, Poelstra, Andriambeloson, Miller, Randrianambinina, Rasolofoson, Mantilla‐Contreras, Chikhi, Louis, Yoder i Radespiel     | 2020 | Madagascar                               | Schüßler, D.; Blanco, M. B.; Salmona, J.; Poelstra, J.; Andriambeloson, J. B.; Miller, A.; Randrianambinina, B.; Rasolofoson, D. W.; Mantilla‐Contreras, J. «Ecology and morphology of mouse lemurs (Microcebus spp.) in a hotspot of microendemism in northeastern Madagascar, with the description of a new species» (en anglès). American Journal of Primatology, 2020. DOI: 10.1002/ajp.23180. ISSN: 0275-2565.                                                                         |
| Miniopterus nimbae          | Chiroptera      | Monadjem, Shapiro, Richards, Karabulut, Crawley, Nielsen, Hansen, Bohmann i Mourier                                                                  | 2020 | Guinea i Libèria                         | Monadjem, Ara; Shapiro, Julie T.; Richards, Leigh R.; Karabulut, Hatice; Crawley, Wing; Nielsen, Ida Broman; Hansen, Anders; Bohmann, Kristine; Mourier, Tobias «Systematics of West African Miniopterus with the Description of a New Species» (en anglès). Acta Chiropterologica, 21, 2, 2020, pàg. 237. DOI: 10.3161/15081109ACC2019.21.2.001. ISSN: 1508-1109. |
| Myotis armiensis            | Chiroptera      | Carrión-Bonilla i Cook | 2020 | Costa Rica, Equador i Panamà             | Carrión-Bonilla, C. A.; Cook, J. A. «A new bat species of the genus Myotis with comments on the phylogenetic placement of M. keaysi and M. pilosatibialis» (en anglès). Therya, 11, 3, 2020, pàg. 508-532. DOI: 10.12933/therya-20-999. |
| Neacomys marajoara          | Rodentia        | Semedo, Da Silva, Gutiérrez, Ferreira, Nunes, Mendes-Oliveira, Farias i Rossi                                                                        | 2020 | Brasil                                   | Semedo, T. B. F.; Da Silva, M. N. F.; Gutiérrez, E. E.; Ferreira, D. C.; Nunes, M. d. S.; Mendes-Oliveira, A. C.; Farias, I. P.; Rossi, R. V. «Systematics of Neotropical Spiny Mice, Genus Neacomys Thomas, 1900 (Rodentia: Cricetidae), from Southeastern Amazonia, with Descriptions of Three New Species» (en anglès). American Museum Novitates, 3.958, 2020. |
| Neacomys vossi              | Rodentia        | Semedo, Da Silva, Gutiérrez, Ferreira, Nunes, Mendes-Oliveira, Farias i Rossi                                                                        | 2020 | Brasil                                   | Semedo, T. B. F.; Da Silva, M. N. F.; Gutiérrez, E. E.; Ferreira, D. C.; Nunes, M. d. S.; Mendes-Oliveira, A. C.; Farias, I. P.; Rossi, R. V. «Systematics of Neotropical Spiny Mice, Genus Neacomys Thomas, 1900 (Rodentia: Cricetidae), from Southeastern Amazonia, with Descriptions of Three New Species» (en anglès). American Museum Novitates, 3.958, 2020. |
| Neacomys xingu              | Rodentia        | Semedo, Da Silva, Gutiérrez, Ferreira, Nunes, Mendes-Oliveira, Farias i Rossi                                                                        | 2020 | Brasil                                   | Semedo, T. B. F.; Da Silva, M. N. F.; Gutiérrez, E. E.; Ferreira, D. C.; Nunes, M. d. S.; Mendes-Oliveira, A. C.; Farias, I. P.; Rossi, R. V. «Systematics of Neotropical Spiny Mice, Genus Neacomys Thomas, 1900 (Rodentia: Cricetidae), from Southeastern Amazonia, with Descriptions of Three New Species» (en anglès). American Museum Novitates, 3.958, 2020. |
| Pseudoromicia kityoi        | Chiroptera      | Monadjem, Kerbis Peterhans, Nalikka, Waswa, Demos i Patterson                                                                                        | 2020 | Uganda                                   | Monadjem, A.; Demos, T. C.; Dalton, D. L.; Webala, P. W.; Musila, S.; Kerbis Peterhans, J. C.; Patterson, B. D. «A revision of pipistrelle-like bats (Mammalia: Chiroptera: Vespertilionidae) in East Africa with the description of new genera and species» (en anglès). Zoological Journal of the Linnean Society, 191, 4, 2021, pàg. 1.114-1.146. DOI: 10.1093/zoolinnean/zlaa087. |
| Pseudoromicia nyanza        | Chiroptera      | Monadjem, Patterson, Webala i Demos | 2020 | Kenya                                    | Monadjem, A.; Demos, T. C.; Dalton, D. L.; Webala, P. W.; Musila, S.; Kerbis Peterhans, J. C.; Patterson, B. D. «A revision of pipistrelle-like bats (Mammalia: Chiroptera: Vespertilionidae) in East Africa with the description of new genera and species» (en anglès). Zoological Journal of the Linnean Society, 191, 4, 2021, pàg. 1.114-1.146. DOI: 10.1093/zoolinnean/zlaa087. |
| Chingawaemys rarus          | Rodentia        | Lavréntxenko, Mikula i Bryja | 2021 | Etiòpia                                  | Nicolas, V.; Mikula, O.; Lavréntxenko, L. A.; Šumbera, R.; Bartáková, V.; Bryjová, A.; Meheretu, Y.; Verheyen, E.; Missoup, A. D.; Lemmon, A. R.; Moriarty Lemmon, E.; Bryja, J. «Phylogenomics of African radiation of Praomyini (Muridae: Murinae) rodents: First fully resolved phylogeny, evolutionary history and delimitation of extant genera» (en anglès). Molecular Phylogenetics and Evolution, 163, 107263, 2021. DOI: 10.1016/j.ympev.2021.107263.                              |
| Dendrohyrax interfluvialis  | Hyracoidea      | Oates, Woodman, Gaubert, Sargis, Wiafe, Lecompte, Dowsett-Lemaire, Dowsett, Bi, Ikemeh, Djagoun, Tomsett i Bearder                                   | 2021 | Benín, Ghana, Nigèria i Togo             | Oates, J. F.; Woodman, N.; Gaubert, P.; Sargis, E. J.; Wiafe, E. D.; Lecompte, É.; Dowsett-Lemaire, F.; Dowsett, R. J.; Bi, S. G.; Ikemeh, R. A.; Djagoun, C. A. M. S.; Tomsett, L.; Bearder, S. K. «A new species of tree hyrax (Procaviidae: Dendrohyrax) from West Africa and the significance of the Niger–Volta interfluvium in mammalian biogeography» (en anglès). Zoological Journal of the Linnean Society, zlab029, 2021. DOI: 10.1093/zoolinnean/zlab029.                        |
| Balaenoptera ricei          | Cetacea         | Rosel, Wilcox, Yamada i Mullin | 2021 | Golf de Mèxic                            | Rosel, P. E.; Wilcox, L. A.; Yamada, T. K.; Mullin, K. D. «A new species of baleen whale (Balaenoptera) from the Gulf of Mexico, with a review of its geographic distribution» (en anglès). Marine Mammal Science, 2021. DOI: 10.1111/mms.12776. |
| Bullimus carletoni          | Rodentia        | Heaney, Kyriazis, Balete, Rickart i Bates | 2021 | Filipines                                | Heaney, L. R.; Kyriazis, C.; Balete, D. S.; Rickart, E. A.; Bates, J. B. «A new species of Bullimus (Muridae, Rodentia) from southern Luzon Island, Philippines» (en anglès). Proceedings of the Biological Society of Washington, 134, 1, 2021, pàg. 131–148. DOI: 10.2988/0006-324X-134.1.yy. |
| Crocidura australis         | Eulipotyphla    | Esselstyn, Achmadi, Handika, Swanson, Giarla i Rowe                                                                                                  | 2021 | Indonèsia                                | Esselstyn, J. A.; Achmadi, A. S.; Handika, H.; Swanson, M. T.; Giarla, T. C.; Rowe, K. C. «Fourteen new, endemic species of shrew (genus Crocidura) from Sulawesi reveal a spectacular island radiation» (en anglès). Bulletin of the American Museum of Natural History, 454, 2021, pàg. 1-109. DOI: 10.1206/0003-0090.454.1.1. |
| Crocidura baletei           | Eulipotyphla    | Esselstyn, Achmadi, Handika, Swanson, Giarla i Rowe                                                                                                  | 2021 | Indonèsia                                | Esselstyn, J. A.; Achmadi, A. S.; Handika, H.; Swanson, M. T.; Giarla, T. C.; Rowe, K. C. «Fourteen new, endemic species of shrew (genus Crocidura) from Sulawesi reveal a spectacular island radiation» (en anglès). Bulletin of the American Museum of Natural History, 454, 2021, pàg. 1-109. DOI: 10.1206/0003-0090.454.1.1. |
| Crocidura brevicauda        | Eulipotyphla    | Esselstyn, Achmadi, Handika, Swanson, Giarla i Rowe                                                                                                  | 2021 | Indonèsia                                | Esselstyn, J. A.; Achmadi, A. S.; Handika, H.; Swanson, M. T.; Giarla, T. C.; Rowe, K. C. «Fourteen new, endemic species of shrew (genus Crocidura) from Sulawesi reveal a spectacular island radiation» (en anglès). Bulletin of the American Museum of Natural History, 454, 2021, pàg. 1-109. DOI: 10.1206/0003-0090.454.1.1. |
| Crocidura caudicrassa       | Eulipotyphla    | Esselstyn, Achmadi, Handika, Swanson, Giarla i Rowe                                                                                                  | 2021 | Indonèsia                                | Esselstyn, J. A.; Achmadi, A. S.; Handika, H.; Swanson, M. T.; Giarla, T. C.; Rowe, K. C. «Fourteen new, endemic species of shrew (genus Crocidura) from Sulawesi reveal a spectacular island radiation» (en anglès). Bulletin of the American Museum of Natural History, 454, 2021, pàg. 1-109. DOI: 10.1206/0003-0090.454.1.1. |
| Crocidura mediocris         | Eulipotyphla    | Esselstyn, Achmadi, Handika, Swanson, Giarla i Rowe                                                                                                  | 2021 | Indonèsia                                | Esselstyn, J. A.; Achmadi, A. S.; Handika, H.; Swanson, M. T.; Giarla, T. C.; Rowe, K. C. «Fourteen new, endemic species of shrew (genus Crocidura) from Sulawesi reveal a spectacular island radiation» (en anglès). Bulletin of the American Museum of Natural History, 454, 2021, pàg. 1-109. DOI: 10.1206/0003-0090.454.1.1. |
| Crocidura microelongata     | Eulipotyphla    | Esselstyn, Achmadi, Handika, Swanson, Giarla i Rowe                                                                                                  | 2021 | Indonèsia                                | Esselstyn, J. A.; Achmadi, A. S.; Handika, H.; Swanson, M. T.; Giarla, T. C.; Rowe, K. C. «Fourteen new, endemic species of shrew (genus Crocidura) from Sulawesi reveal a spectacular island radiation» (en anglès). Bulletin of the American Museum of Natural History, 454, 2021, pàg. 1-109. DOI: 10.1206/0003-0090.454.1.1. |
| Crocidura narcondamica      | Eulipotyphla    | Kamalakannan, Sivaperuman, Kundu, Gokulakrishnan, Venkatraman i Chandra                                                                              | 2021 | Índia                                    | Kamalakannan, M.; Sivaperuman, C.; Kundu, S.; Gokulakrishnan, G.; Venkatraman, C.; Chandra, K. «Discovery of a new mammal species (Soricidae: Eulipotyphla) from Narcondam volcanic island, India» (en anglès). Scientific Reports, 11, 9.416, 2021. DOI: 10.1038/s41598-021-88859-4. |
| Crocidura normalis          | Eulipotyphla    | Esselstyn, Achmadi, Handika, Swanson, Giarla i Rowe                                                                                                  | 2021 | Indonèsia                                | Esselstyn, J. A.; Achmadi, A. S.; Handika, H.; Swanson, M. T.; Giarla, T. C.; Rowe, K. C. «Fourteen new, endemic species of shrew (genus Crocidura) from Sulawesi reveal a spectacular island radiation» (en anglès). Bulletin of the American Museum of Natural History, 454, 2021, pàg. 1-109. DOI: 10.1206/0003-0090.454.1.1. |
| Crocidura ordinaria         | Eulipotyphla    | Esselstyn, Achmadi, Handika, Swanson, Giarla i Rowe                                                                                                  | 2021 | Indonèsia                                | Esselstyn, J. A.; Achmadi, A. S.; Handika, H.; Swanson, M. T.; Giarla, T. C.; Rowe, K. C. «Fourteen new, endemic species of shrew (genus Crocidura) from Sulawesi reveal a spectacular island radiation» (en anglès). Bulletin of the American Museum of Natural History, 454, 2021, pàg. 1-109. DOI: 10.1206/0003-0090.454.1.1. |
| Crocidura pallida           | Eulipotyphla    | Esselstyn, Achmadi, Handika, Swanson, Giarla i Rowe                                                                                                  | 2021 | Indonèsia                                | Esselstyn, J. A.; Achmadi, A. S.; Handika, H.; Swanson, M. T.; Giarla, T. C.; Rowe, K. C. «Fourteen new, endemic species of shrew (genus Crocidura) from Sulawesi reveal a spectacular island radiation» (en anglès). Bulletin of the American Museum of Natural History, 454, 2021, pàg. 1-109. DOI: 10.1206/0003-0090.454.1.1. |
| Crocidura parva             | Eulipotyphla    | Esselstyn, Achmadi, Handika, Swanson, Giarla i Rowe                                                                                                  | 2021 | Indonèsia                                | Esselstyn, J. A.; Achmadi, A. S.; Handika, H.; Swanson, M. T.; Giarla, T. C.; Rowe, K. C. «Fourteen new, endemic species of shrew (genus Crocidura) from Sulawesi reveal a spectacular island radiation» (en anglès). Bulletin of the American Museum of Natural History, 454, 2021, pàg. 1-109. DOI: 10.1206/0003-0090.454.1.1. |
| Crocidura pseudorhoditis    | Eulipotyphla    | Esselstyn, Achmadi, Handika, Swanson, Giarla i Rowe                                                                                                  | 2021 | Indonèsia                                | Esselstyn, J. A.; Achmadi, A. S.; Handika, H.; Swanson, M. T.; Giarla, T. C.; Rowe, K. C. «Fourteen new, endemic species of shrew (genus Crocidura) from Sulawesi reveal a spectacular island radiation» (en anglès). Bulletin of the American Museum of Natural History, 454, 2021, pàg. 1-109. DOI: 10.1206/0003-0090.454.1.1. |
| Crocidura quasielongata     | Eulipotyphla    | Esselstyn, Achmadi, Handika, Swanson, Giarla i Rowe                                                                                                  | 2021 | Indonèsia                                | Esselstyn, J. A.; Achmadi, A. S.; Handika, H.; Swanson, M. T.; Giarla, T. C.; Rowe, K. C. «Fourteen new, endemic species of shrew (genus Crocidura) from Sulawesi reveal a spectacular island radiation» (en anglès). Bulletin of the American Museum of Natural History, 454, 2021, pàg. 1-109. DOI: 10.1206/0003-0090.454.1.1. |
| Crocidura solita            | Eulipotyphla    | Esselstyn, Achmadi, Handika, Swanson, Giarla i Rowe                                                                                                  | 2021 | Indonèsia                                | Esselstyn, J. A.; Achmadi, A. S.; Handika, H.; Swanson, M. T.; Giarla, T. C.; Rowe, K. C. «Fourteen new, endemic species of shrew (genus Crocidura) from Sulawesi reveal a spectacular island radiation» (en anglès). Bulletin of the American Museum of Natural History, 454, 2021, pàg. 1-109. DOI: 10.1206/0003-0090.454.1.1. |
| Crocidura tenebrosa         | Eulipotyphla    | Esselstyn, Achmadi, Handika, Swanson, Giarla i Rowe                                                                                                  | 2021 | Indonèsia                                | Esselstyn, J. A.; Achmadi, A. S.; Handika, H.; Swanson, M. T.; Giarla, T. C.; Rowe, K. C. «Fourteen new, endemic species of shrew (genus Crocidura) from Sulawesi reveal a spectacular island radiation» (en anglès). Bulletin of the American Museum of Natural History, 454, 2021, pàg. 1-109. DOI: 10.1206/0003-0090.454.1.1. |
| Cynomops kuizha             | Chiroptera      | Arenas-Viveros, Sánchez-Vendizú, Giraldo i Salazar-Bravo                                                                                             | 2021 | Colòmbia, Equador i Perú                 | Arenas-Viveros, D.; Sánchez-Vendizú, P.; Giraldo, A.; Salazar-Bravo, J. «A new species of Cynomops (Chiroptera: Molossidae) from the northwestern slope of the Andes» (en anglès). Mammalia, 2021. DOI: 10.1515/mammalia-2020-0068. |
| Eupetaurus nivamons         | Rodentia        | Li, Jiang, Jackson i Helgen | 2021 | Xina                                     | Jackson, S. M.; Li, Q.; Wan, T.; Li, X.-Y.; Yu, F.-H.; Gao, G.; He, L.-K.; Helgen, K. M.; Jiang, X.-L. «Across the great divide: revision of the genus Eupetaurus (Sciuridae: Pteromyini), the woolly flying squirrels of the Himalayan region, with the description of two new species» (en anglès). Zoological Journal of the Linnean Society, zlab018, 2021. DOI: 10.1093/zoolinnean/zlab018.                                                                                            |
| Eupetaurus tibetensis       | Rodentia        | Jackson, Helgen, Li i Jiang | 2021 | Índia i Xina (Tibet)                     | Jackson, S. M.; Li, Q.; Wan, T.; Li, X.-Y.; Yu, F.-H.; Gao, G.; He, L.-K.; Helgen, K. M.; Jiang, X.-L. «Across the great divide: revision of the genus Eupetaurus (Sciuridae: Pteromyini), the woolly flying squirrels of the Himalayan region, with the description of two new species» (en anglès). Zoological Journal of the Linnean Society, zlab018, 2021. DOI: 10.1093/zoolinnean/zlab018.                                                                                            |
| Histiotus cadenai           | Chiroptera      | Rodríguez-Posada, Ramírez-Chaves i Morales-Martínez                                                                                                  | 2021 | Colòmbia i Equador                       | Rodríguez-Posada, M. E.; Morales-Martínez, D. M.; Ramírez-Chaves, H. E.; Martínez-Medina, D.; Calderón-Acevedo, C. A. 2021. «A new species of Long-eared Brown Bat of the genus Histiotus (Chiroptera) and the revalidation of Histiotus colombiae». Caldasia, 43 (2): xx–xx |
| Histiotus mochica           | Chiroptera      | Velazco, Cunha Almeida, Cláudio, Giménez i Giannini                                                                                                  | 2021 | Perú                                     | Velazco, P. M.; Cunha Almeida, F.; Cláudio, V. C.; Giménez, A. L.; Giannini, N. P. «A New Species of Histiotus Gervais, 1856 (Chiroptera, Vespertilionidae), from the Pacific Coast of Northern Peru» (en anglès). American Museum Novitates, 3.979, 2021, pàg. 1-30. DOI: 10.1206/3979.1. |
| Marmosa jansae              | Didelphimorphia | Voss i Giarla | 2021 | Colòmbia, Equador i Perú                 | Voss, R. S.; Giarla, T. C. «A Revision of the Didelphid Marsupial Genus Marmosa Part 3. A New Species from Western Amazonia, with Redescriptions of M. perplexa Anthony, 1922, and M. germana Thomas, 1904» (en anglès). American Museum Novitates, 3.969, 2021, pàg. 1-28. DOI: 10.1206/3969.1. |
| Mico schneideri             | Primates        | Costa-Araújo, Silva-Jr., Boubli, Rossi, Canale, Melo, Bertuol, Silva, Silva, Nash, Sampaio, Farias i Hrbek                                           | 2021 | Brasil                                   | Costa-Araújo, R.; Silva-Jr., J. S.; Boubli, J. P.; Rossi, R. V.; Canale, G. R.; Melo, F. R.; Bertuol, F.; Silva, F. E.; Silva, D. A.; Nash, S. D.; Sampaio, I.; Farias, I. P.; Hrbek, T. «An integrative analysis uncovers a new, pseudo-cryptic species of Amazonian marmoset (Primates: Callitrichidae: Mico) from the arc of deforestation» (en anglès). Scientific Reports, 11, 15.665, 2021, pàg. 1–13. DOI: 10.1038/s41598-021-93943-w.                                               |
| Molossus melini             | Chiroptera      | Montani, Tomasco, Barberis, Romano, Barquez i Díaz                                                                                                   | 2021 | Argentina                                | Montani, M. E.; Tomasco, I. H.; Barberis, I. M.; Romano, M. C.; Barquez, R. M.; Díaz, M. M. «A new species of Molossus (Chiroptera: Molossidae) from Argentina» (en anglès). Journal of Mammalogy, gyab078, 2021. DOI: 10.1093/jmammal/gyab078. |
| Myotis moratellii           | Chiroptera      | Novaes, Cláudio, Carrión-Bonilla, Abreu, Wilson, Maldonado i Weksler                                                                                 | 2021 | Equador                                  | Novaes, R. L. N.; Cláudio, V. C.; Carrión-Bonilla, C.; Abreu, E. F.; Wilson, D. E.; Maldonado, J. E.; Weksler, M. «Variation in the Myotis keaysi complex (Chiroptera, Vespertilionidae), with description of a new species from Ecuador» (en anglès). Journal of Mammalogy, gyab139, 2021. DOI: 10.1093/jmammal/gyab139. |
| Myotis nimbaensis           | Chiroptera      | Simmons, Flanders, Fils, Parker, Suter, Bamba, Douno, Keita, Morales i Frick                                                                         | 2021 | Guinea                                   | Simmons, N. B.; Flanders, J.; Fils, E. M. B.; Parker, G.; Suter, J. D.; Bamba, S.; Douno, M.; Keita, M. K.; Morales, A. E.; Frick, W. F. «A new dichromatic species of Myotis (Chiroptera: Vespertilionidae) from the Nimba Mountains, Guinea» (en anglès). American Museum Novitates, 3.963, 2021, pàg. 1-37. |
| Neacomys aletheia           | Rodentia        | Semedo, Da Silva, Carmignotto i Rossi | 2021 | Brasil i Perú                            | Semedo, T. B. F.; Da Silva, M. F.; Carmignotto, A. P.; Rossi, R. V. «Three new species of spiny mice, genus Neacomys Thomas, 1900 (Rodentia: Cricetidae), from Brazilian Amazonia» (en anglès). Systematics and Biodiversity, 0, 202, pàg. 1-22. DOI: Systematics and Biodiversity. |
| Neacomys auriventer         | Rodentia        | Brito, Tinoco, Burneo, Koch, Arguero, Vargas i Pinto                                                                                                 | 2021 | Equador                                  | Brito, J.; Tinoco, N.; Burneo, S.; Koch, C.; Arguero, A.; Vargas, R.; Pinto, C. «A new species of spiny mouse, genus Neacomys (Cricetidae: Sigmodontinae) from Cordillera del Cóndor, Ecuador» (en anglès). Mastozoología Neotropical, 28, 1, 2021, pàg. e0507. DOI: 10.31687/saremMN.21.28.1.0.23. |
| Neacomys elieceri           | Rodentia        | Semedo, Da Silva, Carmignotto i Rossi | 2021 | Brasil                                   | Semedo, T. B. F.; Da Silva, M. F.; Carmignotto, A. P.; Rossi, R. V. «Three new species of spiny mice, genus Neacomys Thomas, 1900 (Rodentia: Cricetidae), from Brazilian Amazonia» (en anglès). Systematics and Biodiversity, 0, 202, pàg. 1-22. DOI: Systematics and Biodiversity. |
| Neacomys jau                | Rodentia        | Semedo, Da Silva, Carmignotto i Rossi | 2021 | Brasil                                   | Semedo, T. B. F.; Da Silva, M. F.; Carmignotto, A. P.; Rossi, R. V. «Three new species of spiny mice, genus Neacomys Thomas, 1900 (Rodentia: Cricetidae), from Brazilian Amazonia» (en anglès). Systematics and Biodiversity, 0, 202, pàg. 1-22. DOI: Systematics and Biodiversity. |
| Neacomys leilae             | Rodentia        | Caccavo i Weksler | 2021 | Veneçuela                                | Caccavo, A.; Weksler, M. «Systematics of the rodent genus Neacomys Thomas (Cricetidae: Sigmodontinae): two new species and a discussion on carotid patterns» (en anglès). Journal of Mammalogy, 102, 3, 2021, pàg. 852-878. DOI: 10.1093/jmammal/gyab037. |
| Neacomys oliveirai          | Rodentia        | Caccavo i Weksler | 2021 | Brasil                                   | Caccavo, A.; Weksler, M. «Systematics of the rodent genus Neacomys Thomas (Cricetidae: Sigmodontinae): two new species and a discussion on carotid patterns» (en anglès). Journal of Mammalogy, 102, 3, 2021, pàg. 852-878. DOI: 10.1093/jmammal/gyab037. |
| Neacomys serranensis        | Rodentia        | Colmenares-Pinzón | 2021 | Colòmbia                                 | Colmenares-Pinzón, J. E. «Calling for a reassessment of rodent diversity in Colombia: description of a new species of Neacomys (Cricetidae: Oryzomyini) from the Magdalena Valley, with a new phylogenetic hypothesis for the genus and comments on its diversification» (en anglès). Zootaxa, 4.920, 4, 2021, pàg. 451-494. DOI: 10.11646/zootaxa.4920.4.1. |
| Nephelomys ricardopalmai    | Rodentia        | Ruelas, Pacheco, Inche i Tinoco | 2021 | Perú                                     | Ruelas, D.; Pacheco, V.; Inche, B.; Tinoco, N. «A preliminary review of Nephelomys albigularis (Tomes, 1860) (Rodentia: Cricetidae), with the description of a new species from the Peruvian montane forests» (en anglès). Zootaxa, 5.027, 2, 2021, pàg. 175-210. DOI: 10.11646/zootaxa.5027.2.3. |
| Niviventer fengi            | Rodentia        | Ge, Feijó i Yang | 2021 | Xina                                     | Ge, D.; Feijó, A.; Abràmov, A. V.; Wen, Z.; Liu, Z.; Cheng, J.; Xia, L.; Lu, L.; Yang, O. «Molecular phylogeny and morphological diversity of the Niviventer fulvescens species complex with emphasis on species from China» (en anglès). Zoological Journal of the Linnean Society, 191, 2, 2021, pàg. 528–547. DOI: 10.1093/zoolinnean/zlaa040. |
| Nyctophilus holtorum        | Chiroptera      | Parnaby, King i Eldridge | 2021 | Austràlia                                | Parnaby, H. E.; King, A. G.; Eldridge, M. D. B. «A new bat species from southwestern Western Australia, previously assigned to Gould's Long-eared Bat Nyctophilus gouldi Tomes, 1858» (en anglès). Records of the Australian Museum, 73, 1, 2021, pàg. 53-66. DOI: 10.3853/j.2201-4349.73.2021.1766. |
| Thomasomys antoniobracki    | Rodentia        | Ruelas i Pacheco | 2021 | Perú                                     | Ruelas, D.; Pacheco, V. «A new species of Thomasomys Coues, 1884 (Rodentia: Sigmodontinae) from the montane forests of northern Peru with comments on the "aureus" group» (en anglès). Revista peruana de biología, 28, 3, 2021, pàg. e19912. DOI: 10.15381/rpb.v28i3.19912. |
| Thomasomys pardignasi       | Rodentia        | Brito, Vaca-Puente, Koch i Tinoco | 2021 | Equador                                  | Brito, J.; Vaca-Puente, S.; Koch, C.; Tinoco, N. «Discovery of the first Amazonian Thomasomys (Rodentia, Cricetidae, Sigmodontinae): a new species from the remote Cordilleras del Cóndor and Kutukú in Ecuador» (en anglès). Journal of Mammalogy, 102, 2, 2021, pàg. 615-635. DOI: 10.1093/jmammal/gyaa183. |
| Alticola kohistanicus       | Rodentia        | Kryštufek i Schönbrodt | 2022 | Pakistan                                 | Kryštufek, B.; Schönbrodt, G. I. Voles and Lemmings (Arvicolinae) of the Palaearctic Region (en anglès). University of Maribor Press, 2022. DOI 10.18690/um.fnm.2.2022. ISBN 978-961-286-611-2. |
| Baletemys kampalili         | Rodentia        | Rowsey, Duya, Ibañez, Jansa, Rickart i Heaney | 2022 | Filipines                                | Rowsey, D. M.; Duya, M. R. M.; Ibañez, J. C.; Jansa, S. A.; Rickart, E. A.; Heaney, L. R. «A new genus and species of shrew-like mouse (Rodentia: Muridae) from a new center of endemism in eastern Mindanao, Philippines» (en anglès). Journal of Mammalogy, gyac057, 2022, pàg. 1-19. DOI: 10.1093/jmammal/gyac057. |
| Cacajao amuna               | Primates        | Silva, Valsecchi do Amaral, Roos, Bowler, Röhe, Sampaio, Janiak, Bertuoli, Santana, De Souza Silva Júnior, Rylands, Gubili, Hrbek, McDevitt i Boubli | 2022 | Brasil                                   | Silva, F. E.; Valsecchi do Amaral, J.; Roos, C.; Bowler, M.; Röhe, F.; Sampaio, R.; Janiak, M. C.; Bertuoli, F.; Santana, M. I.; de Souza Silva Júnior, J.; Rylands, A. B.; Gubili, K.; Hrbek, T.; McDevitt, A. D.; Boubli, J. P. «Molecular phylogeny and systematics of bald uakaris, genus Cacajao Lesson, 1840 (Primates: Pitheciidae), with the description of a new species» (en anglès). Molecular Phylogenetics and Evolution, 173, 107509, 2022. DOI: 10.1016/j.ympev.2022.107509. |
| Cheracebus aquinoi          | Primates        | Rengifo, D'Elía, García, Charpentier i Cornejo | 2022 | Perú                                     | Rengifo, E. M.; D'Elía, G.; García, G.; Charpentier, E.; Cornejo, F. M. «A New Species of Titi Monkey, Genus Cheracebus Byrne et al., 2016 (Primates: Pitheciidae), from Peruvian Amazonia» (en anglès). Mammal Study, 48, 1, 2022, pàg. 1-16. DOI: 10.3106/ms2022-0019. |
| Chilomys carapazi           | Rodentia        | Brito i Pardiñas | 2022 | Equador                                  | Brito, J.; Tinoco, N.; Pinto, C. M.; García, R.; Koch, C.; Fernandez, V.; Burneo, S.; Pardiñas, U. F. J. «Unlocking Andean sigmodontine diversity: five new species of Chilomys (Rodentia: Cricetidae) from the montane forests of Ecuador» (en anglès). PeerJ, 10, 2022, pàg. e13211. DOI: 10.7717/peerj.13211. |
| Chilomys georgeledecii      | Rodentia        | Brito, Tinoco, García, Koch i Pardiñas | 2022 | Equador                                  | Brito, J.; Tinoco, N.; Pinto, C. M.; García, R.; Koch, C.; Fernandez, V.; Burneo, S.; Pardiñas, U. F. J. «Unlocking Andean sigmodontine diversity: five new species of Chilomys (Rodentia: Cricetidae) from the montane forests of Ecuador» (en anglès). PeerJ, 10, 2022, pàg. e13211. DOI: 10.7717/peerj.13211. |
| Chilomys neisi              | Rodentia        | Brito, Tinoco, García, Koch i Pardiñas | 2022 | Equador                                  | Brito, J.; Tinoco, N.; Pinto, C. M.; García, R.; Koch, C.; Fernandez, V.; Burneo, S.; Pardiñas, U. F. J. «Unlocking Andean sigmodontine diversity: five new species of Chilomys (Rodentia: Cricetidae) from the montane forests of Ecuador» (en anglès). PeerJ, 10, 2022, pàg. e13211. DOI: 10.7717/peerj.13211. |
| Chilomys percequilloi       | Rodentia        | Brito, Tinoco, García i Pardiñas | 2022 | Equador                                  | Brito, J.; Tinoco, N.; Pinto, C. M.; García, R.; Koch, C.; Fernandez, V.; Burneo, S.; Pardiñas, U. F. J. «Unlocking Andean sigmodontine diversity: five new species of Chilomys (Rodentia: Cricetidae) from the montane forests of Ecuador» (en anglès). PeerJ, 10, 2022, pàg. e13211. DOI: 10.7717/peerj.13211. |
| Chilomys weksleri           | Rodentia        | Brito, García, Pinto i Pardiñas | 2022 | Equador                                  | Brito, J.; Tinoco, N.; Pinto, C. M.; García, R.; Koch, C.; Fernandez, V.; Burneo, S.; Pardiñas, U. F. J. «Unlocking Andean sigmodontine diversity: five new species of Chilomys (Rodentia: Cricetidae) from the montane forests of Ecuador» (en anglès). PeerJ, 10, 2022, pàg. e13211. DOI: 10.7717/peerj.13211. |
| Chodsigoa dabieshanensis    | Eulipotyphla    | Chen, Hu, Pei, Yang, Yong, Xu, Qu, Onditi i Zhang | 2022 | Xina                                     | Chen, Z.; Hu, T.; Pei, X.; Yang, G.; Yong, F.; Xu, Z.; Qu, W.; Onditi, K. O.; Zhang, B. «A new species of Asiatic shrew of the genus Chodsigoa (Soricidae, Eulipotyphla, Mammalia) from the Dabie Mountains, Anhui Province, eastern China» (en anglès). ZooKeys, 1.083, 2022, pàg. 129-146. DOI: 10.3897/zookeys.1083.78233. |
| Eospalax muliensis          | Rodentia        | Zhang, Chen i Shi | 2022 | Xina                                     | Zhang, T.; Lei, M.-L.; Zhou, H.; Chen, Z.-Z.; Shi, P. «Phylogenetic relationships of the zokor genus Eospalax (Mammalia, Rodentia, Spalacidae) inferred from whole-genome analyses, with description of a new species endemic to Hengduan Mountains» (en anglès). Zoological Research, 43, 3, 2022, pàg. 331-342. DOI: 10.24272/j.issn.2095-8137.2022.045. |
| Glischropus meghalayanus    | Chiroptera      | Saikia, Ruedi i Csorba | 2022 | Índia                                    | Saikia, U.; Ruedi, M.; Csorba, G. «Out of Southeast Asia: A new species of thick-thumbed bat (Chiroptera: Vespertilionidae: Glischropus) from Meghalaya, north-eastern India» (en anglès). Zootaxa, 5.154, 3, 2022, pàg. 355-364. DOI: 10.11646/ZOOTAXA.5154.3.8. |
| Macaca selai                | Primates        | Ghosh, Thakur, Singh, Dutta, Sharma, Chandra i Banerjee                                                                                              | 2022 | Índia                                    | Ghosh, A.; Thakur, M.; Singh, S. K.; Dutta, R.; Sharma, L. K.; Chandra, K.; Banerjee, D. «The Sela macaque (Macaca selai) is a distinct phylogenetic species that evolved from the Arunachal macaque following allopatric speciation» (en anglès). Molecular Phylogenetics and Evolution, 174, 107513, 2022. DOI: 10.1016/j.ympev.2022.107513. |
| Mindomys kutuku             | Rodentia        | Brito, Koch, Tinoco i Pardiñas | 2022 | Equador                                  | Brito, J.; Koch, C.; Tinoco, N.; Pardiñas, U. F. J. «A new species of Mindomys (Rodentia, Cricetidae) with remarks on external traits as indicators of arboreality in sigmodontine rodents» (en anglès). Evolutionary Systematics, 6, 1, 2022, pàg. 35-55. DOI: 10.3897/evolsyst.6.76879. |
| Miniopterus phillipsi       | Chiroptera      | Kusuminda, Mannakkara, Ukuwela, Kruskop, Amarasinghe, Saikia, Venugopal, Karunarathna, Gamage, Ruedi, Csorba, Yapa i Patterson                       | 2022 | Índia i Sri Lanka                        | Kusuminda, T.; Mannakkara, A.; Ukuwela, K. D. B.; Kruskop, S. V.; Amarasinghe, C. J.; Saikia, U.; Venugopal, P.; Karunarathna, M.; Gamage, R.; Ruedi, M.; Csorba, G.; Yapa, W. B.; Patterson, B. D. «DNA Barcoding and Morphological Analyses Reveal a Cryptic Species of Miniopterus from India and Sri Lanka» (en anglès). Acta Chiropterologica, 24, 1, 2022, pàg. 1-17. DOI: 10.3161/15081109ACC2022.24.1.001.                                                                          |
| Myotis hayesi               | Chiroptera      | Csorba i Furey | 2022 | Cambodja                                 | Csorba, G.; Furey, N. M. «From Greener Times: A New Species of Thick-thumbed Myotis (Chiroptera: Vespertilionidae) from Phnom Penh, Cambodia» (en anglès). Acta Zoologica Academiae Scientiarum Hungaricae, 68, 1, 2022, pàg. 85-97. DOI: 10.17109/AZH.68.1.85.2022. |
| Thomasomys burneoi          | Rodentia        | Lee, Tinoco i Brito | 2022 | Equador                                  | Lee, T. E.; Jr.; Tinoco, N.; Brito, J. «A new species of Andean mouse of the genus Thomasomys (Cricetidae, Sigmodontinae) from the eastern Andes of Ecuador» (en anglès). Vertebrate Zoology, 72, 2022, pàg. 219-233. DOI: 10.3897/vz.72.e78219. |
| Typhlomys fengjiensis       | Rodentia        | Pu, Chen i Liu | 2022 | Xina                                     | Pu, Y.-T.; Wan, T.; Fan, R.-H.; Fu, C.-K.; Tang, K.-Y.; Jiang, X.-L.; Zhang, B.-W.; Hu, T.-L.; Chen, S.-D.; Liu, S.-Y. «A new species of the genus Typhlomys Milne-Edwards, 1877 (Rodentia: Platacanthomyidae) from Chongqing, China» (en anglès). Zoological Research, 43, 3, 2022. DOI: 10.24272/j.issn.2095-8137.2021.338. |
| Ctenomys eileenae           | Rodentia        | Teta, Jayat, Alvarado-Larios, Ojeda, Cuello i D'Elía                                                                                                 | 2023 | Argentina                                | Teta, P.; Jayat, J. P.; Alvarado-Larios, R.; Ojeda, A. A.; Cuello, P.; D'Elía, G. «An appraisal of the species richness of the Ctenomys mendocinus species group (Rodentia: Ctenomyidae), with the description of two new species from the Andean slopes of west-central Argentina» (en anglès). Vertebrate Zoology, 73, 2023, pàg. 451-474. DOI: 10.3897/vz.73.e101065. |
| Ctenomys pulcer             | Rodentia        | Verzi, De Santi, Olivares, Morgan, Basso i Brook | 2023 | Argentina                                | Verzi, D. H.; De Santi, N. A.; Olivares, A. I.; Morgan, C. C.; Basso, N. G.; Brook, F. «A new species of the highly polytypic South American rodent Ctenomys increases the diversity of the magellanicus clade» (en anglès). Vertebrate Zoology, 73, 2023, pàg. 289-312. DOI: 10.3897/vz.73.e96656. |
| Ctenomys verzi              | Rodentia        | Teta, Jayat, Alvarado-Larios, Ojeda, Cuello i D'Elía                                                                                                 | 2023 | Argentina                                | Teta, P.; Jayat, J. P.; Alvarado-Larios, R.; Ojeda, A. A.; Cuello, P.; D'Elía, G. «An appraisal of the species richness of the Ctenomys mendocinus species group (Rodentia: Ctenomyidae), with the description of two new species from the Andean slopes of west-central Argentina» (en anglès). Vertebrate Zoology, 73, 2023, pàg. 451-474. DOI: 10.3897/vz.73.e101065. |
| Hipposideros kingstonae     | Chiroptera      | Wongwaiyut, Karapan, Saekong, Francis, Guillén-Servent, Senawi, Khan, Bates, Jantarit i Soisook                                                      | 2023 | Malàisia i Tailàndia                     | Wongwaiyut, P.; Karapan, S.; Saekong, P.; Francis, C. M.; Guillén-Servent, A.; Senawi, J.; Khan, F. A. A.; Bates, P. J. J.; Jantarit, S.; Soisook, P. «Solving the taxonomic identity of Hipposideros cineraceus sensu lato (Chiroptera: Hipposideridae) in the Thai-Malay Peninsula, with the description of a new species» (en anglès). Zootaxa, 5.277, 3, 2023, pàg. 401-442. DOI: 10.11646/ZOOTAXA.5277.3.1.                                                                            |
| Hylomys macarong            | Eulipotyphla    | Hinckley, Lunde i Hawkins | 2023 | Vietnam                                  | Hinckley, A.; Camacho-Sanchez, M.; Chua, M. A. H.; Ruedi, M.; Lunde, M.; Maldonado, J. E.; Omar, H.; Leonard, J. A.; Hawkins, M. T. R. «An integrative taxonomic revision of lesser gymnures (Eulipotyphla: Hylomys) reveals five new species and emerging patterns of local endemism in Tropical East Asia» (en anglès). Zoological Journal of the Linnean Society, zlad177, 2023. DOI: 10.1093/zoolinnean/zlad177.                                                                        |
| Hylomys vorax               | Eulipotyphla    | Hinckley, Lunde i Hawkins | 2023 | Indonèsia                                | Hinckley, A.; Camacho-Sanchez, M.; Chua, M. A. H.; Ruedi, M.; Lunde, M.; Maldonado, J. E.; Omar, H.; Leonard, J. A.; Hawkins, M. T. R. «An integrative taxonomic revision of lesser gymnures (Eulipotyphla: Hylomys) reveals five new species and emerging patterns of local endemism in Tropical East Asia» (en anglès). Zoological Journal of the Linnean Society, zlad177, 2023. DOI: 10.1093/zoolinnean/zlad177.                                                                        |
| Leopardus narinensis        | Carnivora       | Ruiz-García, Pinedo-Castro i Shostell | 2023 | Colòmbia                                 | Ruiz-García, M.; Pinedo-Castro, M.; Shostell, J. M. «Morphological and Genetics Support for a Hitherto Undescribed Spotted Cat Species (Genus Leopardus; Felidae, Carnivora) from the Southern Colombian Andes» (en anglès). Genes, 14, 6, 2023, pàg. 1.266. DOI: 10.3390/genes14061266. |
| Mesechinus orientalis       | Eulipotyphla    | Shi, Yao, He, Bai, Zhou, Fan, Su, Nie, Yang, Onditi, Jiang i Chen                                                                                    | 2023 | Xina                                     | Shi, Z.; Yao, H.; He, K.; Bai, W.; Zhou, J.; Fan, J.; Su, W.; Nie, W.; Yang, S.; Onditi, K. O.; Jiang, X.; Chen, Z. «A new species of forest hedgehog (Mesechinus, Erinaceidae, Eulipotyphla, Mammalia) from eastern China» (en anglès). ZooKeys, 1.185, 2023, pàg. 143-161. DOI: 10.3897/zookeys.1185.111615. |
| Miniopterus srinii          | Chiroptera      | Srinivasulu i Srinivasulu | 2023 | Índia                                    | Srinivasulu, B.; Srinivasulu, A. «A new species of the Miniopterus australis species complex (Chiroptera: Miniopteridae) from the Western Ghats, India» (en anglès). Zootaxa, 5.296, 2, 2023, pàg. 233-249. DOI: doi.org/10.11646/zootaxa.5296.2.5. |
| Myotis nustrale             | Chiroptera      | Ruedi, Beuneux i Puechmaille | 2023 | França                                   | Puechmaille, S. J.; Dool, S.; Beuneux, G.; Ruedi, M. «Newly described and already endangered: a new mammal species endemic to Corsica» (en anglès). Revue suisse de Zoologie, 130, 2, 2023, pàg. 335-351. DOI: 10.35929/RSZ.0108. |
| Neacomys marci              | Rodentia        | Brito i Tinoco | 2023 | Equador                                  | Tinoco, N.; Koch, C.; Colmenares-Pinzón, F. X.; Castellanos, F. X.; Brito, J. «New species of the Spiny Mouse genus Neacomys (Cricetidae, Sigmodontinae) from northwestern Ecuador» (en anglès). Zookeys, 1.175, 2023, pàg. 187-221. DOI: 10.3897/zookeys.1175.106113. |
| Oecomys jamari              | Rodentia        | Saldanha, Fernandes Semedo, Braga de Mendonça, Lima-Silva, Rezende Messias, Sampaio, Brandão i Vieira Rossi                                          | 2023 | Brasil                                   | Saldanha, J.; Fernandes Semedo, T. B.; Braga de Mendonça, R. F.; Lima-Silva, L. G.; Rezende Messias, M.; Sampaio, I.; Brandão, M. V.; Vieira Rossi, R. «Unveiling hidden diversity of Oecomys (Rodentia: Cricetidae) from Brazilian Central Amazonia: description of a new species and new lineages» (en anglès). Systematics and Biodiversity, 21, 1, 2023. DOI: 10.1080/14772000.2023.2259037.                                                                                            |
| Planigale kendricki         | Dasyuromorphia  | Aplin, Cooper, Travouillon i Umbrello | 2023 | Austràlia                                | Umbrello, L. S.; Cooper, N. K.; Adams, M.; Travouillon, K. J.; Baker, A. M.; Westerman, M.; Aplin, K. P. «Hiding in plain sight: two new species of diminutive marsupial (Dasyuridae: Planigale) from the Pilbara, Australia» (en anglès). Zootaxa, 5.330, 1, 2023, pàg. 1-46. DOI: 10.11646/zootaxa.5330.1.1. |
| Planigale tealei            | Dasyuromorphia  | Aplin, Cooper, Travouillon i Umbrello | 2023 | Austràlia                                | Umbrello, L. S.; Cooper, N. K.; Adams, M.; Travouillon, K. J.; Baker, A. M.; Westerman, M.; Aplin, K. P. «Hiding in plain sight: two new species of diminutive marsupial (Dasyuridae: Planigale) from the Pilbara, Australia» (en anglès). Zootaxa, 5.330, 1, 2023, pàg. 1-46. DOI: 10.11646/zootaxa.5330.1.1. |
| Podogymnura intermedia      | Eulipotyphla    | Balete, Heaney, Rickart, Quidlat, Rowsey i Olson | 2023 | Filipines                                | Balete, D. S.; Heaney, L. R.; Rickart, E. A.; Quidlat, R. S.; Rowsey, D. M.; Olson, E. «A re-assessment of diversity among Philippine gymnures (Mammalia: Erinaceidae: Podogymnura), with a new species from eastern Mindanao» (en anglès). Zootaxa, 5.228, 3, 2023. DOI: 10.11646/ZOOTAXA.5228.3.2. |
| Pseudoromicia mbamminkom    | Chiroptera      | Grunwald, Demos, Nguéagni, Tchamba, Monadjem, Webala, Peterhans, Patterson i Ruedas                                                                  | 2023 | Camerun                                  | Grunwald, A. L.; Demos, T. C.; Nguéagni, Y.; Tchamba, M. N.; Monadjem, A.; Webala, P. W.; Kerbis Peterhans, J. C.; Patterson, B. D.; Ruedas, L. A. «A review of bats of the genus Pseudoromicia (Chiroptera: Vespertilionidae) with the description of a new species» (en anglès). Systematics and Biodiversity, 21, 1, 2023, pàg. 2156002. DOI: 10.1080/14772000.2022.2156002. |
| Pseudoromicia principis     | Chiroptera      | Juste, Torrent, Méndez-Rodríguez, Howard, García-Mudarra, Nogueras i Ibáñez                                                                          | 2023 | São Tomé i Príncipe                      | Juste, J.; Torrent, L.; Méndez-Rodríguez, A.; Howard, K.; García-Mudarra, J. L.; Nogueras, J.; Ibáñez, C. «A new Pipistrelle bat from the oceanic Island of Príncipe (Western Central Africa)» (en anglès). Journal of Mammalogy, gyac110, 2023. DOI: 10.1093/jmammal/gyac110. |
| Rattus feileri              | Rodentia        | Fabre, Portela Miguez, Holden, Fitriana, Semiadi, Musser i Helgen                                                                                    | 2023 | Indonèsia                                | Fabre, P.-H.; Portela Miguez, R.; Holden, M. E.; Fitriana, Y. S.; Semiadi, G.; Musser, G. G.; Helgen, K. M. «Review of Moluccan Rattus (Rodentia: Muridae) with description of four new species» (en anglès). Records of the Australian Museum, 75, 5, 2023, pàg. 673-718. DOI: 10.3853/j.2201-4349.75.2023.1783. |
| Rattus halmaheraensis       | Rodentia        | Fabre, Portela Miguez, Holden, Fitriana, Semiadi, Musser i Helgen                                                                                    | 2023 | Indonèsia                                | Fabre, P.-H.; Portela Miguez, R.; Holden, M. E.; Fitriana, Y. S.; Semiadi, G.; Musser, G. G.; Helgen, K. M. «Review of Moluccan Rattus (Rodentia: Muridae) with description of four new species» (en anglès). Records of the Australian Museum, 75, 5, 2023, pàg. 673-718. DOI: 10.3853/j.2201-4349.75.2023.1783. |
| Rattus obiensis             | Rodentia        | Fabre, Portela Miguez, Holden, Fitriana, Semiadi, Musser i Helgen                                                                                    | 2023 | Indonèsia                                | Fabre, P.-H.; Portela Miguez, R.; Holden, M. E.; Fitriana, Y. S.; Semiadi, G.; Musser, G. G.; Helgen, K. M. «Review of Moluccan Rattus (Rodentia: Muridae) with description of four new species» (en anglès). Records of the Australian Museum, 75, 5, 2023, pàg. 673-718. DOI: 10.3853/j.2201-4349.75.2023.1783. |
| Rattus taliabuensis         | Rodentia        | Fabre, Portela Miguez, Holden, Fitriana, Semiadi, Musser i Helgen                                                                                    | 2023 | Indonèsia                                | Fabre, P.-H.; Portela Miguez, R.; Holden, M. E.; Fitriana, Y. S.; Semiadi, G.; Musser, G. G.; Helgen, K. M. «Review of Moluccan Rattus (Rodentia: Muridae) with description of four new species» (en anglès). Records of the Australian Museum, 75, 5, 2023, pàg. 673-718. DOI: 10.3853/j.2201-4349.75.2023.1783. |
| Saguinus kulina             | Primates        | Lopes, Rohe, Bertuol, Polo, Lima, Valsecchi, Santos, Nash, Silva, Boubli, Farias i Hrbek                                                             | 2023 | Brasil                                   | Lopes, G. P.; Rohe, F.; Bertuol, F.; Polo, E.; Lima, I. J.; Valsecchi, J.; Santos, T. C. M.; Nash, S. D.; Silva, M. N. F. d.; Boubli, J. P.; Farias, I. P.; Hrbek, T. «Taxonomic review of Saguinus mystax (Spix, 1823) (Primates, Callitrichidae), and description of a new species» (en anglès). PeerJ, 11, 2023, pàg. e14526. DOI: 10.7717/peerj.14526. |
| Soriculus medogensis        | Eulipotyphla    | Chen, Pei, Hu, Song, Khanal, Li i Jiang | 2023 | Xina (Tibet)                             | Chen, Z.; Pei, X.; Hu, J.; Song, W.; Khanal, L.; Li, Q.; Jiang, X. «Multilocus phylogeny and morphological analyses illuminate overlooked diversity of Soriculus (Mammalia: Eulipotyphla: Soricidae), with descriptions of two new endemic species from the eastern Himalayas» (en anglès). Zoological Journal of the Linnean Society, zlad131, 2023. DOI: 10.1093/zoolinnean/zlad131. |
| Soriculus nivatus           | Eulipotyphla    | Chen, Pei, Hu, Song, Khanal, Li i Jiang | 2023 | Xina                                     | Chen, Z.; Pei, X.; Hu, J.; Song, W.; Khanal, L.; Li, Q.; Jiang, X. «Multilocus phylogeny and morphological analyses illuminate overlooked diversity of Soriculus (Mammalia: Eulipotyphla: Soricidae), with descriptions of two new endemic species from the eastern Himalayas» (en anglès). Zoological Journal of the Linnean Society, zlad131, 2023. DOI: 10.1093/zoolinnean/zlad131. |
| Sturnira boadai             | Chiroptera      | Yánez-Fernández, Marchán-Rivadeneira, Velazco, Burneo, Tinoco i Camacho                                                                              | 2023 | Equador i presumiblement Perú            | Yánez-Fernández, V.; Marchán-Rivadeneira, M. R.; Velazo, P. M.; Burneo, S. F.; Tinoco, N.; Camacho, M. A. «On the taxonomic identity of Sturnira nana Gardner and O'Neil, 1971 (Chiroptera: Phyllostomidae), from Ecuador, with the description of a new species of Sturnira» (PDF) (en anglès). American Museum Novitates, 4.001, 2023, pàg. 1-28. DOI: 10.1206/4001.1. |
| Talpa hakkariensis          | Eulipotyphla    | Gündüz, Demirtaş, Silsüpür, Özmen, Polly i Bilton | 2023 | Turquia                                  | Gündüz, İ.; Demirtaş, S.; Silsüpür, M.; Özmen, M.; Polly, P. D.; Bilton, D. T. «Notes from the Anatolian underground: two new mole taxa from Eastern Turkey, together with a revised phylogeny of the genus Talpa (Mammalia: Eulipotyphla: Talpidae)» (en anglès). Zoological Journal of the Linnean Society, zlad049, 2023. DOI: 10.1093/zoolinnean/zlad049. |
| Thomasomys lojapiuranus     | Rodentia        | Pacheco i Ruelas | 2023 | Equador i Perú                           | Pacheco, V.; Ruelas, D. «Systematic Revision of Thomasomys cinereus (Rodentia: Cricetidae: Sigmodontinae) from Northern Peru and Southern Ecuador, With Descriptions of Three New Species» (en anglès). Bulletin of the American Museum of Natural History, 461, 1, 2023, pàg. 1-72. DOI: 10.1206/0003-0090.461.1.1. |
| Thomasomys pagaibambensis   | Rodentia        | Pacheco i Ruelas | 2023 | Perú                                     | Pacheco, V.; Ruelas, D. «Systematic Revision of Thomasomys cinereus (Rodentia: Cricetidae: Sigmodontinae) from Northern Peru and Southern Ecuador, With Descriptions of Three New Species» (en anglès). Bulletin of the American Museum of Natural History, 461, 1, 2023, pàg. 1-72. DOI: 10.1206/0003-0090.461.1.1. |
| Thomasomys shallqukucha     | Rodentia        | Pacheco i Ruelas | 2023 | Perú                                     | Pacheco, V.; Ruelas, D. «Systematic Revision of Thomasomys cinereus (Rodentia: Cricetidae: Sigmodontinae) from Northern Peru and Southern Ecuador, With Descriptions of Three New Species» (en anglès). Bulletin of the American Museum of Natural History, 461, 1, 2023, pàg. 1-72. DOI: 10.1206/0003-0090.461.1.1. |
| Uropsilus fansipanensis     | Eulipotyphla    | Bui, Okabe, Le, Nguyen i Motokawa | 2023 | Vietnam                                  | Bui, H. T.; Okabe, S.; Le, L. T. H.; Nguyen, N. T.; Motokawa, M. «A new shrew mole species of the genus Uropsilus (Eulipotyphla: Talpidae) from northwestern Vietnam» (en anglès). Zootaxa, 5.339, 1, 2023, pàg. 59-78. DOI: 10.11646/zootaxa.5339.1.3. |
| Uropsilus huanggangensis    | Eulipotyphla    | Ren, Xu, Li, Yao, Fang, Khanal, Cheng, Zeng, Jiang i Chen                                                                                            | 2023 | Xina                                     | Ren, X.; Xu, Y.; Li, Y.; Yao, H.; Fang, Y.; Khanal, L.; Cheng, L.; Zeng, W.; Jiang, X.; Chen, Z. «A new species of shrew moles, genus Uropsilus Milne-Edwards, 1871 (Mammalia, Eulipotyphla, Talpidae), from the Wuyi Mountains, Jiangxi Province, eastern China» (en anglès). ZooKeys, 1.186, 2023, pàg. 25-46. DOI: 10.3897/ zookeys.1186.111592. |
| Vernaya meiguites           | Rodentia        | Zhao, Wang, Li, Dou, Liu, Yang, Fan, Jiang, Li, Liao, Hu, Jiang, Liu i Chen                                                                          | 2023 | Xina                                     | Zhao, S.; Wang, X.; Li, B. V.; Dou, L.; Liu, Y.; Yang, S.; Fan, R.; Jiang, Y.; Li, Q.; Liao, R.; Hu, M.; Jiang, X.; Liu, S.; Chen, S. «Molecular phylogeny and taxonomy of the genus Vernaya (Mammalia: Rodentia: Muridae) with the description of two new species» (en anglès). Ecology and Evolution, 13, e10628, 2023. DOI: 10.1002/ece3.10628. |
| Vernaya nushanensis         | Rodentia        | Zhao, Wang, Li, Dou, Liu, Yang, Fan, Jiang, Li, Liao, Hu, Jiang, Liu i Chen                                                                          | 2023 | Xina                                     | Zhao, S.; Wang, X.; Li, B. V.; Dou, L.; Liu, Y.; Yang, S.; Fan, R.; Jiang, Y.; Li, Q.; Liao, R.; Hu, M.; Jiang, X.; Liu, S.; Chen, S. «Molecular phylogeny and taxonomy of the genus Vernaya (Mammalia: Rodentia: Muridae) with the description of two new species» (en anglès). Ecology and Evolution, 13, e10628, 2023. DOI: 10.1002/ece3.10628. |
| Chalinolobus orarius        | Chiroptera      | Parnaby, King, Hamilton i Eldridge | 2024 | Papua Nova Guinea                        | Parnaby, H. E.; King, A. G.; Hamilton, S.; Eldridge, M. D. B. «A new species of lobe-lipped bat (Chalinolobus: Vespertilionidae) from southern Papua New Guinea» (en anglès). Zootaxa, 5.492, 3, 2024, pàg. 301-324. DOI: 10.11646/zootaxa.5492.3.1. |
| Ctenomys uco                | Rodentia        | Alvarado-Larios, Teta, Cuello, Jayat, Tarquino-Carbonell, D'Elía, Cornejo i Ojeda                                                                    | 2024 | Argentina                                | Alvarado-Larios, R.; Teta, P.; Cuello, P.; Jayat, J. P.; Tarquino-Carbonell, A. P.; D'Elía, G.; Cornejo, P.; Ojeda, A. A. «A new living species of the genus Ctenomys (Rodentia: Ctenomyidae) from central-western Argentina» (en anglès). Vertebrate Zoology, 74, 2024, pàg. 193-207. DOI: 10.3897/vz.74.e115242. |
| Molossus paranaensis        | Chiroptera      | Caraballo, Pavé, Argoitia, Schierloh i Chambi Velasquez                                                                                              | 2024 | Argentina                                | Chambi Velasquez, M. A.; Pavé, R.; Argoitia, M. A.; Schierloh, P.; Piccirilli, M. G.; Colombo, V. C.; Beltrán, F. J.; Cisterna, D. M.; Caraballo, D. A. «Revisiting Molossus (Mammalia: Chiroptera: Molossidae) diversity: Exploring southern limits and revealing a novel species in Argentina» (en anglès). Vertebrate Zoology, 74, 2024, pàg. 397-416. DOI: 10.3897/vz.74.e122822. |
| Murina yushuensis           | Chiroptera      | Han, Csorba i Wu | 2024 | Xina                                     | Wang, X.; Han, X.; Csorba, G.; Wu, Y.; Chen, H.; Zhao, X.; Dong, Z.; Yu, W.; Lu, Z. «A new species of Tube-nosed Bat (Chiroptera: Vespertilionidae: Murina) from Qinghai–Tibet Plateau, China» (en anglès), 2024. DOI: 10.1093/jmammal/gyae104. |
| Neodon lhozhagensis         | Rodentia        | Wang i Jiang | 2017 | Xina (Tibet)                             | Wang, S.-Y.; Li, Y.-X.; Li, Q.; Song, W.-Y.; Wang, H.-J.; He, S.-W.; Otieno Onditi, K.; Khanal, L.; Li, X.-Y.; Chen, Z.-Z.; Jiang, X.-L. «A new species of mountain vole (Rodentia, Cricetidae, Neodon) from south Xizang, China» (en anglès). Zoological Research: Diversity and Conservation, 1, 4, 2024, pàg. 282-289. DOI: 10.24272/j.issn.2097-3772.2024.011. |
| Pudella carlae              | Rodentia        | Barrio, Gutiérrez i D'Elía | 2024 | Perú                                     | Barrio, J.; Gutiérrez, E. E.; D'Elía, G. «The first living cervid species described in the 21st century and revalidation of Pudella (Artiodactyla)» (en anglès). Journal of Mammalogy, gyae012, 2024. DOI: 10.1093/jmammal/gyae012. |
| Rhinolophus webalai         | Chiroptera      | Patterson, Dick, Bartonjo i Demos | 2024 | Kenya i Sudan del Sud                    | Patterson, B. D.; Demos, T. C.; Torrent, L.; Grunwald, A. L.; Montauban, C.; Kerbis Peterhans, J. C.; McDonough, M. M.; Dick, C. W.; Bartonjo, M.; Corrie Schoeman, M.; Ruedas, L. A.; Juste, J. «Systematics of the Rhinolophus landeri complex, with evidence for 3 additional Afrotropical bat species» (en anglès). Journal of Mammalogy, gyae085, 2024. DOI: 10.1093/jmammal/gyae085.                                                                                                  |
| Soriculus beibengensis      | Eulipotyphla    | Pei, Chen, Li, Li, Pu, Luo, Luo, Pu, Wang, Khanal, Jiang i Jiang                                                                                     | 2024 | Xina (Tibet)                             | Pei, X.; Chen, Z.; Li, Q.; Li, X.; Pu, C.; Luo, K.; Luo, J.; Pu, M.; Wang, H.; Khanal, L.; Jiang, X. «A new species of the genus Soriculus (Soricidae, Eulipotyphla, Mammalia) from Medog in the eastern Himalaya» (en anglès). ZooKeys, 1.195, 2024, pàg. 139-155. DOI: 10.3897/zookeys.1195.115699. |
| Spermophilus vorontsovi     | Rodentia        | Símonov, Lopàtina, Titov, Ivanova, Brandler, Surin, Matróssova, Dvilis, Oréixkova, Kapústina, Golenísxev i Iermakov                                  | 2024 | Rússia                                   | Símonov, I.; Lopàtina, N.; Titov, S. V.; Ivanova, A. D.; Brandler, O. V.; Surin, V. L.; Matróssova, V. A.; Dvilis, A. E.; Oréixkova, N. V.; Kapústina, S. I.; Golenísxev, F. N.; Iermakov, O. A. «Traditional multilocus phylogeny fails to fully resolve Palearctic ground squirrels (Spermophilus) relationships but reveals a new species endemic to West Siberia» (en anglès). Molecular Phylogenetics and Evolution, 195, 108057, 2024. DOI: 10.1016/j.ympev.2024.108057.              |
| Typhlomys taxuansis         | Rodentia        | Balàkirev, Phuong i Rojnov | 2024 | Vietnam                                  | Balàkirev, A.; Phuong, B.; Rojnov, V. «Typhlomys taxuansis (Rodentia, Platacanthomyidae): new species of the genus from northern Vietnam with notes on conservation status and distribution» (en anglès). Biodiversity Data Journal, 12, e133363, 2024. DOI: 10.3897/BDJ.12.e133363. |
| Vampyressa villai           | Chiroptera      | Garbino, Hernández-Canchola, León-Paniagua i Tavares                                                                                                 | 2024 | Mèxic                                    | Garbino, G. S. T.; Hernández-Canchola, G.; León-Paniagua, L.; Tavares, V. d. C. «A New Mexican endemic Species of Yellow-eared Bat in the Genus Vampyressa (Phyllostomidae, Stenodermatinae)» (en anglès). Journal of Mammalogy, gyae001, 2024. DOI: 10.1093/jmammal/gyae001. |
| Apomys crinitus             | Rodentia        | Heaney, Balete, Duya, Duya, Kyriazis, Rickart, Steppan i Rowsey                                                                                      | 2025 | Filipines                                | Heaney, L. R.; Balete, D. S.; Duya, M. R. M.; Duya, M. V.; Kyriazis, C. C.; Rickart, E. A.; Steppan, S. J.; Rowsey, D. M. «Three new species of Philippine forest mice (Apomys, Muridae, Mammalia), members of a clade endemic to Mindoro Island» (en anglès). Zootaxa, 5.647, 1, 2025, pàg. 1-26. DOI: 10.11646/zootaxa.5647.1.1. |
| Apomys minor                | Rodentia        | Heaney, Balete, Duya, Duya, Kyriazis, Rickart, Steppan i Rowsey                                                                                      | 2025 | Filipines                                | Heaney, L. R.; Balete, D. S.; Duya, M. R. M.; Duya, M. V.; Kyriazis, C. C.; Rickart, E. A.; Steppan, S. J.; Rowsey, D. M. «Three new species of Philippine forest mice (Apomys, Muridae, Mammalia), members of a clade endemic to Mindoro Island» (en anglès). Zootaxa, 5.647, 1, 2025, pàg. 1-26. DOI: 10.11646/zootaxa.5647.1.1. |
| Apomys veluzi               | Rodentia        | Heaney, Balete, Duya, Duya, Kyriazis, Rickart, Steppan i Rowsey                                                                                      | 2025 | Filipines                                | Heaney, L. R.; Balete, D. S.; Duya, M. R. M.; Duya, M. V.; Kyriazis, C. C.; Rickart, E. A.; Steppan, S. J.; Rowsey, D. M. «Three new species of Philippine forest mice (Apomys, Muridae, Mammalia), members of a clade endemic to Mindoro Island» (en anglès). Zootaxa, 5.647, 1, 2025, pàg. 1-26. DOI: 10.11646/zootaxa.5647.1.1. |
| Coendou vossi               | Chiroptera      | Ramírez-Chaves, Mazepa, Morales-Martínez, Suárez-Castro, Colmenares-Pinzón, Pulido-Santacruz i Noguera-Urbano                                        | 2025 | Colòmbia                                 | Ramírez-Chaves, H. E.; Mazepa, G. O.; Morales-Martínez, D.; Suárez-Castro, A. F.; Colmenares-Pinzón, J. E.; Pulido-Santacruz, P.; Noguera-Urbano, E. A. «A review of the Quichua Porcupine Coendou quichua complex (Rodentia: Erethizontidae) with the description of a new species from Colombia» (en anglès). Journal of Mammalogy, gyae140, 2025. DOI: 10.1093/jmammal/gyae140. |
| Eozapus wanglangensis       | Chiroptera      | Yang, Liu i Chen | 2025 | Xina                                     | Yang, S.; Xie, F.; Zhou, C.; Zhang, Z.; Wang, X.; Liu, S.; Chen, S. «Molecular phylogeny and taxonomy of the genus Eozapus (Mammalia, Rodentia, Zapodidae) with the description of a new species» (en anglès). Zoosystematics and Evolution, 101, 2, 2025, pàg. 597-608. DOI: 10.3897/zse.101.133734. |
| Hipposideros srilankaensis  | Chiroptera      | Kusuminda, Srinivasulu, Amarasinghe, Srinivasulu, Srinivasulu i Yapa                                                                                 | 2025 | Sri Lanka                                | Srinivasulu, B.; Kusuminda, T.; Srinivasulu, A.; Ukuwela, K. D. B.; Amarasinghe, C.; Siriwardana, S.; Kaur, H.; Mannakkara, A.; Soisook, P.; Kamalakannan, M.; Yapa, W. B.; Srinivasulu, C. «Taxonomic revision of the South Asian allies of Hipposideros galeritus Cantor, 1846» (en anglès). Zootaxa, 5.590, 4, 2025, pàg. 507-530. DOI: 10.11646/zootaxa.5590.4.3. |
| Marmosa chachapoya          | Didelphimorphia | Pavan, Abreu, Sánchez-Vendizú i Voss | 2025 | Perú                                     | Pavan, S. E.; Abreu, E. F.; Sánchez-Vendizú, P. Y.; Voss, R. S. «A new species of Marmosa (Mammalia, Didelphimorphia, Didelphidae) from Parque Nacional del Río Abiseo, Peru» (en anglès). American Museum Novitates, 4.037, 2025, pàg. 1-18. |
| Murina beibengensis         | Chiroptera      | Luo, Mao i Zhou | 2025 | Xina (Tibet)                             | Luo, T.; Mao, M.-L.; Lan, C.-T.; Zhao, Z.-F-; Wang, Z.-L.; Yu, J.; Wang, J.-J.; Yan, C.-R.; Xiao, N.; Zhou, J. «Four new tube-nosed bat species of the genus Murina (Chiroptera, Vespertilionidae) from Xizang Autonomous Region, China, based on morphological and molecular data» (en anglès). Zoosystematics and Evolution, 101, 3, 2025, pàg. 1.023-1.055. DOI: 10.3897/zse.101.144375.                                                                                                 |
| Murina medogensis           | Chiroptera      | Mao, Lan i Zhou | 2025 | Xina (Tibet)                             | Luo, T.; Mao, M.-L.; Lan, C.-T.; Zhao, Z.-F-; Wang, Z.-L.; Yu, J.; Wang, J.-J.; Yan, C.-R.; Xiao, N.; Zhou, J. «Four new tube-nosed bat species of the genus Murina (Chiroptera, Vespertilionidae) from Xizang Autonomous Region, China, based on morphological and molecular data» (en anglès). Zoosystematics and Evolution, 101, 3, 2025, pàg. 1.023-1.055. DOI: 10.3897/zse.101.144375.                                                                                                 |
| Murina milinensis           | Chiroptera      | Luo, Mao i Zhou | 2025 | Xina (Tibet)                             | Luo, T.; Mao, M.-L.; Lan, C.-T.; Zhao, Z.-F-; Wang, Z.-L.; Yu, J.; Wang, J.-J.; Yan, C.-R.; Xiao, N.; Zhou, J. «Four new tube-nosed bat species of the genus Murina (Chiroptera, Vespertilionidae) from Xizang Autonomous Region, China, based on morphological and molecular data» (en anglès). Zoosystematics and Evolution, 101, 3, 2025, pàg. 1.023-1.055. DOI: 10.3897/zse.101.144375.                                                                                                 |
| Murina yadongensis          | Chiroptera      | Mao, Zhao i Zhou | 2025 | Xina (Tibet)                             | Luo, T.; Mao, M.-L.; Lan, C.-T.; Zhao, Z.-F-; Wang, Z.-L.; Yu, J.; Wang, J.-J.; Yan, C.-R.; Xiao, N.; Zhou, J. «Four new tube-nosed bat species of the genus Murina (Chiroptera, Vespertilionidae) from Xizang Autonomous Region, China, based on morphological and molecular data» (en anglès). Zoosystematics and Evolution, 101, 3, 2025, pàg. 1.023-1.055. DOI: 10.3897/zse.101.144375.                                                                                                 |
| Myotis himalaicus           | Chiroptera      | Ruedi, Chakravarty, Saikia i Csorba | 2025 | Índia i Pakistan                         | Saikia, U.; Chakravarty, R.; Csorba, G.; Laskar, M. A.; Ruedi, M. «Taxonomic reassessment of bats from the Western Himalayas, India and description of a new species of the Myotis frater complex (Mammalia, Chiroptera, Vespertilionidae)» (en anglès). Zootaxa, 5.644, 1, 2025, pàg. 1-78. DOI: 10.11646/zootaxa.5644.1.1. |
| Nagasorex albidens          | Eulipotyphla    | Hutterer, Swanson, Esselstyn i Heaney | 2025 | Índia                                    | Hutterer, R.; Swanson, M. T.; Esselstyn, J. A.; Heaney, L. R. (en anglès) Bulletin of the American Museum of Natural History, 474, 2025, pàg. 1-69. |
| Sicista meiguites           | Rodentia        | Deng, Liu, Wang, Liu i Chen | 2025 | Xina                                     | Deng, Y.; Liu, Q.; Wang, X.; Li, B. V.; Wang, J.; Liu, S.; Liao, R.; Liu, S.; Chen, S. «Molecular phylogeny and taxonomy of the Sicista concolor group (Mammalia, Rodentia, Sicistidae) with the description of a new species» (en anglès). Zoosystematics and Evolution, 101, 3, 2025, pàg. 1.197-1.211. DOI: 10.3897/zse.101.155510. |